# Första vågens feminism

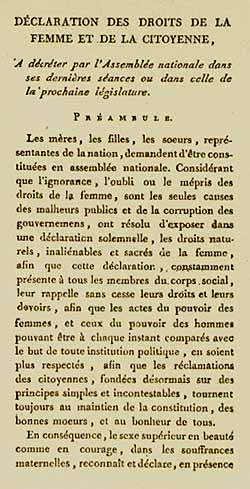
Deklarationen om kvinnans och medborgarinnans rättigheter.

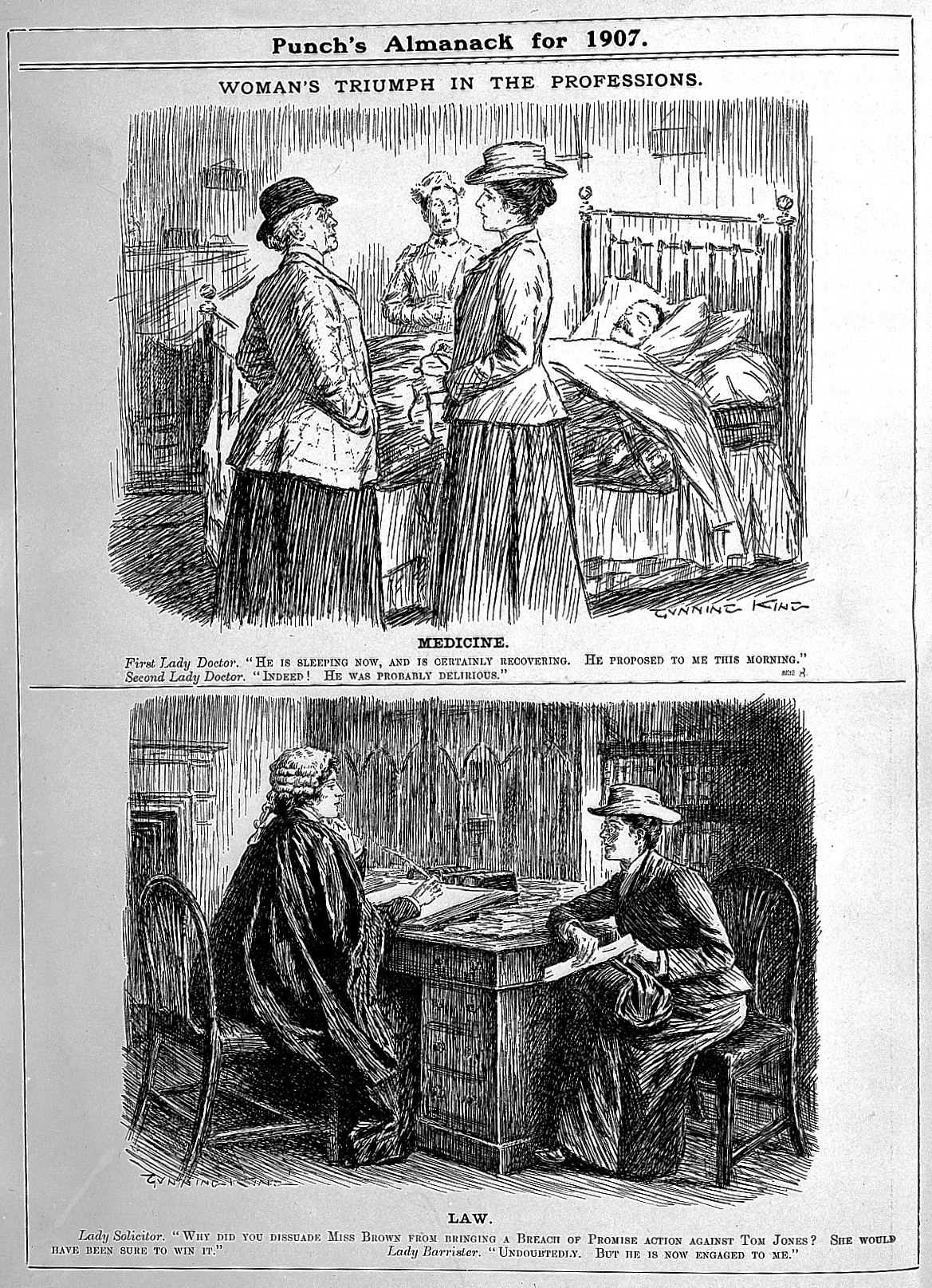
Cartoon; 'Medicine' by Gunning King, 1907. Samtida press illustrerar fördomar mot kvinnor verksamma i yrken som dittills varit reserverade för män.

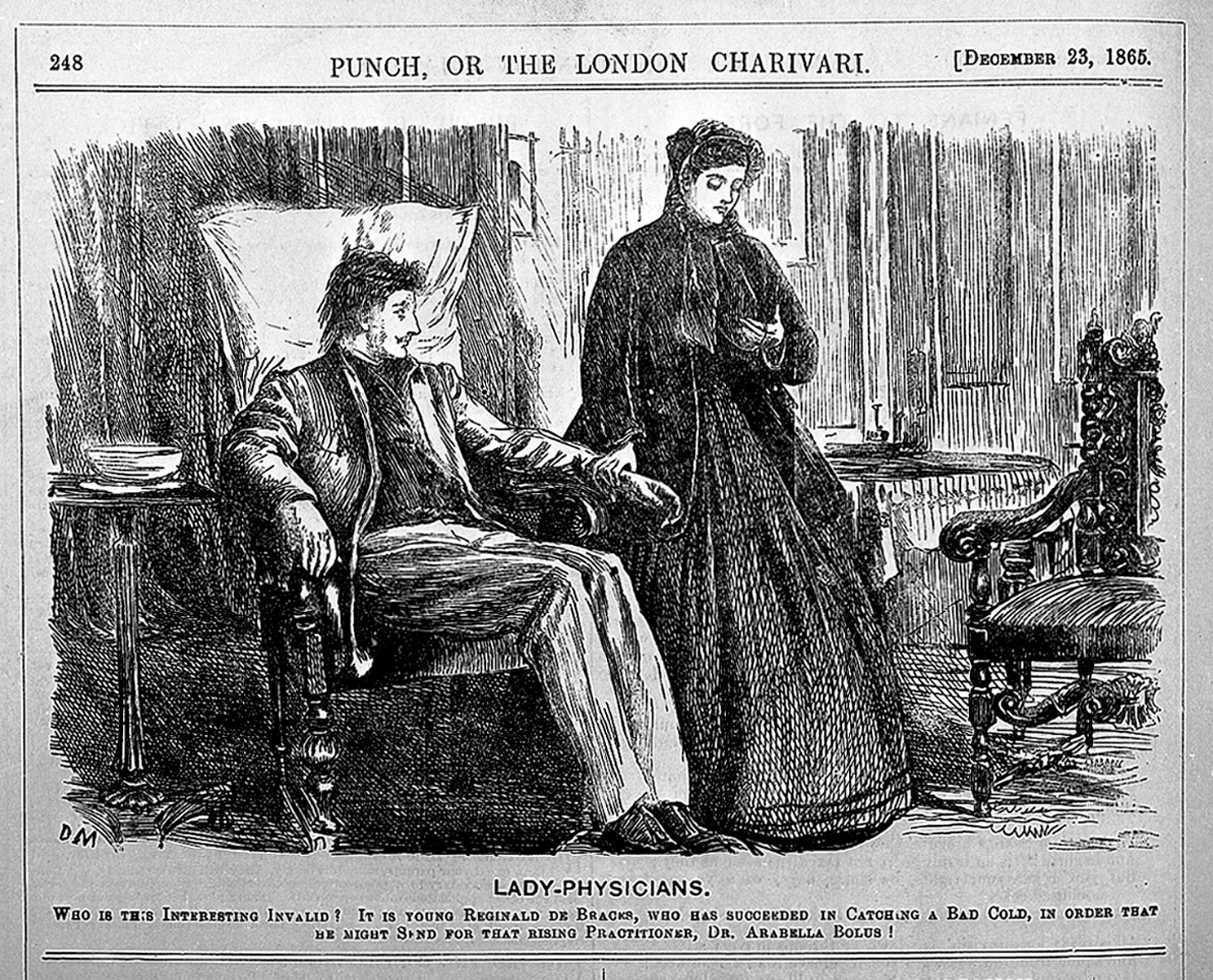
Woman physician taking a man's pulse. Samtida press illustrerar fördomar mot kvinnor verksamma i yrken som dittills varit reserverade för män.

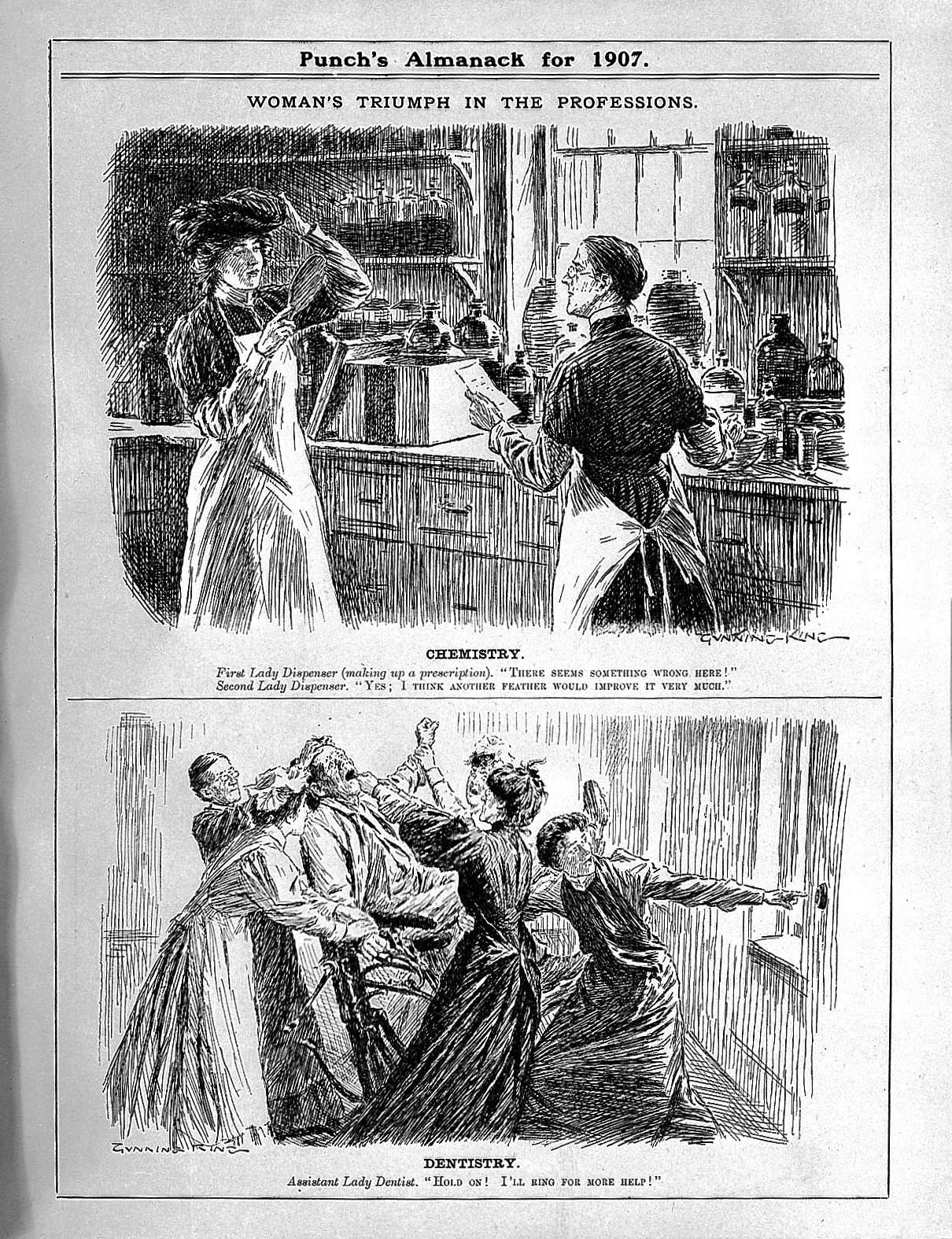
Cartoon of assitant Lady-Dentist from Punch. Samtida press illustrerar fördomar mot kvinnor verksamma i yrken som dittills varit reserverade för män.

Första vågens feminism är den första fasen av den organiserade feminismen eller kvinnorörelsen. Under första vågens feminism fokuserades på genomförandet av formella lagliga rättigheter som kvinnlig rösträtt, rätten till utbildning, rätten att yrkesarbeta, att kontrollera sin egen ekonomi, och kvinnors juridiska frihet från manligt förmynderskap. Den föregicks av protofeminismen och följdes av andra vågens feminism.
Första vågens feminism hade sin bakgrund under franska revolutionen men organiserades i Västvärlden vid mitten av 1800-talet och upphörde under 1920-talet: tidpunkten varierar dock i praktiken mellan olika länder, och vissa länder nådde första vågens feminism först under 2000-talet. 
Termen 'första vågens feminism' myntades av Martha Lear i The New York Times Magazine i mars 1968, för att skilja den då pågående andra vågens feminism, som främst fokuserade på informella rättigheter, från den föregående kvinnorörelsens verksamhet och mål. 
Första vågens feminismen upphörde när man hade lyckats uppnå de lagliga förändringarna och uppfyllt kraven på lika rösträtt och övriga krav på lagreformer, och den Nya Kvinnan sågs som denna rörelsens resultat och slutmål, som man ansåg sig hade uppnått.

## Historik
Första vågens feminism började vid den tidpunkt feminismen för första gången organiserades i föreningar som aktivt började verka för olika frågor och för att ändra då rådande lagar till förmån för en större jämlikhet mellan könen. Den föregicks av protofeminismen, som i viss mening alltid har funnits men som blev särskilt aktiv under franska revolutionen, när kvinnors rättigheter på allvar blev en permanent del av den offentliga samhällsdebatten. Under första hälften av 1800-talet förekom många framstående enskilda feminister i offentlig debatt, men det var först under andra hälften av 1800-talet som kvinnor på allvar började organisera sig för att verka för dessa rättigheter. Detta skedde vid olika tidpunkt i olika länder, men i västvärlden normalt sett cirka tiden 1860–1920. Initialt riktade kvinnorörelsen ofta in sig på tillgång till utbildning och fler yrkesmöjligheter för att göra det möjligt för kvinnor att försörja sig själva, men mot slutet av seklet blev frågan om kvinnlig rösträtt mer dominerande.
Första vågens feminism uppträdde vid olika tidpunkter i olika länder, men kan ändå identifieras eftersom den alltid handlade om kvinnors grundläggande lagliga rättigheter. I Västvärlden uppträdde den i allmänhet under andra hälften av 1800-talet, medan den i andra delar av världen inte uppkom förrän under 1900-talet. Dess ursprungsland kan sägas vara Frankrike under franska revolutionen, även om utvecklingen där avbröts för att sedan återupptogs i Storbritannien och USA, varifrån det sedan spreds till resten av västvärlden från 1800-talets mitt. 

## Afrika

### Etiopien
Kvinnors rättigheter gjorde mycket blygsamma framsteg under kejsardömets tid. Kvinnor organiserade sig i motstånd mot den italienska ockupationen med hjälp av Ethiopian Women's Patriotic Union under 1930-talet, men det förbättrade inte deras rättigheter. Den första kvinnoföreningen var välgörenhetsföreningen Ethiopian Women's Philantrophic Association 1935, och den första nationella kvinnoorganisationen Ethiopian Women's Welfare Association, som grundades 1941, var i huvudsak en välgörenhetsförening. Kvinnor fick formell möjlighet att studera och rätten att rösta i 1955 års kejserliga konstitution, men i övrigt förändrades inte deras rättigheter till det bättre före revolutionen 1974. 
När kejsardömet störtades grundades Revolutionary Ethiopian Women's Association som en del av den kommunistiska Derg-regimens politiska partiapparat 1974.
Den kejserliga konstitutionen, som hade degraderat kvinnor till andra klassens medborgare, upphävdes efter revolutionen och kvinnor blev för första gången åtminstone formellt politisk jämställda med män, något som alltså kan sägas ha avslutat första vågens feminism i Etiopien. REWA verkade för att enrollera flickor i skolan och kvinnor i yrkeslivet och i partiet, och etablerade och byggde också ut den sociala sektorn. Trots den officiella retoriken var kvinnor i praktiken mycket sparsamt representerade i den politiska toppen: endast en enda kvinna, Aregash Adane var medlem i partiets centralkommitté (WPE) 1984–2001.  

### Liberia
Liberia grundades av afroamerikanska nybyggare på 1820-talet, och blev självständigt 1847. Ogifta kvinnliga nybyggare tilldelades från 1824 kolonilotter precis som män. I Liberian Constitution of 1847 fick kvinnor lika ekonomiska rättigheter med män (ifråga om affärer, egendomsrätt och pengar), vilket var unikt under denna epok men motiverades av hänsyn till statens ekonomi, eftersom dödlighet var betydligt större bland manliga nybyggare än kvinnliga.
1920 grundades National Liberian Women's Social and Political Movement, som utan framgång drev en kampanj för rösträtt. Den följdes från 1931 av Liberia Women's League, och 1946 av Liberian Women's Social and Political Movement, som framgångsrikt genomdrev kvinnors rätt att sitta i jury och bli valbara till politiska ämbeten. Kvinnlig rösträtt infördes för den libero-amerikanska minoriteten 1946 och för övriga kvinnor 1951.

### Somalia
År 1952 bildades Somali Women’s Association inom Somali Youth League (SYL) av Raha Ayaanle Guled och Halima Godan som Somalias första kvinnoorganisation, verksam inom självständighetsrörelsen och specifikt för att dess "systrar" skulle kunna föra fram sina frågor på agendan inom självständighetsrörelsen, och i maj 1959 accepterades den första kvinnan Raha Ayaanle Guled inom Central Committee för SYL-rörelsen. 
Det allmänna första valet i södra (Italienska) Somalia hölls för lokalfullmäktige 1954; i februari 1956 hölls det första allmänna demokratiska nationalvalet; men kvinnor fick dock inte rösta förrän i oktober 1958, i det första lokalvalet övervakat av somaliska myndigheter. Kvinnor i Italienska Somalia fick formellt rösträtt 1956 men fick inte använda rösträtten förrän 1958, medan kvinnor i norra Somalia (brittiska Somaliland) röstade för första gången 1961.
Perioden 1960–1969 innebar en frigörelseperiod för kvinnor då självständighetsrörelsen gynnade modernismen: ett flertal kvinnoföreningar skapades, så som Somali Women’s Movement och Somali Women’s Association, och kvinnor fick en offentlig roll då de tog steget ut i utbildning och yrkesroller; Faduma Ahmed Alim blev den första kvinnliga studenten 1962, och Faduma Alim utnämnd till direktör för Women’s section vid Ministry of Education och skolinspektör, en utveckling som kritiserades stort av samtida manliga traditionalister. Perioden innebar dock inga framsteg inom politiken, och både Halima Godane och Hawa Awale Abtidon förlorade då de försökte bli den första kvinnan i parlamentet. 
Utöver rösträtten var det först med kommunisternas övertagande 1969 som kvinnors jämlikhet på allvar tog fart. Kommunistpartiets familjelag från 1975 utmanade landets traditionella muslimska seder genom att begränsa polygamin och införa lika rättigheter för könen ifråga om skilsmässa och arvsrätt, och två år senare grundades Somali Women's Democratic Organization för att stödja regimens jämlikhetspolitik. Det var en statlig förening och dess funktionärer utsågs av regeringen. Efter diktaturens fall 1991 och utbrottet av Inbördeskriget i Somalia försämrades kvinnors situation kraftigt och de rättigheter som SWDO hade symboliserat offentligt avskaffades och ersattes med islamisk rätt.

### Sudan
Kvinnorörelsen växte fram jämsides med frihetsrörelsen mot britterna, där kvinnor deltog aktivt. Sudan blev självständigt 1956, och kvinnor fick rösträtt 1965 och ett flertal reformer infördes för att öka kvinnors rättigheter under de första tjugo åren efter självständigheten; det fanns också en livlig kvinnorörelse där särskilt det kommunistiska Sudanese Women's Union spelade en viktig roll.
1983 infördes sharia i Sudan, vilket resulterade i en rad diskriminerande lagar mot kvinnor; 1987 förbjöds kvinnor att lämna landet utan tillstånd från sin make, och 1989 infördes en lag som tvingade alla kvinnor att bära slöja då de lämnade hemmet. Första vågens feminism i Sudan kunde inte fortsätta förrän efter att diktaturen föll 2019 och sharialagen upphävts.

## Amerika

### Argentina
I Argentina fanns det tidigt en stor och välutvecklad, men splittrad kvinnorörelse. Under slutet av 1800-talet organiserade sig arbetarklasskvinnor inom den socialistiska och anarkistiska rörelsen, medan medelklasskvinnor utmärkte sig inom den akademiska världen. Virginia Bolten grundade 1896 den första feministiska tidningen, La Voz de la Mujer. 
Cecilia Grierson grundade år 1900 National Women's Council, det vill säga Argentinas avdelning av International Council of Women.
År 1904 organiserade sig feminismen då Julieta Lanteri, Cecilia Grierson, Sara Justo, Elvira Rawson de Dellepiane och Ernestina och Elvira López grundade Asociación de Mujeres Universitarias Argentinas, som 1910 arrangerade First International Women's Congress (Primer Congreso Femenino Internacional) i Buenos Aires. 1906 bildades även Centro Feminista, följd av Comité Pro Sufragio Femenino, Partido Feminista Nacional, Unión Feminista Nacional och Asociación Pro Derechos de la Mujer. 1920 organiserade kvinnorörelsen en fiktiv valrörelse och val som demonstration under ledning av Alicia Moreau de Justo.
Kvinnorörelsen bedrev en intensiv kampanj, men de upprepade förslagen om kvinnlig rösträtt röstades gång på gång ned i parlamentet. 
I Argentina är den framgångsrika kampen för kvinnors rösträtt associerad med det socialistiska peronistpartiet, som tidigt hade engagerat sig i lika rättigheter och inkluderade flera framträdande feminister, som Cecilia Grierson, Alicia Moreau de Justo och Juana Rouco Buela. Peronistpartiet under Eva Perón lyfte frågan 1946 då hon tackade Argentinas kvinnor för deras stöd för peronisterna och begärde att partiet skulle genomföra reformen bland annat som erkänsla för kvinnors stöd för partiet, och peronistregeringen införde reformen 1947. Eva Perón valdes också till hedersordförande för feministpartiet Partido Peronista Femenino, som bildades 1949 associerad med peronisterna. Kommunisternas kvinnoförbund Unión de Mujeres de la Argentina (UMA) spelade också en viktig roll från 1947. Valet 1951 blev det första valet där kvinnor kunde rösta i Argentina.

### Brasilien
Feminismen växte fram i Brasilien vid 1800-talets mitt. Kejsardömet var då ett kompakt patriarkalt manssamhälle där normen dikterade att kvinnor, såvida de inte var slavar eller arbetarkvinnor, i största möjliga mån borde hålla sig hemma och undvika offentligheten för att anses respektabla. 
Nísia Floresta, pedagog och författare, anses vara den första feministen i Brasilien. Hon publicerade 1832 boken Direitos das mulheres e Justiças dos Homens (Kvinnors rättigheter och mäns orättvisor), och skrev artiklar i pressen och andra böcker som Conselhos à minitherus (1842). I mitten av 1800-talet kom kvinnotidningar i olika delar av Brasilien, där kvinnor förespråkade sin frigörelse, som Jornal das Senhoras (1852) redigerad av Joana Paula Manso de Noronha, Belo Sexo (1862) av Mohora de Albuquerque Aguiar, O Eco das Damas (1879), av Amélia Carolina Couto, O Direito das Damas (1882), av Idalina de Alcântara Costa, O Corymbo (1883), av Revocata-systrarna Heloísa de Melo och Julieta de Melo Monteiro, och många andra, även om de inte förenade sig i någon organiserad rörelse eller var rikstäckande. Deras krav var flera. Många av dessa tidningar förespråkade rösträtten och det politiska livet, men andra predikade abolitionism, rätten till utbildning, legalisering av skilsmässa och rätten att inneha offentliga ämbeten. De flesta av dessa kvinnor var republikaner.
I slutet av 1800-talet, framför allt efter avskaffandet av slaveriet och monarkin 1888-1889, kom kvinnor att engagera sig politiskt och samhällsmässigt för första gången i organiserad form då kvinnliga arbetare ur den växande fria arbetarklassen blev aktiva inom fackföreningsrörelse och socialism. 
1888 blev Brasilien en republik och fick en ny konstitution. Konstitutionen från 1891 uteslöt inte kvinnor från att rösta, eftersom det i väljarnas medvetande inte fanns någon uppfattning om kvinnor som individer med rättigheter. Detta fick många kvinnor att utan framgång ansöka om att rösta. I en reviderad version avskaffades denna åtgärd, eftersom tanken rådde att politik var en ohederlig verksamhet för kvinnor.
Några historiska ögonblick av denna period var viktiga för att främja kvinnokampen, bland annat strejkerna 1917, bildandet av kommunistpartiet Partido Comunista Brasileiro (1922), konstprojektet Semana de Arte Moderna (1922), och de politiska rörelserna Tenentismo (1922) och Coluna Prestes (1924-1927). 
År 1922 grundades Federação Brasileira pelo Progresso Feminino av en grupp kvinnor under ledning av Bertha Lutz som kampanjade för kvinnors rätt att rösta och arbeta utan sin makes tillstånd. I Brasilien var rösträttsrörelsen ingen massrörelse: de flesta brasilianska kvinnor var konservativa analfabeter och rösträtten intresserade bara en liten minoritet bildade kvinnor, som framställde modesta krav och inte uppfattades som hotande av regeringen. 
Rio Grande do Norte och Minas Gerais var banbrytande stater i landet för att legalisera kvinnors röstning. Den första registrerade väljaren var Celina Guimarães Viana. Celina åberopade 1927 artikel 17 i vallagen i Rio Grande do Norte, som sade: "I Rio Grande do Norte kan alla medborgare som uppfyller de villkor som krävs enligt lagen rösta och röstas på, utan skillnad på kön." Den 25 november 1927 lämnade hon in en framställning där hon begärde upptagande på väljarlistan. Med tanke på detta gav domaren Israel Ferreira Nunes ett positivt yttrande, inklusive henne i väljarlistan och skickade ett telegram till presidenten för den federala senaten, och bad på de brasilianska kvinnornas vägnar godkännande av projektet som inledde den kvinnliga röstningen.
Den vallag som utarbetades 1933 utvidgade slutligen rösträtten och den politiska representationen till kvinnor; kvinnlig rösträtt infördes 1934, och i den konstituerande församlingen 1934 valdes en kvinnlig representant, den första kvinnliga suppleanten i Brasilien: Carlota Pereira de Queirós.

### Costa Rica
Utvecklingen av kvinnorörelsen i Costa Rica skilde sig från de flesta andra latinamerikanska länder tack vare landets ovanliga politiska stabilitet. Landets första kvinnoförening, Damerna av Saint Vincent de Paul, grundades 1878 och följdes av flera, som ägnade sig åt välgörenhet, nykterhet, prostitution och så småningom feminism. Kampanjer för rösträtt för kvinnor iscensattes under valreformerna 1913, 1913, 1925, 1927 och 1946. 
Liberala reformer gjorde gifta kvinnor myndiga och skilsmässa laglig redan 1888.
Kvinnors medverkan i motståndet och störtandet av diktatorn Federico Tinoco 1917-1919 gjorde att rösträttsfrågan togs upp i parlamentet. Kvinnorörelsen för rösträtt organiserade sig under Ángela Acuña Braun i Liga Feminista Costarricense 1923, som blev en del av International League of Iberian and Hispanic-American Women, och som mellan 1925 och 1947 drev en aktiv kampanj.
Rösträtt för kvinnor stöddes främst av en liten klick kvinnliga aktivister snarare än av majoriteten kvinnor, men frågan fick stöd av ledande manliga politiker och intellektuella, och flera kvinnoföreningar. Rösträtt för kvinnor infördes 20 juli 1949, som andra land i Centralamerika efter Panama.

### El Salvador
År 1920 enades Guatemala, El Salvador och Honduras under Centralamerikanska Federationen, vars konstitution godkände villkorlig rösträtt för kvinnor 9 september 1921, men denna kunde inte införas, då den Centralamerikanska Federationen därefter upphörde och dess konstitution därmed inte var giltig.
Kvinnorörelsen i El Salvador började på 1920-talet, då bildade urbana kvinnor och landsbygdens revolutionärer uppmanade kvinnor att engagera sig politiskt för olika politiska grupperingar, och kvinnor deltog 1921–1922 i demonstrationer för att stödja Miguel Tomas Molina, och på 1930-talet formades kvinnokommittér för att delta i Farabundo Martis kamp för demokratisering och avsättandet av diktatorn Maximiliano Hernandez Martinez.  
Kampanjen för kvinnlig rösträtt började då Prudencia Ayala 1930 lanserade sig som presidentkandidat  för ett feministparti (Great feminist Salvadoran Party) och lät utge Feminine Redemption och Tecleno Feminine Circle för frågan om kvinnlig rösträtt.
Formellt sett blev El Salvador det första land i Centralamerika som införde kvinnlig rösträtt. Diktatorn Maximiliano Hernandez Martinez bedömde att hans chanser att bli omvald skulle öka om han införde kvinnlig rösträtt, och sammankallade därför en Constintuent Assembly och presenterade förslaget att låta kvinnor rösta. Kvinnlig rösträtt erkändes därför som en rätt ingående i konstitutionen 5 december 1938, men den inordnades inte i lagen, vilket innebar att lagen aldrig trädde i kraft. Villkorlig rösträtt för kvinnor gällde rent formellt från 1939, men villkoren var så höga att upp mot 80 procent av landets kvinnor inte kunde använda den teoretiska rösträtten.
Den villkorade rösträtten ledde till en kampanj för allmän kvinnlig rösträtt under 1940-talet som förenade sig med kampen mot diktatorn Maximiliano Hernandez Martinez och demokratiseringen som följde på hans störtande 1944, och kvinnor deltog i den offentliga debatten och demonstrationer och bildade en mängd föreningar. Tre huvudsakliga föreningar bildades nu för kvinnors rättigheter: Asociación de Mujeres Democráticas de El Salvador (AMD) (Association of Democratic Women of El Salvador) med dess tidning Feminist Tribute under Rosa Amelia Guzman (1944), Frente Democrático Femenino (FDF) (Democratic Feminine Front) med dess tidning Democratic Woman under Matilde Elena Lopez (1945), som båda var tätt sammanbundna med demokratikampen, och Salvadoran Women's League (Liga Femenina Salvadoreña) med dess tidning Heraldo Femenino (Feminine Herald) under Ana Rosa Ochoa (1947), som var den mest utpräglat feministiska föreningen som verkade politiskt obundna för rösträtten.
Kvinnorörelsen var dock mycket svag i El Salvador, och den slutliga segern i rösträttsfrågan attribueras mer till den vänsterregering som tillträdde efter störtandet av regimen snarare än för den svaga feminismens aktivism. Kvinnlig rösträtt infördes i samband med de demokratiska reformerna efter störtande av diktaturen 1950.

### Jamaica
I slutet av 1800-talet engagerade sig överklasskvinnor på Jamaica i välgörenhetsföreningar utanför kyrkan, som Lady Musgrave Women's Self Help Society (1879), och efter 1904 började arbetarkvinnor bilda fackföreningar. År 1901 framförde Catherine McKenzie under den svarta självständighetsrörelsens konferens People's Convention Conference ett krav på kvinnors jämlikhet med män, men detta var ett isolerat fall. Allmänt anses den organiserade kvinnorörelsen inte ha kommit till Jamaica förrän under första världskriget; samhället på Jamaica var delat i kvinnorna ur den vita och färgade medel- och överklassen som läste Planter's Punch, och de svarta kvinnorna som försörjde sig på grovarbete, och samhället hade betydligt färre sociala nyanser än i Storbritannien.
Under första världskriget engagerade sig över- och medelklasskvinnor som Constance Douet, Josephine Westmoreland och Dorothy Trefusis i krigsarbete för imperiet, och bildade föreningar som Jamaica Patriotic Helpers of Montpelliers under A. E. Briscoe och Women's Social Service Club (från 1925 kallad Women's Social Service Association eller WSSA) under Judith DeCordova. Krigsarbetet var framgångsrikt och flera medlemmar tilldelades offentliga medaljer.
När Storbritannien införde kvinnlig rösträtt 1918 lanserade Jamaicas kvinnoföreningar för krigsarbete, främst WSSA, i maj 1918 en kampanj för att införa kvinnlig rösträtt på Jamaica. WSSA bildade en Petition Committee och fick beskydd av governörens hustru. En petition med namninsamling organiserades, liksom två stora massmöten. Den rösträtt man ville få var den rösträtt som redan gällde för män, det vill säga en rösträtt begränsad till en liten minoritet skattebetalare, och motiverades med den prisbelönta roll öns överklasskvinnor hade spelat för krigsansträngningen. 
Kampanjen hade stöd av den brittiska guvernören och drevs av hustrur till öns politiker, och klubbades igenom utan större motstånd 14 maj 1919. Jamaica blev den första ön i Västindien som införde reformen. Ingen kvinna stod som kandidat på Jamaica förrän Mary Morris Knibb, som valdes till lokalparlamentet i Kingston 1939.
Under 1930-talet uppkom en massrörelse för arbetares rättigheter liksom självständighet på Jamaica, när People's National Party (1938) och Jamaica Labor Party (1943) bildades. Oroligheterna aktiverade kvinnorörelsen på Jamaica och breddade den till en massrörelse: svarta arbetarkvinnor engagerade sig nu genom Universal Negro Improvement Association (UNIA), vita kvinnor genom Jamaica Women's League (JWL; 1936) och intellektuella utbildade kvinnor genom Women's Liberal Club (1936), som höll två nationella kvinnokongresser (1939 och 1941). 
När oroligheterna resulterade i 1938 Labour Rebellion tillsattes Moyne Commission, som slutligen lade fram ett reformpaket 1944.
I november 1944 infördes villkorlig manlig rösträtt grundad på egendom av britterna genom den reformerade konstitutionen, men i december samma år infördes allmän rösträtt och valbarhet för alla vuxna personer, vilket också innefattade kvinnor. Efter detta var första vågens feminism avslutad och Jamaicas kvinnorörelse enades i Jamaica Federation of Women (JFW).

### Kuba
En kvinnorörelse uppkom på Kuba under 1920-talet, främst efter bildandet av Club Femenino de Cuba 1917. Feminister ur öns överklass förenade sig då i ett samarbete för att kampanja för kvinnofrågor, på grund av missnöje över att dessa inte tillgodosetts efter frigörelsen från Spanien 1898, och arrangerade kongresser 1923, 1925 och 1939. De uppnådde ny egendomslag 1917, ny skilsmässolag 1918, rösträtt 1934 och förbud mot könsdiskriminering i arbetslivet 1940.

### Mexiko
Feminismens historia i Mexiko är starkt associerad med Juana Inés de la Cruz, som under 1600-talet gjorde ett misslyckat försök att gå på universitetet och försvarade kvinnors rätt att tänka. Hon var dock ett isolerat exempel. Under Mexikanska frihetskriget (1810–1821) blev en mängd kvinnor hyllade som hjältinnor för sitt engagemang i självständighetsrörelsen. 
Under 1800-talet engagerade sig enskilda kvinnor för att ge kvinnor tillgång till sekulär undervisning, och fick stöd av liberala politiker, men en organiserad kvinnorörelse dröjde. Den kanske första kvinnoorganisationen i Mexiko var La Siempreviva, som grundades av Rita Cetina Gutiérrez på Yucatán 1870, som grundade en skola för utbildning kvinnliga professionella lärare, som uppmanades att grunda sekulära skolor för flickor. 1887 bildade Laureana Wright de Kleinhans en förening med tidningsorganet "Violetas de Anáhuac" som krävde jämlikhet mellan könen och rösträtt för kvinnor. Även män, främst liberala män, såg ojämlikheten som ett samhällsproblem, bland dem Genero García som kritiserade kvinnors dåliga utbildning och hustrurs omyndighet.
Några lagliga reformer ägde inte rum under Porfirio Díaz-regimen, även om kvinnors ställning i praktiken förändrades genom att fler kvinnor började få utbildning, kunde anta fler yrken. 1904 bildades Sociedad Protectora de la Mujer och började utge tidningen "La Mujer Mexicana", och 1910 bildades Club Femenil Antirreeleccionista Hijas de Cuauhtémoc som engagerade sig i oppositionen mot Porfirio Díaz och krävde rösträtt för kvinnor. 
Många kvinnor engagerade sig i liberala oppositionsgrupper mot Porfirio Díaz. 
Kvinnor spelade en aktiv roll i den mexikanska revolutionen 1910. Efter revolutionen utbröt en intensiv aktivitet för kvinnorörelsen. I januari 1916 hölls Primer Congreso Feminista (första feministiska kongressen) i Mérida i Mexiko för att diskutera kvinnors roll i den nya staten. Den nya mexikanska konstitutionen av år 1917 gjorde kvinnor lagligt myndiga, introducerade lika lön och garanterade sekulär lika utbildning, men kvinnors fick inte helt lika medborgerliga rättigheter: även om konstitutionen inte förbjöd kvinnlig rösträtt, så definierade 1918 års vallag väljaren som man. 
1919 bildades Consejo Feminista Mexicano för att verka för kvinnlig rösträtt. 1922 fick kvinnor lokala kommunal rösträtt och valbarhet i delstaten Yucatan, där Liga Feminista Rita Cetina Gutiérrez var verksamt. 1923 hölls First Feminist Congress av Pan American League of Women i Mexiko, och samma år den första nationella kvinnokongressen, Primer Congreso Nacional de Mujeres i Mexico City, där den mexikanska kvinnorörelsen splittrades i en socialistisk gren och en gren bestående av religiösa medelklasslärare allierade med den amerikanska kvinnorörelsen. Under 1920- och 30-talen hölls ett flertal kvinnokongresser i Mexiko. Kvinnorörelsen engagerade sig i att motarbeta reglementerad prostitution, som införts 1926, och lyckades legalisera abort vid våldtäkt 1931. Den tilltagande splittringen gjorde dock att kvinnorörelsen blev allt mindre ineffektiv. 
En av de mest betydande av Mexikos kvinnoorganisationer var United Front for Women's Rights (FUPDM), som 1952 bildade Alianza de Mujeres Mexicanas och erbjöd sitt stöd till presidentkandidaten Adolfo Ruiz Cortines i utbyte mot hans löfte att införa rösträtt för kvinnor om han vann valet. Han gick med på förslaget på villkor att Alianza kunde presentera en namninsamling på 500.000 kvinnors signaturer till stöd. När han vann valet, presenterade Alianza honom namnlistan och Adolfo Ruiz Cortines uppfyllde därefter sitt löfte och införde rösträtt för kvinnor 1953.

### Paraguay
Kvinnorörelsen i Paraguay hade en splittrad och osammanhängande historia. På 1890-talet bildade systrarna Adela och Celsa Speratti den första högre skolan för kvinnor. Bland landets första feminister fanns Ramona Ferreira, som utgav den radikala La Voz del Siglo (1902-1904), och Serafina Dávalos, som 1905 grundade landets första yrkesskola för kvinnor, och 1907 blev dess första kvinnliga advokat. Det tog dock lång tid innan Paraguay fick någon organiserad kvinnorörelse, och därmed kunde börja ställa krav på reformer som rösträtten. 
En rad kvinnoföreningar bildades under mellankringstiden, som dock oftast förblev tillfälliga: Centro Feminista Paraguayo (1920), Asociación Feminista del Paraguay (1929), Unión Femenina del Paraguay (UFP) (1936–1937), Consejo Nacional de Mujeres del Paraguay (1940), Comisión de Damas Coloradas (1945) och Unión Democrática de Mujeres (1946–1947). 
Paraguays regering undertecknade 1948 den interamerikanska konventionen om beviljande av politiska rättigheter till kvinnor i Bogotá, som erkänner att kvinnor har samma politiska rättigheter som män. Mercedes Sandoval de Hempel grundade år 1951 Liga Paraguaya de los Derechos de la Mujer, och deras krav på rösträtt bifölls 1961 sedan president Alfredo Stroessner såg en sjunkande popularitet för sig bland manliga väljare, och trodde sig kunna öka sitt röstantal genom kvinnliga väljare. Rösträtten infördes slutligen 1961.

### USA
Kvinnorörelsen i USA inleddes med Konferensen i Seneca Falls 1848: därefter samlades National Woman's Rights Convention varje år fram till att American Equal Rights Association bildades 1866. Dräktreformrörelsen hade sitt ursprung i just USA vid samma tid.
Frågan om kvinnlig rösträtt sköttes från 1869 av National Woman Suffrage Association (NWSA) och American Woman Suffrage Association (AWSA), som båda 1890 uppgick i National American Woman Suffrage Association, som sedan ledde rörelsen tills målet uppnåddes 1920. 
En av de största kvinnoorganisationerna i USA var från 1873 Woman's Christian Temperance Union, som fick ett stort inflytande på samhället.
En separat kvinnorörelse för färgade kvinnor påbörjades genom First National Conference of the Colored Women of America 1895, där National Association of Colored Women's Clubs bildades och sedan organiserade en afroamerikansk kvinnorörelse.

## Asien

### Burma
Kvinnorörelsen i Burma uppkom genom grundandet av Burmese Women's Association (BWA) 1919, och denna följdes snabbt av en mängd andra kvinnogrupper. Kvinnorörelsen var tidigt framgångsrik i Burma, vilket till stor del hängde samman med att den var sammanflätad med motståndsrörelsen mot britterna och att denna kämpade även för mäns politiska rättigheter mot britterna. 
Britterna gav kvinnor rösträtt i Burma 1922. 

### Japan
I Japan uppkom kvinnorättsrörelsen efter reformerna under Meijirestaurationen 1868, när ett västerländskt reformprogram omdanade det japanska samhället. Som en följd fick kvinnor både utbildning och möjlighet till yrkesarbete, då de inkluderades som elever (1872) och anställdes som lärare (1874) i det nya skolsystemet. Kvinnor fick också möjlighet att studera utomlands som utbytesstudenter (1871); i Japan grundades privata högskolor för kvinnor (Tsuda University, 1900 och Nihon Joshi Daigaku 1901), innan de statliga universiteten öppnade för kvinnor (1913).
Det tog lång tid för kvinnor att organisera sig i en regelrätt kvinnorörelse. Shin-fujin kyokai, som grundades 1919, fokuserade på kvinnors rätt att organisera sig politiskt, då det var förbjudet för kvinnor att ens närvara vid politiska möten. År 1921 erkändes kvinnors rätt att engagera sig politiskt.
År 1923 bildade de japanska kvinnoföreningarna gemensamt paraplyorganisationen Tokyo Rengo Fujinkai för att kunna samarbeta med nödhjälp efter jordbävningen i Tokyo 1923, och när manlig rösträtt infördes 1924 bildade föreningen fem satellitgrupper, som var och en skulle verka för var sin huvudfråga: samhällsfrågor, politiska rättigheter (Fusen Kakutoku Domei), utbildning, arbetsfrågor och yrkesfrågor. 
Den japanska kvinnorörelsen upphörde under andra världskriget, när samtliga civila politiska föreningar upplöstes 1941. Kvinnor mobiliserades sedan istället i krigsansträngningen genom Japanska Kvinnors Frivilliga Arbetskår.
Kvinnor fick formellt samma grundläggande rättigheter som män i 1946 års konstitution.

### Filippinerna
Traditionellt har kvinnor haft en hög ställning på Filippinerna, som försämrades under det spanska kolonialväldet. Kvinnor deltog aktivt i motståndskampen mot Spanien på 1890-talet, och efter att landet blev en amerikansk besittning 1898 uppkom en kvinnorörelse. Asociacion Feminista Filipina grundades 1904 under Conception Felix Rodriguez, följd 1912 av Society for the Advancement of Women (SAW) och Asociaction Feminist Ilonga, som alla kampanjade för införandet av kvinnlig rösträtt och valbarhet och förbättrade arbetsförhållanden. Rösträtten infördes av amerikanerna på Filippinerna 1937.

### Indien
I Indien förbättrades kvinnors rättigheter initialt av den brittiska kolonialmakten, som förbjöd änkebränning genom Bengal Sati Regulation, 1829, tillät änkor att gifta sig Hindu Widows' Remarriage Act, 1856, förbjöd dödandet av nyfödda flickor genom Female Infanticide Prevention Act, 1870, och barnäktenskap genom Age of Consent Act, 1891. Den första skolan för flickor grundades av Savitribai Phule (1848); sekundärutbildning öppnades genom grundandet av Bethune College 1879 och 1883 tog även de första kvinnorna, Chandramukhi Basu och Kadambini Ganguly, examen vid ett universitet.
Arbetet för kvinnors rättigheter i Indien vid denna tid sköttes länge nästan uteslutande av brittiska kolonialmyndigheter och missionärer, eftersom inhemska kvinnor var begränsade av informella kulturella hinder som purdah, en sedvänja som definierade kvinnor som inte levde i könssegregation som icke respektabla. Det gjorde det svårt för majoriteten inhemska kvinnor att i praktiken använda sig av de rättigheter till deras förmån som infördes av britterna, och förhindrade någon organisation av en inhemsk kvinnorörelse.
Verkliga förändringar inträdde sedan bristen på jämlikhet mellan könen började uppfattas som ett hinder för landets utveckling av manliga indiska intellektuella med brittisk utbildning. Reformatorn Satyendranath Tagore introducerade ett upphävande av purdah när han år 1866 tog med sig sin hustru Jnanadanandini Devi till den brittiska guvernörens julbal, en händelse som väckte oerhört uppseende; han fortsatte denna utveckling då han förde med sig även sina systrar ut i det offentliga livet, och därefter började principen om könssegregation upplösas inom den indiska eliten.  Den första kvinnoföreningen var Bharat Stree Mahamandal 1910, som försökte motverka könssegregeringens effekter på kvinnors utbildning. Upphävandet av purdah skapade förutsättningar för en inhemsk indisk kvinnorörelse, och 1917 bildades Women's Indian Association (WIA) för att bland annat driva frågan om kvinnlig rösträtt, följd av National Council of Women in India (NCWI) 1925 och All-India Women's Conference (AIWC) 1927. 
Första vågens feminism i Indien kan ses som avslutad då Indiens första konstitution efter självständigheten 1947 gav män och kvinnor lika basrättigheter.

### Indonesien
I Nederländska Ostindien fanns två parallella kvinnorörelser som fungerade separat från varandra: den holländska kvinnorörelsen för holländska kolonister, och den inhemska kvinnorörelsen för den inhemska befolkningen. 
Den inhemska kvinnorörelsen tog sin början i slutet av 1800-talet med Kartini och Dewi Sartika, som på individuell basis verkade för utbildning för kvinnor och motsatte sig den muslimska könssegregationen. I början av 1900-talet började kvinnor organisera sig i självständighetsrörelsen och bilda kvinnoförbund associerade med självständighetsgrupperna, så som Putri Mardika (1912) associerad med Budi Utomo, och Aisyiyah (1920) associerad med Muhammadiyah.
Det var i samband med detta som den organiserade indonesiska kvinnorörelsen uppkom. Den var dock splittrad i smågrupper. De kvinnor som organiserade sig bestod oftast av bildade medelklasskvinnor som gått i holländska skolor. 
22–25 december 1928 hölls den första kvinnokongressen i Yogjakarta, där trettio kvinnogrupper slutligen enade sig i paraplyorganisationen Perikatan Perempuan Indonesia (PPI, Indonesian Women Association) med tjugo avdelningar och sin egen tidning, Istri, något som betraktas som en viktig milstolpe inom den indonesiska kvinnorörelsen (den ändrade sitt namn till Persatuan Perkumpulan Istri Indonesia eller PPII (Federation of Indonesian Wives/Women's Association) på nästa kongress i Jakarta 1929).  
Kvinnorörelsen hamnade i inre splittring i frågan kring polygami, där de religiösa delarna vägrade fördöma den diskriminerande sedvanan, men höll ändå samman enigheten tack vare att de var förenade mot kolonialismen, något som dominerade rörelsen trots att kvinnogrupperna utåt inte agiterade mot regeringen i den frågan. 
Under den japanska ockupationen (1942–1945) upplöstes alla kvinnogrupper och japanerna bildade istället den obligatoriska statliga kvinnoföreningen Fujinkai för att träna kvinnor till husmödrar i enlighet med den japanska ideologin och mobilisera dem i krigsarbete. Efter krigsslutet återuppstod kvinnorörelsen och förenade sig 1946 i paraplyorganisationen KOWANI för att delta i självständighetskampen mot holländarna. Vid självständigheten 1949 fick kvinnor rösträtt och samma basrättigheter som män.

### Israel
Union of Hebrew Women for Equal Rights in Erez Israel påbörjade 1920 en kampanj för att kvinnor skulle få rösträtt och lika rättigheter inom den judiska myndigheten i det Brittiska Palestinamandatet. De lyckades med sitt mål 1926, då den judiska myndigheten offentligt förklarade att kvinnor från och med då hade rösträtt och valbarhet till den judiska myndigheten och skulle garanteras lika rättigheter i den framtida judiska staten. Detta löfte uppfylldes när staten Israel grundades 1947, och lika rättigheter fastställdes i 1951 års konstitution.

### Kina
I mitten av 1800-talet infördes reformer för könens likställighet i det områden som erövrades och styrdes av rebellerna under Taipingupproret, men dessa återställdes när upproret slogs ned.
Under 1870-talet grundade västerländska missionärer föreningar mot fotbindning. Frågan om kvinnors rättigheter lyfte sedan dels av kinesiska kristna konvertiter, och dels av kinesiska intellektuella, som kom att betrakta kvinnors låga ställning i Kina som ännu en av de seder som stod i vägen för Kinas utveckling till ett modernt land, och 1887 grundades den första kinesiska första anti-fotbindnings-föreningen av reformatorn Kang Youwei.
Missionärer grundade skolor för flickor, och enskilda kvinnor studerade från 1880-talet utomlands i Väst och i Japan. Kring sekelskiftet 1900 uppkom en inhemsk feministisk press under ledning av feminister som Chen Xiefen, Qiu Jin och Yan Bin, som ofta hade studerat utomlands, och lokala kvinnoföreningar började bildas och privata flickskolor började grundas av inhemska reformister. Från 1901 inkluderades flickor formellt i det statliga kinesiska skolsystemet.
Den första nationella kvinnorörelsen organiserades när Tang Qunying grundade rösträttsföreningen Nüzi chanzheng tongmenghui för att verka för att kvinnlig rösträtt och lika rättigheter skulle inkluderas när den nya konstitutionen skulle skrivas efter republikens införande 1911, en paraplyorganisation som grundades av ledare för lokala kvinnoföreningar. Kinas splittring under 1910-talet gjorde att kvinnorörelsen sedan återigen blev en lokal angelägenhet, men många lokala kvinnoföreningar nådde stor framgång, och sedan Pekings universitet började acceptera kvinnliga studenter 1920 följdes exemplet av andra. När landet återigen enades under Kuomintang kunde en kvinnorörelsen återigen arbeta nationellt. I 1931 års civilkod infördes formellt jämställdhet mellan könen på många plan, även om denna inte kunna tillämpas fullt ut i praktiken: lika arvsrätt och en ny äktenskapslag som förbjöd tvångsäktenskap, gav kvinnor rätten att ta ut skilsmässa och kontrollera sina egna pengar; 1935 förbjöds också formellt konkubinat och manligt äktenskapsbrott precis som kvinnligt alltid varit förbjudet, även om detta mest blev en pappersprodukt.
Full likställighet mellan könen i Kina infördes formellt sett genom den nya konstitutionen som infördes 1950, efter kommunisternas maktövertagande 1949, och genomfördes av All-China Women's Federation.

### Mongoliet
Mongoliet blev självständigt från Kina 1921. Den kommunistiska Mongoliska folkrepubliken grundades 1924 och i den nya statens konstitution samma år infördes lika rättigheter mellan kvinnor och män direkt, vilka genomfördes av kommunistpartiet Mongoliska folkets revolutionära parti (MPRP):s kvinnoavdelning Mongolyn Emegteichüüdiin Khoroo.

### Pakistan
En självständig kvinnorörelse uppkom sent i Pakistan, därför att den första typen av kvinnorörelse ägde rum i samarbete med regeringen och bestod av en typ av statsfeminism. Kvinnors ursprungliga purdah i form av könssegregation och slöja började gradvis brytas upp då kvinnor engagerade sig politiskt i den antikoloniala rörelsen i form av frivilligorganisationer som Anjuman-e-Khawatin-e-Islam (Muslim Ladies Association), och deltog i självständghetsörelsen All India Muslim Leagues kampanjer av civil olydnad mot britterna. Den muslimska antikoloniala rörelsen i dominerades under 1920- och 40-talen av sekulära modernister, som uppfattade kvinnors frigörelse som en del av den antikoloniala kampen, då denna uppfattades bryta upp hindrade stamlojaliteter och underlätta ekonomisk samhällsmobilisering, modernisering och revitalisering av den muslimska världen, och under 1930-talet började muslimska kvinnor ur medel- och överklassen röra sig offentligt obeslöjade.
Kvinnor fick rösträtt vid Pakistans självständighet 1947. Första vågens feminism samarbetade sedan tätt med staten under perioden 1947–1977, bland annat i form av All Pakistan Women Association (APWA), och regeringen godkände Charter of Women's Rights 1954, som förklarade könen jämlika, trots protester från prästerskapet; denna återkallades 1958, men Ayub Khans regering införde den i modifierad form som Family Laws Ordinance of 1961, som gav kvinnor utökade rättigheter i familjelagen. 
Zia Ul Haqs regim 1977–1988 genomförde en islamisering av samhället som bland annat ville tvinga kvinnor att bära slöja: bland annat tvingades alla kvinnor i statlig TV och alla anställda hos federala myndigheter att bära slöja. Detta var startpunkten för Pakistans första självständiga kvinnorörelse, då detta bröt den tidigare alliansen mellan regeringen och feminismen, och en självständig kvinnorörelse i form av Women's Actions Forum grundades 1981 för att försvara kvinnors grundläggande basrättigheter.

### Sri Lanka
Kvinnorörelsen på Sri Lanka hade sitt ursprung i Teosofiska Samfundet på 1800-talet, som stödde jämställdhet, och som ledde till den första religiösa kvinnoföreningen, Nari-shiksa-dhana Samagama (Women’s Education Society) 1889.
Ceylon Women's Union blev 1904 den första (sekulära) organisationen för kvinnor på Ceylon. Den tog på 1909 års möte upp frågan om kvinnlig rösträtt i "Dialogue on Women's Rights", inspirerad av den brittiska rösträttsrörelsen. Det var dock först 1925 som den buddhistiska kvinnoföreningen Mallika Kulangana Samitiya blev den första föreningen att aktivt verka för frågan om rösträtt genom att lämna in en session i frågan till Ceylon National Congress 1925. 
Efter att den brittiska kolonialregeringen kunggjorde att den förberedde arbetet med en ny konstitution på ön, 1928 Donoughmare Commission on Constitutional Reform, bildades år 1927 Women's Franchise Union (WFU), som verkade för att kvinnlig rösträtt skulle inkluderas i denna. Den petition om kvinnlig rösträtt som lades fram inkluderades i den konstitution som vann laga kraft 1931. 
WFU hade då uppnått sitt mål. Den efterträddes av Lanka Mahila Samiti (Women’s Association), som bildades samma år och grundade lokalföreningar över hela ön för att verka för de medborgerliga rättigheter som uppnåtts med rösträtten; kvinnorörelsen samordnades sedan med paraplyorganisationen Women’s Conference 1944, som organiserade kvinnorörelsen nationellt.

### Sydkorea
I Korea började den traditionella könssegregationen och könsrollerna brytas upp genom ankomsten av västerländska missionärer vid 1800-talets slut. Missionärerna grundade skolor för flickor, främst Kvinnouniversitetet Ewha 1886. Korea genomgick ett snabbt reformarbete eftersom modernisering uppfattades försvara Koreas självständighet, och även inhemska koreanska manliga intellektuella började, inspirerade av Väst, förespråka utbildning för kvinnor för nationens bästa, med tanken att de utbildade sina barn och därmed nästa generation som mödrar. 
Under 1890-talet uppkom de första kvinnoföreningarna i form av Sunseong-hoe 1896, Chanyang-hoe 1898 och Yo-u-hoe 1899. De ville bryta könsegregationen  höja kvinnors ställning i samhället, konkret genom att höja deras tillgång till utbildning. Idén fick visst stöd bland den då relativt framstegsvänliga koreanska överklassen, och efter 1905 grundades en mängd flickskolor i Korea med det vinnande argumentet att det gynnade nationen och dess självständighet med bildade mödrar. Vid sekelskiftet blev det också gradvis tillåtet för koreanska överklasskvinnor, som dittills levt könssegregerade i hemmen, att röra sig ute i samhället. 
Den organiserade koreanska kvinnorörelsen upphörde mer eller mindre under japanska kolonisationen av Korea 1910–1945, när alla politiska organisationer var förbjudna. Indirekt blev den japanska tiden ändå en epok av emancipation för utbildade urbana kvinnor i Korea, som började yrkesarbeta och fattiga kvinnor tog arbete i städerna under den japanska industrialiseringen, vilket gjorde att fenomenet av den sk nya kvinnan uppstod även i Korea. Kvinnors deltagande i den underjordiska självständighetsrörelsen, både den kommunistiska och den icke kommunistiska, bidrog dock till att kvinnor efter krigsslutet 1945 hade en viss grund att stå på då den organiserade kvinnorörelsen återupptogs i Sydkorea efter krigsslutet. Efter att ha misslyckats med att förhindra införandet av 1957 års diskriminerande familjelag, förenade sig kvinnorörelsen i Korean National Council of Women.

### Thailand
Kvinnors rättigheter var relativt sett höga i Thailand, där gifta kvinnor traditionellt redan hade kontroll över sina egna pengar, 
och lokal rösträtt för kvinnor (för byäldste) infördes 1897 i de moderniseringsreformer kungen införde för att göra landet motståndskraftigt mot kolonialism.
Missionsskolor verkade i landet från 1848, däremot tog det länge innan kvinnor inkluderades i det statliga skolsystemet: det thailändska skolsystemet introducerades 1898, men flickor inkluderades inte i det förrän 1921, och släpptes inte in på Chulalongkorn University förrän 1927.
Under 1920-talet introducerades fenomenet med den nya kvinnan (i Thailand kallad Sao samai), där en ny klass av utbildade yrkeskvinnor började försörja sig själva och klä sig modernt. 
Det var en utveckling som stöddes av kung Rama VI, som lät kvinnorna vid hovet klä sig modernt och bröt könssegregationen genom att arrangera mottagningar dit männen uppmanades att ta med sig sina hustrur, och förklarade att utbildade kvinnor var en nationell stolthet. 
En kvinnopress uppstod där en debatt om jämlikhet förekom i tidningar som Satri thai (1926) och Netnari (1932). 
Den största frågan för kvinnorörelsen då var polygamin, som traditionellt hade stöttats av kvinnor därför att senare inkomna hustrur fick arbeta som tjänare för de tidigare hustrurna, men som från 1920-talet kritiserades mycket, och slutligen avskaffades 1935.
Nationell rösträtt och valbarhet för kvinnor infördes efter revolutionen som avskaffade det kungliga enväldet 1932. Det infördes utan föregående aktivism, och det har föreslagits att det fanns ett behov hos Pridi Bhanomyong att framställa Thailand som ett modernt land för att gynna de diplomatiska förbindelserna med Väst. 
Den traditionella uppfattningen är att kvinnorörelsen inte organiserades förrän efter 1932 års revolution. De första kvinnoföreningarna, som Red Unalom Society of Siam (senare Thai Red Cross Society) från 1885 och Women’s Cultural Club (WCC), som grundats av Plaek Phibunsongkhrams hustru Thanphuying La-iat, var främst välgörenhetsföreningar, och den första officiella föreningen för kvinnors rättigheter var Women's Association of Siam (senare Thai Women's Association of Thailand) som grundades 1932 och yrkesgrupper som Association of Women Lawyers of Thailand (AWLT) från 1947, grupper som enades först 1957 under paraplyorganisationen National Council of Women of Thailand (NCWT); även dessa grupper fokuserade dock länge starkt på sociala insatser på kvinnor, och det var först Promotion of Status of Women Group, senare Association for the Promotion of Status of Women (APSW) från 1970, som har kallats en renodlad feministisk organisation.

### Uzbekistan
Området hamnade under Kejsardömet Ryssland på 1870-talet. Det kejserliga Rysslands policy i Centralasien var att undvika sammanstötningar med lokalbefolkningen genom att inte utmana lokal sedvänjor. Separata lagar rådde för ryssar och utlänningar å ena sidan, och för lokalinvånarna å den andra sidan, som tilläts fortsätta leva enligt sina egna sedvänjor. Ryssar och uzbeker bodde ofta i skilda delar av städerna. Kvinnors liv förändrades därför mycket långsamt under den kejserliga tiden. 
Bland en liten bildad elit uppkom dock en viss begränsad uppluckring av sederna. Det nämns att vissa medlemmar av överklassen klädde sig i västerländskt mode under besök i Europa, medan de sedan återigen tog på sig traditionell klädedräkt då de återvände till Centralasien. Det förekom också att vissa muslimer tillät sina döttrar att studera i ryska flickskolor. Dessa förändringar var dock blygsamma, och vid ryska revolutionens utbrott levde majoriteten muslimska kvinnor i allmänhet på samma sätt som de hade gjort före den ryska erövringen. Situationen beskrivs som värre i Uzbekistan än i Turkmenistan, eftersom slöjan och könssegregeringen allmänt praktiserades mer i urbana områden, som främst låg i Uzbekistan, medan Turkmenistan främst var befolkat av nomader. 
Första vågens feminism genomfördes av sovjetkommunismen i Centralasien. Under de första åren av Sovjetunionens existens hade det inte funnits någon möjlighet att tvinga igenom kommunistpartiets jämställdhetspolitik i Centralasien, där Sovjets kontroll var svag. På 1920-talet hade emellertid Sovjet stabiliserats tillräckligt för att genomföra denna politik. Den så kallade Hujumreformen lanserades av kommunistpartiet kvinnoförbund Zhenotdels lokalavdelningar i de centralasiatiska sovjetrepublikerna år 1927. 
Hujum handlade om att avskaffa den könssegreging och slöja (paranjin) som påbjöds av religionen och göra kvinnor delaktiga i det kommunistiska samhällsbygget genom att  inkorporera dem i skolor, fabriker och kollektivjordbruk; utbilda dem, göra dem yrkesverksamma och engagera dem i partipolitik. 
Reformen var brutal, då många kvinnor dödades av sina familjer i hedersmord sedan de åtlytt partiet genom att ta av sig slöjan. Kollektiviseringen av Centralasien innebar dock slutligen att slöjan och könssegregeringen avskaffades, och att utbildning och yrkesarbete genomfördes för kvinnor.

### Vietnam
I Vietnam reglerades kvinnors rättigheter före den franska kolonisationen på 1800-talet inte av buddhismen utan av konfucianismen, som predikade kvinnans lydnad under far, make och son, och kvinnor hade en låg status. Ett undantag var köpmanskapen, eftersom handel hade låg status i den konfucianska ideologin, vilket gjorde det okontroversiellt för kvinnor att ha framträdande roller inom det yrket. 
De franska koloniala myndigheterna hade en positiv inställning till utbildning för kvinnor, som de såg som en metod att motverka traditionella sedvänjor, men de utbildningsmöjligheter som gjordes tillgängliga för kvinnor under kolonialtiden begränsade sig till kvinnor ur den urbana eliten.
En inhemsk debatt om kvinnors rättigheter uppstod bland fransk-utbildade vietnamesiska medelklasskvinnor vid 1900-talets början, och resulterade i en kvinnorörelse som främst ägde rum i pressen. Kvinnorörelsens ledande organ var landets första kvinnotidning, Nu Gioi Chuong (Women's Bell) som grundades av landets första kvinnliga redaktör Suong Nguyet Anh 1919, och Phu Nu Tan Van (Women's News) från 1929. 
Den första kvinnoorganisationen var Nu Cong Hoc Hoi eller Women's Labor-Study Assocation som grundades av Madame Nguyen Khoa Tung (Dam Phuong) i Hue 1926, med syftet att verka för högre utbildning- och yrkesmöjligheter genom kampanjer, föreläsningar och studiekurser och sin egen publikation 1926–1931. Nu Gioi Chuong representerade klassen av bildade medelklasskvinnor som med den franska feminismen som förebild krävde utökade utbildnings- och yrkesmöjligheter och avskaffande av diskriminerande sedvänjor som polygami och barnäktenskap; 1929 bildades Nu luu hoc hoi (Women Studies Associations), som genom insamlingar grundade skolor för fattiga flickor och delade ut stipendier för studier i Frankrike till medelklasskvinnor. Den inhemska eliten ogillade feminismen för att den var fransk, och de väntade sig att kvinnor skulle stödja landets egen kultur mot kolonialmakten genom att följa den traditionella kvinnoidealet, medan franska myndigheter ville förhindra de revolutionära ideal som präglade den franska feminismen från att nå kolonin.
Kvinnotidningen Phu Nu Tan Van, som blev en av de största tidningarna i kolonin, var ursprungligen en borgerligt feministisk tidning, men började gradvis intressera sig för arbetarkvinnor, tills den slutligen tog avstånd från den franska feminism som förespråkades av den borgerliga kvinnorörelsen och gav sitt stöd till kommunismen, varefter den förbjöds av fransmännen 1934. 
Den större delen av den vietnamesiska kvinnorörelsen inlemmades under 1930-talet i kommunismen, Indokinesiska kommunistpartiet, som grundats 1930, och dess kvinnoförbund Vietnam Women's Union (VWU), som 1946 förklarade män och kvinnor jämlika i Vietnam.

## Europa

### Albanien
Under 1800-talet förespråkades utbildning för kvinnor av Sami Frashëri enligt tidens typiska nationalistiska princip om att utbildade mödrar stärkte samhället genom att undervisa sina barn. 
1891 grundades den första högre flickskolan i Korçë av Sevasti Qiriazi och Parashqevi Qiriazi, och år 1909 grundade de även landets första kvinnoförening, Morning Star (Yll’i Mëngesit); dess syfte var att arbeta för att förbättra kvinnors ställning genom att höja deras utbildningsnivå för samhällets bästa och omsätta den västeuropeiska kvinnorörelsen till albanska förhållanden, och det höll yrkeskurser för kvinnor. Föreningen tvingades stänga av de osmanska myndigheterna 1911, och när Korçë ockuperades av Grekland då första världskriget bröt ut 1914 avbröts den albanska kvinnorörelsen.
Kvinnorörelsen återupptogs när Albanien blev ett självständigt land. Ett stort antal lokala föreningar grundades de följande åren. Systrarna Qiriazi grundade Perlindja i Korçë 1919, som från 1922 utgav tidningen Mbleta: det var en av de viktigaste, med 300 medlemmar och många lokalföreningar i byarna, som höll kurser för kvinnor skolor för flickor. Marie Çoba grundade 1920 den lokala organisationen Gruaja Shqiptare i Shkodër, som också utgav landets första kvinnotidning med samma namn; lokalföreningar med samman namn uppstod även i Korçë, Vlorë och Tiranë; de sysslade ursprungligen med välgörenhet riktad till soldater, men organiserade sedan kvinnor enligt samma mönster som dess föregångare. Denna kvinnorörelse inspirerades av den statsfeminism som utfördes av Kemal Ataturk i Turkiet. En grupp feminister under ledning av Urani Rumbo grundade kvinnoorganisationen Lidhja e Gruas och dess tidning i Gjirokastër år 1920, och propagerade för kvinnors rätt att studera. Samma år infördes en begränsad rösträtt för en minoritet kvinnor. 
Under kung Zog I av Albanien stöddes kvinnors rättigheter av den regeringsstödda nationella kvinnorättsorganisationen Gruaja Shiqiptare (1928–1939), som förespråkade kvinnors rätt att ärva, utbilda sig, arbeta och ta ut skilsmässa, förbjöd månggiftet och avskaffade slöjor och harem; i praktiken var det dock enbart en minoritet urbana över- och medelklasskvinnor som fick del av dessa rättigheter. 
Det var först efter det kommunistiska maktövertagandet efter andra världskriget 1945 som grundläggande rättigheter infördes för kvinnor av alla samhällsklasser, både i städer och landsbygd. Staten införde och förespråkade fullständig jämlikhet mellan könen, allmän rösträtt för kvinnor och skolgång för alla flickor infördes och slöjan avskaffades.

### Belgien
Kvinnoföreningen organiserades i Belgien när landets första nationella kvinnoorganisation, Ligue belge du droit des femmes, grundades 1892. Initialt fokuserade denna främst på att öppna fler yrken för kvinnor, främst på juridiska yrken, men frågorna utökades med tiden, och från 1912 drevs från om rösträtt. 
Efter första världskriget efterträddes Ligue belge du droit des femmes av Conseil national des femmes belges som Belgiens samlande kvinnoförening. I Belgien fick vissa kategorier av kvinnor rösträtt i samband med en författningsrevision 1920–1921, men män och kvinnor uppnådde inte samma medborgerliga rättigheter före andra världskriget. 
Allmän rösträtt för kvinnor infördes 1947.

### Bosnien och Hercegovina
I det Osmanska Bosnien var Staka Skenderova en av feminismens första pionjärer, då hon 1858 öppnade den första skolan för flickor, som också utbildade den första generationen av kvinnliga lärare och intellektuella. Exemplet följdes av flera, då missionären Adeline Paulina Irby 1869 grundade den andra flickskolan i Bosnien. 
Bosnien och Hercegovina annekterades av Österrike 1878. Den muslimska minoriteten reagerade mot kristen överhöghet med att konservera sin kultur. Det uppstod parallellt en riktning som försökte förespråka framsteg genom att peka på modernismen i Osmanska riket som just då förespråkade en modernisering i kvinnans ställning, specifikt vad gällde utbildning, men denna riktning blev inte den förhärskande. 
I de politiska valen 1908 blev istället de konservativa muslimska partiet MNO den dominanta kraften över den progressiva muslimska partiet MNS, och när Österrike införde obligatorisk grundskola för båda könen i Bosnien 1911, blev muslimska flickor på initiativ av MNO undantagna från obligatorisk skolgång. 
Den dominerande muslimska linjen var att utbildning gjorde att flickor blev trotsiga och mindre undergivna, fick en önskan att arbeta precis som kristna kvinnor och följa med sin make när han lämnade huset, och därmed inte längre var möjliga att gifta bort. Bosniens första kvinnliga läkare, Ševala Zildžić-Iblizović, tvingades av denna anledning studera i pojkskola. 
Muslimska kvinnor i Bosnien levde normalt sett fortsatt i traditionell könsegregering fram till första världskriget. I kontrast till Västeuropa, ökade möjligheterna till lönearbete inte för kvinnor i Bosnien och Hercegovina till följd av frånvarande män, även om ett begränsat antal tjänstgjorde som krigssjuksköterskor, och ifråga om just muslimska kvinnor motsatte sig deras trosmyndigheter att de lämnade hemmet och började arbeta även om de hamnade i fattigdom när maken vare ute i krig och tvingades tigga. 
Detta ledde till att muslimska kvinnor deltog i hungerprotesterna mot Österrike 1917, vilket beskrivs som den första gången muslimska kvinnor lämnade hemmet och deltog i samhällsengagemang, och sedan i nationalisternas och socialisternas demonstrationer för att frigöra Bosnien från Österrike, som ledde fram till att Bosnien 1918 blev en del av Jugoslavien.
Efter att Bosnien 1918 blev en del av Jugoslavien blev frågan om frigörelse av muslimska kvinnor åter aktuell. Manliga muslimska intellektuella som Dzevad Sulekmanpasic (1893–1976) förklarade att muslimska bosniska kvinnor måste sluta upp med både slöjan och haremstillvaron och börja utbilda sig, arbeta och delta i samhällslivet för att inte hålla bosnierna tillbaka i en ny modern tidsålder, och även om hans åsikter väckte vrede bland bosnier, var detta en linje som nu började antas av åtminstone den utbildade delen av den bosniska befolkningen. Under mellankrigstiden på 1920-talet började bosniska kvinnor med sina familjers stöd sluta bära slöja, utbilda sig och arbeta, även om de länge tillhörde minoriteten. 
Medan en aktiv kvinnorörelse utvecklades i Kroatien och Slovenien, saknade Bosnien länge en sådan, något som drog till sig uppmärksamhet när Bosnien blev en del av Jugoslavien. När Jugoslavien bildades 1918 förenade sig kvinnoföreningarna från samtliga riksdelar, som Serbien, Kroatien och Slovenien, under paraplyorganisationen Jugoslavenski Zhenski Savez. Denna samordnade frågor om kvinnors rättighet på riksnivå, men lyckades inte uppnå införandet av rösträtt för kvinnor. Den mer radikala feministiska Feminist Alliance of the Kingdom of Serbs, Croats and Slovenes splittrades ur den 1923, och konservativa kvinnor 1926. Kvinnorörelsen fick svårt att göra sig gällande efter införandet av kunglig diktatur 1929. 
När kommunisterna tog makten efter andra världskriget 1945 infördes fullständig jämlikhet mellan könen i 1946 års konstitution och samtliga kvinnoföreningar avskaffades till förmån för den statliga kvinnoföreningen Women's Antifascist Front of Yugoslavia, i sin tur indelade i lokalavdelningar för var sin riksdel, som införde regimens jämlikhetspolicy i del olika riksdelarna. I Bosnien avskaffades slöjan och haremen nu slutgiltigt för alla muslimska kvinnor.

### Bulgarien
Mindre lokala kvinnogrupper uppkom i Bulgarien under 1800-talet. Kvinnorörelsen i Bulgarien organiserades under Bulgariska Kvinnounionen 1901, som kampanjade aktivt men närmast ensamt för jämlikhet mellan könen, rösträtt och kvinnors rätt till alla yrken och utbildningar. Begränsad rösträtt infördes 1937. 
Efter det kommunistiska maktövertagandet 1944 avskaffades alla kvinnoföreningar till förmån för den statliga Bulgarian National Women's Union, och en fullständig  jämlikhet mellan könen i lag infördes formellt av den kommunistiska statsapparaten.

### Cypern
Cypern tillhörde Storbritannien 1878–1960; det blev formellt en brittisk koloni 1925. På Cypern levde kvinnor underkastade både den ortodoxa kyrkan och islamisk lag under den osmanska tiden, av vilka båda krävde att de skulle underkasta sig far och make och leva utom synhåll för att inte störa familjens heder. Under den brittiska tiden lättades sedvänjorna upp och kvinnor ur över- och medelklassen började dela i ett västerländskt sällskapsliv, men kvinnor i allmänhet levde länge kvar i hedersmotiverad isolation.
I slutet av 1800-talet började flickor och kvinnor på Cypern att få tillgång till utbildning, arbeta som lärare och bli mer synliga i samhällslivet. Genom Education Law of 1895 etablerades ett allmänt sekulärt skolsystem: genom Educational Law of 1923 blev skolsystemet statligt, kvinnor garanterades rätten att studera och arbeta som lärare i skolsystemet, och Girls' School of Phaneromeni i Nicosia, som blev en del av Pancyprian Gymnasium 1935, utökade kvinnors tillgång till högre utbildning, även om tillgången till utbildning i praktiken länge var mycket låg på grund av föräldrars motvilja mot att deras döttrar skulle studera och arbeta.
Universitetsutbildning var inte en fråga på Cypern eftersom ön inte hade något universitet, men både män och kvinnor studerade utomlands. 
Ingen organiserad kvinnorörelse bildades på Cypern, men en del individuella feminister, som Sappho Leontias (1830–1900), Polyxeni Loizias (1855–1942) och Persophone Papadopulou (1887–1948), vanligen överklasskvinnor som hade studerat utomlands eftersom det inte fanns något universitet på Cypern, gjorde enstaka försök att lyfta frågan. Den kanske mest betydelsefulla var Persophone Papadopoulou, som drev öns första feministiska tidskrift, Estiades (1913–1915).  Denna tidning tog upp de internationella frågorna inom den internationella kvinnokampen som just då drevs, men den den hade begränsad framgång på Cypern, där majoriteten kvinnor vid denna tid ännu inte ens kunde läsa, långt mindre tillägna sig politiska intressen. 
Britterna införde en lokal rösträtt för män graderad efter egendom 1882. 1906 gav britterna kvinnor rösträtt till education committees (utbildningskomitteerna), som inkluderades av rent tekniska skattemässiga skäl i Education Amendment Law 1906 utan någon som helst föregående aktivism i frågan. Reformen var den första formella feministiska reform på Cypern, men den möttes med likgiltighet av kvinnor och så stort motstånd av män, att britterna drog tillbaka reformen samma år.
Politikern Kyriakos Rossides föreslog i maj 1930 införandet av rösträtt för kvinnor i Legislative Council, med argumentet att kvinnor betalade skatt och därmed borde få rösta, samt att det argument som gällt 1906, dvs att Cypern inte kunde införa rätten när ingen annan hade gjort det, inte längre gällde. Reformen röstades ned då de flesta manliga politiker påpekade att inte ens män hade allmän rösträtt ännu. Efter ett uppror 1931 infördes ett undantagstillstånd och inga val hölls förrän 1960, och införandet av allmän rösträtt blev därefter associerad med självständighetsrörelsen på ön.
Under 1930-talet började kvinnor för första gången organisera sig politiskt inom de politiska partierna, och bildade kvinnogrupper, först inom partierna CPC och AKEL: den första renodlade feministiska kvinnoföreningen på Cypern anses vara Pancyprian Organization of Democratic Women (PODG), som bildade 1950 inom AKEL, och som först efter att FN:s jämställdhetskonvention CEDAW antogs på Cypern 1985 började uppnå sina krav på lika basrättigheter.
Kvinnor på Cypern fick rösträtt samtidigt som män därför att den i egenskap då självklar basrättighet enligt internationell demokratisk standard inkluderades den nya konstitutionen när landet blev självständigt från Storbritannien 1960, utan föregående aktivism i frågan.

### Danmark
I Danmark organiserades kvinnorörelsen genom grundandet av Dansk Kvindesamfund (DK) år 1871. DK inkluderade rösträtt för kvinnor i sitt program 1884. 
DK:s upplevda mjuka linje frustrerade vissa aktivister, och Matilde Bajer grundade 1886 Kvindelig Fremskridtsforening (KF, 1886–1904) för att verka för mer radikala frågor som rösträtten, och 1887 krävde den danska kvinnorörelsen för första gången rösträtt. Den första renodlade rösträttsföreningen var Kvindevalgretsforeningen (1889–1897). År 1890 enade sig KF, Kvindevalgretsforeningen och fem fackföreningar för kvinnor i De samlede Kvindeforeninger, som drev en aktiv kampanj för rösträtten 1890–1893. 
År 1898 grundades Danske Kvindeforeningers Valgretsforbund (DKV) som en paraplyorganisation och blev del av International Woman Suffrage Alliance (IWSA).
DKV och Landsforbundet for Kvinders Valgret (LKV), som grundades av Elna Munch, Johanne Rambusch och Marie Hjelmer 1907, de två huvudsakliga föreningar som slutligen drev rösträttskampen till seger 1908–1915.

### Estland
Estland, liksom i övriga Baltikum tillhörde länge Ryssland och inga politiska organisationer fick bildas förrän efter införandet av parlamentarismen 1905, varför ingen organiserad kvinnorörelse kunde uppkomma. Det förekom dock från 1800-talets mitt en debatt om kvinnors rättigheter i pressen, och utökade rättigheter för kvinnor stöddes av nationalism- och självständighetsrörelsen.
Efter parlamentarismens införande kunde Tartu Eesti Naesterahva Selts bildas som Estlands första kvinnoorganisation i Tartu år 1907. Dess ledargestalter var Leena Gross, Lilli Muna och Marie Reisik.
Föreningen lade fokus på kvinnors rätt till att studera på universitetet och få arbeta i samma yrken och med samma lön som män. Efter ryska revolutionen var det denna förening som höll Estlands första kvinnokongress i maj 1917. Efter detta bildades en rad andra kvinnoföreningar, och kvinnlig rösträtt infördes i samband med självständigheten.

### Finland
I mitten av 1800-talet väcktes frågan om kvinnors rättigheter i offentlig debatt av Minna Canth. Den organiserade kvinnorörelsen i Finland inleddes med grundandet av Finsk kvinnoförening år 1884, om var Finlands första kvinnoorganisation. Finsk kvinnoförening delades i Naisasialiitto Unioni (1892) och Suomalainen naisliitto (1907), och samtliga kvinnogrupper enades under paraplyorganisationen Naisjärjestöjen Keskusliitto 1911. 
Sedlighetsdebatten på 1880-talet ledde till en kampanj mot reglementerad prostitution organiserad i Federationen.
Kvinnor fick grundläggande lika basrättigheter med män tidigt, och rösträtten infördes redan 1906. Därefter verkade kvinnorörelsen främst genom de olika politiska partiernas kvinnoförbund. Genom införandet av den nya äktenskapslagen 1929, Avioliittolaki, var formell laglig jämlikhet mellan könen slutligen införd i Finland.

### Frankrike
I Frankrike togs frågan om kvinnors rättigheter upp under den franska revolutionen. Det föreslogs då att inkludera kvinnor i det nya politiska demokratiska systemet, främst Nicolas de Condorcet, som utan framgång föreslog att även kvinnor borde få rösträtt till nationalförsamlingen 1789. När kvinnor inte inkluderades i Deklarationen om människans och medborgarens rättigheter, skrevs Deklarationen om kvinnans och medborgarinnans rättigheter av Olympe de Gouges för att påpeka bristen. Franska revolutionen innebar dock ändå en större frihet för kvinnor på många plan, då lika arvsrätt (Loi sur l'héritage des enfants) och lika skilsmässorätt (Loi autorisant le divorce en France) infördes. Föreningar bildades som verkade för kvinnors rättigheter, bland dem Société fraternelle des patriotes de l'un et l'autre sexe och Société des républicaines révolutionnaires.
Code Napoléon från 1804 blockerade sedan effektivt all laglig jämlikhet mellan könen. Kvinnors rättigheter togs upp av enskilda författare, av den socialistiska rörelsen och av enskilda aktivister som Jeanne Deroin. Under Pariskommunen uppnådde kvinnor en kort tid jämställdhet under den kommunistiska styrelsen i Paris innan den besegrades.
Den franska kvinnorörelsen organiserades först under tredje republiken. År 1870 grundades Association pour le Droit des Femmes av Maria Deraismes och Léon Richer, som 1882 ersattes som Frankrikes ledande kvinnoförening av Maria Deraismes utbrytargrupp Ligue Française pour le Droit des Femmes, som kom att bli som en av Frankrikes två ledande rösträttsföreningar fram till rösträttens införande jämsides med Union française pour le suffrage des femmes (1909–1945). Parallellt drevs från 1876 även en militant rösträttsrörelse av Société le suffrage des femmes under Hubertine Auclert. 1901 bildades även Conseil national des femmes françaises.

### Georgien
Georgien blev en rysk provins 1801. Med undantag för kungliga kvinnor spelade georgiska kvinnor i alla samhällsklasser en mycket undanskymd roll: kvinnor ur alla samhällsklasser fick sällan lära sig annat än religion och hushållskunskaper, giftes bort som barn och förväntades leva tillbakadraget i hemmet. Under den ryska tiden började kvinnor ur den georgiska överklassen utbildas i de flickpensioner som från 1820-talet grundades i Tbilisi, och delta i societetsliv efter rysk aristokratisk modell, men de allra flesta flickor fick långt in på 1800-talet fortfarande inte gå i skola. 
Den första gymnasieskolan för kvinnor i Tbilisi grundades 1865. 
Ekaterine Gabasjvili organiserade kvinnorörelsen genom att 1872 bilda Kalta tsre, ett litteratursällskap för kvinnor med lokalavdelningar över hela landet, som även tog upp kvinnofrågor. 
År 1893 publicerade Barbare Dzjordzjadze ett upprop för kvinnors utbildning i tidningen Kvali, vilket har kallats för den georgiska kvinnorörelsens manifest. Under 1890-talet utbröt sedan en debatt om kvinnors rättigheter i den georgiska pressen. 
År 1897 grundade Gabasjvili den första yrkesskolan för kvinnor, vars elever i flera fall grundade fler yrkesskolor; och Högre kurser för kvinnor i Tbilisi öppnade 1909. Detta öppnade upp högre utbildning för kvinnor i Georgien, och gjorde det vanligare för kvinnor att bli verksamma som yrkeskvinnor och göra sig märkbara i samhället. 
Efter revolutionen 1905 blev det lagligt med politiska föreningar i Ryssland, vilket ledde till att litteratursällskapet Kalta tsre efterträddes av en mängd mindre grupper med mer öppna politiska syften, så som Anastasia Tumanisjvili-Tseretelis “Education” (1908), “Georgian Women’s Charity Organization”, “Commission of Tbilisi Women’s Circle”, “Georgian Women’s Society”, “School for Poor Girls”, “Society of Education”, “Society of Knowledge” och “Georgian Unity of Equality for Women”, som mer öppet adresserade kvinnofrågor och ägnade sig åt aktivism kring dessa.
Kato Mikeladze grundade 1916 den första rösträttsföreningen med tillhörande feministisk tidning, Kalta liga och dess tidningsorgan Chma kartveli kalisa, vilket inledde kampen för politiska rättigheter. Kvinnor fick rösträtt när Georgien blev en fri republik 1918, och fem kvinnor valdes in i parlamentet 1919. 
Efter att Georgien blev sovjetrepublik 1921 förbjöds alla icke statliga politiska organisationer, inklusive kvinnorörelsen, och fullständig jämlikhet mellan könen infördes istället automatiskt av sovjetregimen. Den sovjetiska jämställdhetspolitiken genomfördes av den georgiska lokalavdelningen av Zjenotdel, som framförde den genom sin tidning Chveni Gza (från 1926 kallad Mshromeli Qali) 1924-1939.
Den Kommunistiska kvinnokonferensen för Nära Östern hölls i Tiflis i Georgien 12 december 1921 för att ta upp frågan om den kommunistiska kvinnofrigörelsen för den östra sovjetrepublikerna, som med undantag för Georgien, Armenien och Azerbajdzjan som då ännu inte hade någon kvinnorörelse alls.

### Grekland
Efter Greklands självständighet 1830 grundades föreningen Arsakeion, som grundade de första pionjärskolorna för flickor. Manliga grekiska intellektuella förde fram den då västeuropeiska idén om att kvinnor borde utbildas av patriotiska och nationella skäl i sin egenskap av mödrar och lärare av nästa generation. 
När kvinnopressen började uppstå i form av de första kvinnotidningarna, Thaleia (1867–1868) av Penelope Lazaridou och Eurydice (1870-71) av Emilie Ktena-Leondias, var kvinnors rätt till utbildning den första som togs upp i offentlig debatt om kvinnors rättigheter i Grekland, och som blev början till kvinnorörelsen genom grundades av föreningen Society for Promoting Women's Education. 
En rent feministisk organisation för kvinnors rättigheter uppstod dock inte förrän med Union for the Emancipation of Women 1894. 1908 förenades Greklands lokala kvinnoföreningar under en nationell förening, Ethniko Symvoulio Hellenidon, som främst verkade för kvinnors rätt till utbildning och yrkesarbete. 1920 grundades Ethniko Symvoulio Hellenidon, som verkade för införandet av rösträtt. Rösträtt infördes slutligen 1952.

### Irland
På Irland uppkom kvinnorörelsen bland den protestantiska angloiriska medelklassen under andra hälften av 1800-talet, som i likhet med kvinnorörelsen i England verkade för utbildning, yrkesmöjligheter, reformering av äktenskapslagen och avskaffande av reglementerad prostitution. Den irländska kvinnorörelsens pionjär var Anna Haslam, som 1876 grundade Dublin Women's Suffrage Association (DSWA), som utöver rösträttsfrågan även verkade i andra frågor för att utöka kvinnors rättigheter och samhällsroll (Irish Women's Suffrage Society hade dock grundats i Nordirland av Isabella Tod redan 1872).
DSWA följdes av andra rösträttsföreningar, så som Irish Women's Franchise League (1908) och Irish Catholic Women's Suffrage Association (1915), och paraplyorganisationen Irish Women's Suffrage Federation (IWSF), som försökte enda den splittrade irländska rösträttsrörelsen. Samtidigt bildades Irish Women Workers' Union för att verka för kvinnliga arbetares rättigheter. 
Kvinnor fick automatiskt rösträtt på Irland när Storbritannien införde kvinnlig rösträtt 1918, eftersom Irland då fortfarande tillhörde Storbritannien. När Irland blev självständigt under namnet Irländska fristaten garanterades både män och kvinnor 1922 rösträtt och lika medborgerliga basrättigheter. Irish Women's Citizens Association bildades 1923 för att försvara kvinnors nya rättigheter. Kvinnors rättigheter tog dock ett steg bakåt under 1930-talet, då Éamon de Valera, med stöd av katolska kyrkan, förbjöd gifta kvinnor att arbeta i offentlig sektor (1932) preventivmedel (1935) och skilsmässa (1937), och även om förbudet mot gifta kvinnors yrkesarbete inte överlevde 1930-talet, gjordes inga större reformer mer förrän under andra vågen på 1970-talet.

### Island
Thora Melsted öppnade 1851 den första skolan för flickor; den blev tillfällig, men en debatt om kvinnors högre utbildning uppkom på Island, och efter en kampanj 1871 grundades slutligen Kvennaskólinn í Reykjavík 1874, följd 1891 av Sigríður Einarsdóttirs skola. Kvinnor fick rätten att ta examen på Island 1886, och 1889 blev Camilla Torfason den första att göra det (hon gjorde det dock i Köpenhamn, medan Elínborg Jacobsen blev den första på Island 1897).
1869 organiserade sig kvinnor för första gången i Kvenfélag Rípurhrepps, men denna var endast en lokalförening och handlade främst om hushållskunskap, även om man också förespråkade grundandet av skolor för flickor. Thorvaldsensfélagið, som grundades 1875, har kallats Islands första (nationella) kvinnoförening; det var en välgörenhetsförening, men drev även kvinnofrågor, och arrangerade kurser och yrkesutbildningar för kvinnor. 
Ingibjörg Skaptadóttir grundade 1895 tillsammans med sin mor Sigríður Þorsteinsdóttir den feministiska kvinnotidningen Framsókn, Islands första kvinnotidning, som de 1899 överlät på Ólafía Jóhannsdóttir och Jarþrúður Jónsdóttir. 
Hið íslenska kvenfélag grundades efter ett kvinnomöte som hölls i huset Góðtemplarahúsið på Vonarstræti i Reykjavík den 26 januari 1894, och var den första föreningen på Island som hade kvinnors rättigheter på sin agenda; tillsammans med Kvenréttindafélag Íslands, som grundades 1907, drev de en framgångsrik kampanj som slutade i rösträtt och lika medborgerliga rättigheter mellan könen.

### Italien
Den första organisationen för kvinnors rättigheter i Italien var Lega promotrice degli interessi femminili, som grundades av den italienska kvinnorörelsens pionjär Anna Maria Mozzoni i Milano 1880. Mozzoni hade då redan 1877, på personligt initiativ, lämnat in en petition om kvinnlig rösträtt till parlamentet. Den första organisationen exklusivt för kvinnlig rösträtt var Comitato pro suffragio femminile, som grundades 1905.
Fascistpartiets politik kring kvinnors rättigheter var motsägelsefull, då den å ena sidan allierade sig med den katolska kyrkan och framhävde kvinnors roll som hemmafruar och barnaföderskor, men samtidigt också engagerade kvinnor i partiets organisationer, gav villkorlig rösträtt 1925, i praktiken tillät kvinnor utbilda sig och yrkesarbeta.

### Kroatien
På 1860-talet höll manliga liberala intellektuella kring tidningen Vienac, bildningskurser för kvinnor, vars allmänna brist på kunskap under denna tid ansågs beklaglig. Startpunkten för Kroatiens kvinnorörelse anses vara de tal som hölls av Marija Fabković (1833–1915) och Marija Jambrišak  på Kroatiens första lärarkonferens 1871, då de förespråkade manliga och kvinnliga lärares lika villkor och en sekulär undervisning utan religionens inblandning. 
Marija Fabković förespråkade kvinnliga lärares rätt till samma lön, rösträtt till styrelsen för kommunala skolor och rätt att sitta i kommunala parlamentet. Kvinnliga lärare fick samma rättigheter som män 1874. 
Under den konservativa Károly Khuen-Hédervárys tid som guvernör 1883–1903 gjordes inga framsteg i kvinnors rättigheter och gifta kvinnor förbjöds arbeta som lärare. 
En av Kroatiens första pionjärfeminister var journalisten Marija Jurić Zagorka, som var landets första kvinnliga journalist i tidningen Obzor 1895–1905, medgrundare av kvinnoföreningen Kolo radnih zena 1897, och ledde Kroatiens första kvinnodemonstration i Zagreb år 1903. Under första världskriget blev Stjepan Radić den första som lade fram frågan om kvinnlig rösträtt i parlamentet. 
När Jugoslavien bildades 1918 förenade sig kvinnoföreningarna från samtliga riksdelar, som Serbien, Kroatien och Slovenien, under paraplyorganisationen Jugoslavenski Zhenski Savez, som bildades 1919. Denna samordnade frågor om kvinnors rättighet på riksnivå, men lyckades inte uppnå införandet av rösträtt för kvinnor. Den mer radikala feministiska Feminist Alliance of the Kingdom of Serbs, Croats and Slovenes splittrades ur den 1923, och konservativa kvinnor 1926. Kvinnorörelsen fick svårt att göra sig gällande efter införandet av kunglig diktatur 1929. 
När kommunisterna tog makten efter andra världskriget 1945 infördes fullständig jämlikhet mellan könen i 1946 års konstitution och samtliga kvinnoföreningar avskaffades till förmån för den statliga kvinnoföreningen Women's Antifascist Front of Yugoslavia, i sin tur indelade i lokalavdelningar för var sin riksdel, som införde regimens jämlikhetspolicy i del olika riksdelarna.

### Lettland
Kvinnors rättigheter började debatteras som en del av nationaliströrelsen under 1880-talet, men några politiska föreningar kunde inte grundas i Lettland förrän efter införandet av parlamentarism i Ryssland 1905. Ett antal mindre kvinnoföreningar grundades under följande år, men var enfrågeföreningar och blev inga nationella föreningar. 
År 1917 grundades Latvijas Sieviesu Nacionālā līga, som blev landets första nationella kvinnoförening: den blev en del av paraplyorganisationen 
Latviesu Sieviesu Organizāciju Padome 1925. I Lettland kunde första vågens feminism avslutas tidigt, eftersom män och kvinnor fick lika rättigheter i den nya konstitutionen när landet blev självständigt från Ryssland 1918, och kvinnor fick rösträtt direkt.

### Litauen
Litauen tillhörde länge Ryssland och inga politiska organisationer fick bildas förrän efter införandet av parlamentarismen 1905, varför ingen organiserad kvinnorörelse kunde uppkomma. 
Litauens första kvinnoförening var Lietuvos moterų susivienijimas, som bildades 1905 för att kampanja för rösträtt och självständighet från Ryssland, men som kom att splittras efter två år. Efter Litauiska kvinnors första kongress 1907 fattades beslutet att en allmän kvinnoorganisation för litauiska kvinnor skulle bildas. Aktivisterna splittrades dock i katoliker, som bildade Lietuvių katalikių moterų draugija (1908–1940) och liberaler och socialister, som bildade Lietuvos moterų sąjunga (1922–1933). 
Kvinnor fick rösträtt när Litauen blev självständigt 1918, och när Magdalena Galdikienė genomdrev 1922 års civillag fick kvinnor i princip samma grundrättigheter som män. Sedan Litauen blivit en diktatur, underordnades de litauiska kvinnoföreningarna den statliga paraplyorganisationen Lietuvos moterų taryba 1929.

### Luxemburg
Luxemburg blev självständigt 1890, men kvinnorörelsen utvecklades sent i landet, där utbildningen var låg, den katolska konservatismen stor och det politiska partisystemet och aktivismen var dåligt utvecklat. 1906 föreslog socialdemokraterna (SDP) rösträtt för båda könen.
Efter ett tal av Käthe Schirmacher under en kvinnokonferens i december 1905 grundades landets två stora kvinnoföreningar: Aline Mayrisch de Saint-Hubert grundade 1905 (formellt 14 januari 1906) den liberala Association for Women's Interest (Verein für die Interessen der Frau/ l'Association pour la Défense des Intérêts de la Femme), vars ordförande hon blev, med Eugenie Heintz och Alice Crocius som sekreterare; och i juli 1906 grundades den konservativa Luxembourg Catholic Women's League (Luxemburger Katolische Frauenbund/Annuaire de l'Alliance des Femmes Luxembourgeoises). Ingen av dessa tog ställning i frågan om rösträtt; den förstnämnda för att den inte ville associeras med socialisterna, och den andra på grund av sin konservatism. Båda, särskilt den förstnämnda, verkade för högre utbildning för kvinnor, och 1911 grundades de första sekunddärskolorna för flickor. 
Det förekom aldrig någon organiserad rösträttsrörelse i Luxemburg eftersom denna reform inkluderades utan debatt i den nya konstitutionen 1919, men Marguerite Mongenast-Servais och Marguerite Thomas-Clement uttalande sig dock till förmån för reformen offentligt åren 1917-1919. Den första kvinnan i parlamentet, Marguerite Thomas-Clement, valdes in 1919, men var den enda kvinnliga parlamentarikern till 1965. 
Första vågens feminism varade länge i Luxemburg, därför att det tog länge innan könen fick samma basrättigheter i landet. I de flesta länder infördes rösträtten samtidigt som andra rättigheter, så som myndighet för kvinnor, men i Luxemburg infördes rösträtt utan att gifta kvinnor blev myndiga, vilket var ovanligt. I Luxemburg rådde Napoleons lag från 1804, enligt vilket gifta kvinnor var omyndiga, och trots att politikerna enades om att införa rösträtt för kvinnor, ansågs ett myndigförklarande för gifta kvinnor vara för kontroversiellt för ett så litet land att agera föredöme för. Gifta kvinnor var därmed trots sin rösträtt fortfarande omyndiga och under makens förmyndarskap: kunde inte hantera sina egna pengar, yrkesarbeta, få vårdnaden över sina barn eller öppna ett bankkonto utan makens tillstånd, och kvinnligt äktenskapsbrott var straffbart med fängelse, medan manligt enbart med böter. 
Catherine Schleimer-Kill grundade 1924 Action féminine, som blev Luxemburgs representant i International Council of Women, som blev landets största kvinnoorganisation med lokalföreningar över hela landet. Sedan rösträtten redan hade införts, fokuserade kvinnorörelsen på frågan om kvinnors utbildning, yrkesmöjligheter, och gifta kvinnors omyndighet. Inför valet 1928 förberedde en lista på valkandidater, och Catherine Schleimer-Kill valdes till stadsrådet för Esch-sur-Alzette. 
Enskilda kvinnors exempel utgjorde precedensfall som öppnade nya yrken för kvinnor: Marcelle Dauphin blev landets första kvinnliga tandläkare 1922, Louise Welter dess första läkare 1923, Lory Koster dess första kvinnliga deltagare i OS 1924, och Netty Probst dess första advokat 1927 (Marguerite Welter fick tillstånd 1923, men praktiserade aldrig). 
Det var inte förrän i en serie jämlikhetsreformer 1972–1974 som gifta kvinnor slutligen uppnådde myndighet.

### Malta
Malta tillhörde Storbritannien 1800–1964. Ön var ett djupt konservativt samhälle där katolska kyrkan totalt dominerade livet och dikterade att kvinnor inte skulle utbilda sig eller arbeta utan enbart gifta sig och vara hustrur. Det tog också lång tid innan någon kvinnorörelse utvecklades på ön. 
Frågan om utbildning för kvinnor togs upp under 1800-talet, när Thaddeus O’Malley vid Maltas universitet öppnade School of Midwifery vid universitet, men den drevs bara 1841–1842: en fristående School of Midwifery öppnade 1869, men frågan om högre utbildning för kvinnor fick anstå till början av 1900-talet. Tessie Camilleri och Blanche Huber blev de första kvinnor på Malta som accepterades som studenter vid Maltas universitet: Tessie Camilleri blev den första kvinna på Malta som tog universitetsexamen när hon tog examen i konst 1922, medan Blanche Huber blev Maltas första kvinnliga läkare 1925. Obligatorisk grundskola infördes på Malta först 1925. 
När kvinnor i Storbritannien slutligen fick rösträtt 1918 verkade vissa brittiska feminister, främst Eva Hubback, utan framgång för att denna rätt skulle utsträckas även till Malta, som låg under brittiskt styre, men kvinnlig rösträtt inkluderades inte i 1921 års konstitution, när Malta fick självstyre och sitt eget parlamentet. Frågan drevs efter 1921 dels av arbetarrörelsen, och dels av privilegierade kvinnor som Mabel Strickland. Mabel Strickland, assistant secretary of Constitution Party, lämnade 1931 in en petition undertecknad av 428 kvinnor till Royal Commission on Maltese Affairs där hon krävde att rösträtt för kvinnor skulle införas i 1921 års konstitution med hänvisning till att maltesiska kvinnor borde omfattas av den rösträtt för kvinnor som hade införts i andra delar av det brittiska imperiet, men ansökan nekades eftersom inget politiskt parti stödde det och de brittiska myndigheterna inte ansåg att Malta var redo för reformen.  Malta hade vid denna tid begränsad rösträtt även för män, och Strickland krävde rösträtt för kvinnor på samma villkor, det vill säga rösträtt för kvinnliga jordägare.
1944 bildades Women of Malta Association av Josephine Burns de Bono och Hélène Buhagiar (d. 1975) för att verka för att inkludera rösträtt för kvinnor i den nya konstitution som parlamentet då arbetade med, och som skulle införas 1947. Organisationen registrerades som en fackförening för att ge den rätt att närvara och ta upp frågor i parlamentet. Katolska kyrkan och Nationalist Party motsatte sig rösträtt för kvinnor, medan Labor Party och arbetarrörelsen stödde reformen: förespråkarna påpekade att kvinnor borde få rösta när de redan betalade skatt, medan motståndarna ansåg att det skulle vara en börda att lägga på kvinnor som hade hem och familj att ta hand om. Med 145 röster mot 137 godkändes reformen för både män och kvinnor över 21. Kvinnor var dock fortfarande inte valbara, och Josephine Burns de Bono och Hélène Buhagiar tog genast upp även denna fråga. Efter likartad debatt, med samma parter för och emot, innan även den godkändes. Båda reformer trädde i kraft när de inkluderades i MacMichael Constitution, som infördes 5 september 1947. En samtida politiker kommenterade att segern hade varit omöjlig bara några år tidigare, men att den blivit möjlig på grund av kvinnors deltagande i krigsansträngningen.

### Monaco
Den manliga politikern Louis Aureglia (1892–1965) blev i november 1919 den förste att formulera ett förslag om att utvidga den monegaskiska demokratin till kvinnor, men förslaget gick inte igenom. Inte heller startade någon aktivism i frågan. I Monaco stod gifta kvinnor vid denna tid helt under den äkta makens förmynderskap och kunde inte företa sig någonting utan hans tillstånd, men kyrkan i Monaco gjorde dock aldrig något motstånd mot rösträtten.
Kommunal rösträtt och valbarhet infördes 1945 efter ett lagförslag som antogs enhälligt av riksrådet 1944. Det infördes utan föregående aktivism, troligen som resultat av att rösträtt för kvinnor hade införts i Frankrike 1944.
Inte heller nationell rösträtt, när den infördes 1962, infördes som resultat av något långt kampanjarbete, även om Union of Monegasque Women (UFM; Union des Femmes Monégasques) stödde införandet av nationell kvinnlig rösträtt sedan dess grundande 1958. I samband med att Monaco förberedde ett stort politisk reformpaket under dessa år sågs det snarare som en given sak att rösträtt skulle ingå i detta.
Nationell rösträtt ingick i den nya konstitution som infördes 1962, som garanterade ett parlamentariskt system och civilrättsliga rättigheter, oberoende domstolar och andra grundläggande demokratiska basrättigheter.
Rainier III underströk detta framsteg med en enkel mening: "För första gången i vår historia har kvinnor uppnått full politisk jämställdhet med män", sa han under ett tal som hölls i tronsalen den 17 december 1962. Det följande valet 1963 var det första där kvinnor utövade sin rösträtt i ett nationellt val, och Roxane Noat-Notari blev den första (och enda) kvinna som invaldes i parlamentet, men det hela ägnades inte stort intresse i furstendömet.

### Montenegro
Montenegro var en teokrati styrd av ortodoxa furstebiskopar fram till 1852, då det blev ett furstendöme, och präglades av en patriarkal stamkultur som förbjöd kvinnor att äta vid samma bord som män och gav en man företräde i alla sammanhang. Kvinnors situation började förändras när landet blev ett furstendöme efter exempel av dess första furstinna, Darinka Petrović, som introducerade ett västeuropeiskt sällskapsliv vid hovet. 
Den första skolan för flickor i Montenegro grundades av landets första kvinnliga lärare, Jelena Vicković (d. 1908), i Cetinje 1867, under en tid när de flesta kvinnor var analfabeter: skolan fick statligt stöd 1872, och följdes av ytterligare skolor i Podgorica (1888) och Bar (1901).
Landets första sekundärskola för flickor, Girls Institute of Empress Maria Alexandrovna (1869–1904), grundades på initiativ av Nikola I efter hans resa till Ryssland, med hjälp av pengar från den ryska kejsarinnan och med ryska lärare; landets första kvinnliga läkare Divna Veković var en student från denna skola. Nikola I inspirerades av den relativa frigörelsen av ryska kvinnor och förbjöd i sin nya lagkod gamla diskriminerande sedvänjor, som en äkta makes rätt att slå sin hustru offentligt. Flickor inkluderades i den allmänna grundskolan 1914. 
Någon egentlig självständig organiserad kvinnorörelse hade svårt att bildas i Montenegro, men när landet blev en del av Jugoslavien utsträcktes kvinnorörelsen från detta land även till Montenegro. När Jugoslavien bildades 1918 förenade sig kvinnoföreningarna från samtliga riksdelar, som Serbien, Kroatien och Slovenien, under paraplyorganisationen Jugoslavenski Zhenski Savez, som bildades 1919. Denna samordnade frågor om kvinnors rättighet på riksnivå, men lyckades inte uppnå införandet av rösträtt för kvinnor. Den mer radikala feministiska Feminist Alliance of the Kingdom of Serbs, Croats and Slovenes splittrades ur den 1923, och konservativa kvinnor 1926. Kvinnorörelsen fick svårt att göra sig gällande efter införandet av kunglig diktatur 1929. 
I Montenegro var det i stället den kommunistiska rörelsen som kom att bli landets första organiserade kvinnorörelse. 
När kommunisterna tog makten efter andra världskriget 1945 infördes fullständig jämlikhet mellan könen i 1946 års konstitution och samtliga kvinnoföreningar avskaffades till förmån för den statliga kvinnoföreningen Women's Antifascist Front of Yugoslavia, i sin tur indelade i lokalavdelningar för var sin riksdel, som införde regimens jämlikhetspolicy i del olika riksdelarna.

### Nederländerna
Aletta Jacobs var en ledande gestalt i den tidigare kvinnorörelsen, då hon på 1870-talet utverkade tillstånd för kvinnor att studera på universitetet och sedan själv blev landets första kvinnliga läkare.
År 1871 började den organiserade kvinnorörelsen då Betsy Perk grundade landets första kvinnoförening Arbeid Adelt, som arbetade för kvinnors rätt att uppnå oberoende genom att arbeta och försörja sig själva. Wilhelmina Drucker grundade sedan Vrije Vrouwen Vereeniging (VVV) år 1889, som sedan gav upphov till den första rösträttsföreningen, Vereeniging voor Vrouwenkiesrecht 1894.

### Nordmakedonien
I Osmanska Makedonien började kvinnoföreningar bildas under andra halvan av 1800-talet, däribland Kostur Women's Association (Kostursko zenso drustvo), Women's Association (Zensko drustvo) och Zensko biblisko drustvo (Women's Biblical Association) av en missionär för Protestant Mission of America, Helen Stone.
Den socialdemokratiska rörelsen, som kom till Makedonien via Thessaloniki, kom att få inflytande över den tidiga kvinnorörelsen. Clandestine Macedonian-Odrin Revolutionary Organization (TMORO, Tanja makedonsko-odrinska revolucionerna organizaija), bildades i Makedonien 1893 och fick en ledande roll i självständighetsrörelsen. Socialdemokratin och socialismen i stort predikade könens jämlikhet samtidigt som den stödde Makedoniens frigörelse från Osmanska riket, och resultatet blev att den socialistiska självständighetsrörelsen förespråkade att jämställdhet skulle ingå i ett framtida självständigt Makedonien, och Kostadina Bojadjieva-Nasteva och Rosa Plaveva tillhörde dess pionjärer. 
Många utbildade kvinnor - oftast lärare - blev medlemmar i TMORO och engagerade sig i den socialdemokratiska självständighetsrörelsen, som även stödde jämställdhet.
Kvinnoföreningen Uspenie Bogorodichno (Virgin Mary's Assumption) som blev en av Makedoniens första betydande kvinnoföreningar, grundades av en grupp kvinnliga lärare i Ohrid. Vasilka Razmova, Klio Samardjieva Atina Shahova, Poliksena Manasieva och Maria Parmakova fanns bland dess medlemmar, och Kostadina Nasteva var dess ordförande.
När Jugoslavien bildades 1918 förenade sig kvinnoföreningarna från samtliga riksdelar, som Serbien, Kroatien och Slovenien, under paraplyorganisationen Jugoslavenski Zhenski Savez. Denna samordnade frågor om kvinnors rättighet på riksnivå, men lyckades inte uppnå införandet av rösträtt för kvinnor. Den mer radikala feministiska Feminist Alliance of the Kingdom of Serbs, Croats and Slovenes splittrades ur den 1923, och konservativa kvinnor 1926. Kvinnorörelsen fick svårt att göra sig gällande efter införandet av kunglig diktatur 1929. 
När kommunisterna tog makten efter andra världskriget 1945 infördes fullständig jämlikhet mellan könen i 1946 års konstitution och samtliga kvinnoföreningar avskaffades till förmån för den statliga kvinnoföreningen Women's Antifascist Front of Yugoslavia, i sin tur indelade i lokalavdelningar för var sin riksdel, som införde regimens jämlikhetspolicy i del olika riksdelarna.

### Norge
I Norge genomfördes den första jämlikhetsreformen för kvinnor 1845, då ogifta kvinnor blev myndiga vid 25 års ålder; 1869 sänktes denna till 21, vilket var samma ålder som för män. 1866 infördes också näringsfrihet som gällde även kvinnor. Sedlighetsdebatten på 1880-talet ledde till en kampanj mot reglementerad prostitution.  
Kvinnorörelsen i Norge organiserades med grundandet av Norsk Kvinnesaksforening år 1884. Fackföreningar för kvinnor uppkom efter 1890, följd av norska kvinnors hälsoorganisation 1896, och Norske Kvinners Nasjonalråd 1904. 
En regelrätt rösträttsförening, Kvindestemmeretsforeningen (1885–1913), grundades sedan i Oslo, följd av den första rikstäckande föreningen för rösträtt, Landskvinnestemmerettsforeningen (LSKF), som grundades av Gina Krog, och som organiserade rösträttskampanjen nationellt. Rösträtten infördes 1913.

### Polen
Under 1800-talet fick inga politiska föreningar verka i det som då var Ryska Polen och Österrikiska Polen, därmed inte heller renodlade kvinnoföreningar. Den första feministiska föreningen i Polen brukar anses vara Entuzjastki (1838–1849), som främst var en löst sammanbunden litterär klubb för en mindre grupp okonventionella kvinnliga intellektuella som förespråkade personlig frihet, och som sedan förbjöds. Inofficiellt förekom dock en feminism parallellt med den underjordiska nationaliströrelsen. En hemlig organisation för kvinnor, Koło Kobiet Korony i Litwy, verkade 1886–1906 för att engagera kvinnor i kampen för självständighet, och det underjordiska Flygande universitetet gav kvinnor tillgång till högre utbildning.   
1905 tilläts politiska föreningar i Ryssland och därmed Polen, och den första officiella kvinnoföreningen för kvinnors rättigheter blev Związek Polski Równouprawnienia Kobiet, som verkade för rösträtt, och som 1907 delades i Związek Równouprawnienia Kobiet Polskich under Paulina Kuczalska-Reinschmit och Polskie Stowarzyszenie Równouprawnienia Kobiet under Teodora Męczkowska och Izabela Moszczeńska (1907–1914).
År 1913 grundades Liga Kobiet Polskich Pogotowia Wojennego i Warszawa i Ryska Polen. Det var en nationalistisk förening för kvinnliga intellektuella som ville verka för Polens självständighet. Denna Liga Kobiet stödde aktivt självständighetsrörelsen i Polen under första världskriget, och grundade lokalföreningar med målet att bli en paraplyorganisation. År 1915 grundades en till Liga Kobiet, Liga Kobiet Galicji i Śląska, i Krakow i Österrikiska Polen, med sin företrädare i Warszawa som förebild. Båda föreningar stödde införandet av rösträtt för kvinnor i konstitutionen i det självständiga Polen de verkade för. 
När Polen blev ett självständigt land och Ryska Polen och Österrikiska enades i november 1918, inkluderades kvinnors lika politiska rättigheter och rösträtt i det nybildade landets konstitution 28 november 1918. Ryska Polens Liga Kobiet och Österrikiska Polens Liga Kobiet höll ett gemensamt möte i den nya huvudstaden Warszawa i december 1918 och förenades till en enda nationell organisation, Liga Kobiet Polskich.

### Portugal
År 1715 publicerade Paula da Graça, pseudonymen för en anonym kvinna, en broschyr med titeln Bondade das mulheres vindicada e malírad vindicada e malírad homoods i vilket hon rådde en ung kvinna att inte gifta sig, och ifrågasätter kvinnans traditionella roll i det portugisiska samhället genom ett komiskt och satiriskt tillvägagångssätt; skriven på vers som ett svar på verket Auto da Malícia das Mulheres (1640) av Baltazar Dias, vars innehåll gjorde flera kvinnofientliga anklagelser. 
Upplysningsfilosofen Luís António Verney förde 1746 fram åsikten att samhället bör utbilda även kvinnor för att de ska kunna bidra till samhället.  
Teresa Margarida da Silva e Orta blev, under pseudonymen Dorothea Engrassia Tavareda Dalmira, den första kvinnliga författaren att publicera en roman på portugisiska, Máximas de Virgem, e Formosura: com que Diofanes, Clymenea, e Hemirena, 1 Principeshara os (1752), där hon fördömde kvinnors rättsliga och sociala situation i det portugisiska samhället.
Det var först 1790 som de första skolorna för flickor skapades, på order av Maria I av Portugal, den första regerande drottningen i Portugal, där de, förutom att bli undervisade i yrken som traditionellt förknippas med deras kön, såsom spinning och broderi, lärde sig läsa och skriva.
Den första kvinnotidningen, Gazeta das Damas, utgavs 1822, och började offentligt propagera för en reform av kvinnors rättigheter. Antónia Gertrudes Pusich blev den första portugisiska kvinnan att överta ledningen och ägandet av en tidskrift i landet när hon förvärvade tidningen Assembléa Litteraria (1849) och senare grundade tidningen A Beneficência (1853), där hon under eget namn talade för kvinnors rättigheter. 1868 grundades den första öppet feministiska tidningen i Europa, A Voz Feminina, som föreslog att kämpa för portugisiska kvinnors frigörelse i samarbete med Guiomar Torresão, Cândido de Figueiredo och Mariana Angélica.
I slutet av 1880-talet, som ett resultat av kampanjerna av Sebastião Magalhães Lima och Bernardino Machado, började portugisiska kvinnor att bli accepterade som elever och studenter på olika högre utbildningsinstitutioner och universitet i Portugal. I slutet av 1800-talet engagerade sig också portugisiska arbetarkvinnor i socialistiska rörelser och fackföreningar, och Federação Socialista do Sexo Feminino grundades 1897 under ledning av Margarida Marques.
1907 organiserade sig slutligen den feministiska kvinnorörelsen, först i Grupo Português dos Estudos Feministas (1907-1908) för kvinnliga studenter under ledning av Ana de Castro Osório, och sedan i Liga Republicana das Mulheres Portuguesas, som började kampanja för rösträtt, utbildning, yrkesrättigheter och andra reformer. 
År 1914 grundades Conselho Nacional das Mulheres Portuguesas (CNMP), som var den första renodlade nationella kvinnoorganisationen. Det blev en paraplyorganisation för Portugals mindre kvinnoföreningar. Det var den viktigaste och mest varaktiga feministiska organisationen under första hälften av 1900-talet i Portugal, och den enda som varade efter slutet av första världskriget. Den drev frågan om kvinnlig rösträtt, som varit upp till debatt sedan 1911, kvinnors utbildning, yrkesmöjligheter, rättigheter inom äktenskapet, och avskaffande av reglementerad prostitution genom Liga Portuguesa Abolicionista. CNMP var länge den enda kvinnoorganisation som tilläts verka i Portugal efter införandet av diktaturen. En begränsad kvinnlig rösträtt infördes 1931. 
CNMP förbjöds slutligen av diktaturen 1947. Kvinnorörelsen kunde inte återuppstå förrän efter diktaturens upplösning.

### Rumänien
Den första kvinnoföreningen i det senare Rumänien var välgörenhetsföreningen Societatea Femeilor Române, som grundades 1815 för att samla in pengar för grundandet av skolor av kvinnor från rika köpmansfamiljer som Elena Gabrovsky, Maria Roja, Pelaghia Papacosta, Iuliana Pometa och Maria Nicolici. 
Kvinnor deltog likt män i revolutionen 1848–1849 i Valakiet mot Rysslands protektorat, och den 16:e punkten i Islaz-proklamationen (9 juni 1848) förklarade att kvinnor skulle få samma tillgång till utbildning som män i en framtida självständig stat. Välgörenhetsföreningar för kvinnor grundades från mitten av 1800-talet; den troligen första var Reuniunea Femeilor Române i Brașov 1850, vilket gjorde att kvinnor engagerade sig öppet i samhället som offentliga figurer. Dessa föreningar handlade ofta om att hjälpa fattiga flickor utbilda och försörja sig, men var inte medvetet feministiska.      
Kvinnor liksom män engagerade sig i föreningen mellan Valakiet och Moldavien 1859, och det var vid denna tid som feministiska ämnen först togs upp i den offentliga debatten av bland andra Sofia Cocea, som jämställde Rumäniens frigörelse som egen nation med kvinnornas frigörelse och skrev artiklar om feminism parallellt med arbetares rättigheter och nationell självständighet. Den första feministiska tidskriften, Amicul familiei utgavs 1863–1865 i Bukarest under ledning av feministen Constanța Dunca-Schiau; den följdes av flera, bland dem Femeia Română under ledning av Maria Flechtenmacher. 
Under självständighetskriget 1877–1878 skapades kvinnokommittéer i alla rumänska provinser för att engagera kvinnor i krigsansträngningen och ta hand om sårade soldater och krigsföräldralösa barn, koordinerade av den centrala kvinnokommittén, baserad i Iași, ledd av Maria Rosetti Roznovanu. 
I slutet av 1800-talet grundades lokala kvinnoföreningar i olika städer runtom i Rumänien, som i sin tur grundade filialer i provinserna, som till exempel Societatea doamnelor române i Bucovina 1890. Samtidigt började politiska partier grunda kvinnoförbund: det första var socialdemokraterna PSDMR:s kvinnoförbund 1893. 
Den rumänska kvinnorörelsen enades i Iasi 1894 under paraplyorganisationen Liga Femeilor Române, som var den första nationella kvinnoorganisationen i Rumänien, och som anses vara starten för landets organiserade kvinnorörelse. Denna lämnade 1896 in en petition till deputeradekammaren för att ändra gifta kvinnors juridiska status. 
Under början av 1900-talet grundades en stor mängd kvinnoföreningar i landet, som fick en mycket livlig, men samtidigt splittrad, kvinnorörelse. En av de mest inflytelserika organisationerna var den högerinriktade Societatea Ordodoxa Nationala a Femeilor Romane (SONFR), som grundades 1910 och blev en av de tre största i landet jämsides med Liga Femeilor Române (1894) och landets första rösträttsförening Liga Drepturile si Datoriile Femeii (1911).
Kvinnoorganisationer, inklusive SONFR, kom att stödja den rumänska fronten under första världskriget 1916–1917; i samarbete med Röda Korset tog de hand om sårade och föräldralösa barn, och kvinnor i jordbruket och i fabrikerna, och i offentliga förvaltningen ersatte framgångsrikt de mobiliserade männen. Med anledning av kvinnors deltagande i krigsansträngningen lade kvinnorörelsen fram ett krav på rösträtt riktad till den rumänska senaten i juni 1917. Den nationella föreningen Asociația pentru emanciparea civilă și politică a femeilor române grundades efter den stora kongressen i Alba Iulia i december 1918, och Nationella rådet för rumänska kvinnor (CNFR) 1921. Den rumänska kvinnoförbundskongressen hölls i Timișoara under Maria Baiulescus presidentskap, och över 100 kvinnoföreningar gick med i Unionen. 
Rumänien införde begränsad lokal rösträtt för en minoritet utbildade kvinnor 1929, och 1939 utsträcktes den villkorliga rösträtten till kvinnor även i nationalvalen,  vilket gav åtminstone en minoritet kvinnor som uppfyllde vissa kvalifikationskrav samma medborgerliga rättigheter som män. När kommunisterna tog makten efter andra världskriget infördes formell jämlikhet mellan könen i lag, och samtliga kvinnoorganisationer avskaffades och ersattes av partiets statliga kvinnoförening Consiliul Național al Femeilor. 

### Ryssland
Ett flertal litterära diskussionsklubbar grundades efter Krimkriget, och en av dessa, grundad av Anna Filosofova, Maria Trubnikova och Nadezjda Stasova, kom att bli den första de facto kvinnoklubben. Inga politiska organisationer var lagliga i Kejsardömet Ryssland under denna tid, men i praktiken intresserade sig klubben för frågor om jämlikhet mellan könen, främst i utbildnings- och yrkesfrågor. Efter nederlaget i Krimkriget, som hade blottställt Ryssland som efterblivet, hade kraftiga reformer införts i utbildningsväsendet, bland annat hade icke adliga fått tillträde till universitetet och 131 flickskolor grundats, varav 37 var läroverk. Trubnikova, som studerade feministisk litteratur från väst och var bekant med Josephine Butler, talade för högre utbildning för flickor för att kunna delta i de intellektuella diskussionsklubbarna på samma nivå som män. De bildade rad välgörenhetsorganisationer för logi, mat och arbetsförmedling åt utblottade kvinnor, och utgav icke ryska böcker genom ett kooperativ.
Kvinnogruppen under ledning av Filosofova, Trubnikova och Stasova framställde förslag på att få hålla universitetskurser för kvinnor i universitens lokaler då de inte användes av de manliga studenterna, och 1869 fick de igenom sitt krav. Dessa kurser visade sig så populära att regimen 1876 gjorde dem permanenta, men samma år förlorade kurserna rätten att utfärda universitetsexamina, och 1883 förbjöds de alla utom en i Sankt Petersburg (Bestuzjevkurserna) och en i Moskva (Guerrierkurserna). Följden blev att kvinnor studerade utomlands, vilket gjorde att de i regimens ögon misstänktes för revolutionära aktiviteter, och 1895 inrättades ett universitet för utbildning av kvinnligare medicinare.
1895 bildades kvinnorättsgruppen De ryska kvinnornas välgörenhetsförbund under ledning av Filosofova, som officiellt var en välgörenhetsförening på grund av det allmänna förbudet mot politisk aktivitet. Gruppen hade svårt att göra någonting konkret på grund av förbudet mot all politisk aktivism, men höjde medvetandet om feminismen. Anna Filosofova var 1899 ordförande i International Council of Women. 
Före ryska revolutionen 1905 var alla politiska föreningar förbjudna. När politiska organisationer blev tillåtna 1905, organiserade sig den ryska kvinnorörelsen för första gången i tydligt politiska föreningar, och All-ryska föreningen för kvinnors jämlikhet bildades samma år. 1907 bildades Liga ravnopravija zjensjtjin, som lämnade in en petition om rösträtten till duman samma år och kom att bli den viktigaste kvinnoorganisationen; den höll 1908 den första all-ryska kvinnokongressen, den första av flera kvinnokongresser för Rysslands snart svårt splittrade kvinnorörelse.
Kvinnlig rösträtt infördes i Ryssland efter ryska revolutionen 1917. När sedan kommunisterna tog över i oktoberrevolutionen senare samma år, genomfördes total jämställdhet för kvinnor enligt kommunistisk ideologi genom kommunistpartiets kvinnoavdelning Zjenotdel.

### Schweiz
I Schweiz uppkom kvinnorörelsen tidigt, och en utlösande faktor var införandet av konstitutionen 1848, som uttryckligen uteslöt kvinnors rättigheter. Den var dock länge splittrad mellan tyskspråkiga och franskspråkiga områden, och bestod därför länge av enbart icke samordnade lokalföreningar. Däremot spelade den en viktig roll för den internationella kvinnorörelsen, då Marie Goegg-Pouchoulin år 1868 grundade världens första internationella kvinnoförening, Association Internationale des Femmes.
Schweizer Frauen-Verband grundades av Elise Honegger 1885 som landets första nationella kvinnoförening, men den splittrades 1888 när en utbrytargrupp grundade Schweizerischen Gemeinnützigen Frauenverein (SGF), som blev den första permanenta paraplyorganisationen för landets kvinnorörelse.
Frågan om kvinnlig rösträtt lyftes av Schweizerischer Frauenvereine, som grundades 1899, och Schweizerischer Verband für Frauenstimmrecht, som bildades 1909, och som blev de två dominerande av de många rösträttsföreningarna i Schweiz.

### Serbien
Serbiens första nationella kvinnoorganisation var Women's Society of Belgrade, som grundades av Serbiens feministiska pionjär Katarina Milovuk 1875. Föreningen stödde införandet av rösträtt för kvinnor och bedrev skolor för flickor och yrkesutbildning för kvinnor. Det var den största kvinnoföreningen i Serbien fram till grundandet av Circle of Serbian Sisters 1903. 
När Jugoslavien bildades förenade sig kvinnoföreningarna från samtliga riksdelar, som Serbien, Kroatien och Slovenien, under paraplyorganisationen Jugoslavenski Zhenski Savez, som bildades 1919. Denna samordnade frågor om kvinnors rättighet på riksnivå, men lyckades inte uppnå införandet av rösträtt för kvinnor. Den mer radikala feministiska Feminist Alliance of the Kingdom of Serbs, Croats and Slovenes splittrades ur den 1923, och konservativa kvinnor 1926. Kvinnorörelsen fick svårt att göra sig gällande efter införandet av kunglig diktatur 1929. 
När kommunisterna tog makten efter andra världskriget 1945 infördes fullständig jämlikhet mellan könen i 1946 års konstitution och samtliga kvinnoföreningar avskaffades till förmån för den statliga kvinnoföreningen Women's Antifascist Front of Yugoslavia, i sin tur indelade i lokalavdelningar för var sin riksdel, som införde regimens jämlikhetspolicy i del olika riksdelarna.

### Slovakien
Slovakien var på 1800-talet en del av Österrike-Ungern och tillhörde traditionellt Ungern. Den slovakiska kvinnorörelsen utvecklades jämsides med den slovakisk-nationalistiska självständighetsrörelsen, som ville frigöra sig från Österrikes politiska och Ungerns kulturella dominans. Kvinnorörelsens frågor kom att tas upp av feministisk press, samhällsdebatt och slutligen nationaliströrelsen snarare än av en organiserad kvinnorörelse.
Slovakiens första kvinnoförening var Živena, som grundades 1869 för att verka för kvinnors tillgång till utbildning och filantropi för fattiga kvinnor, och var en del av den dåvarande nationalistiska rörelsen mot Österrikes övervälde. Den utgav Almanach Živeny (1872, 1885) och Letopis Živena (1896, 1898, 1902, 1906), och Terézie Vansová var dess vice ordförande 1869–1902. Föreningen var dock modest i sina krav och uppnådde inget av sina mål, som även de mötte motstånd av nationalisternas Národne novíny. Vissa reformer genomfördes dock utan kvinnorörelsens inblandning; bland annat blev ogifta kvinnor myndiga 1874, och borgerlig vigsel och laglig separation 1894.
1898 utgav Elena Marothy-Soltesova och Terézie Vansová Slovakiens första feministiska tidskrift, Dennica, som anses ha introducerat den verkliga feministiska emancipationsdebatten i Slovakien. 
År 1910 utgavs den andra feministiska kvinnotidningen, Živena, och två kvinnliga kooperativ som tillverkade och sålde traditionella broderier bildades: Lipa, som grundades av Živena, och Družstvo pre speňaženie domáceho ľudového priemyslu i Skalica, som båda blev pionjärerverksamheter för kvinnor och blev självförsörjande. Den slovakiska kvinnorörelsen kom aldrig att organisera sig i frågan om rösträtten, men den ungerska rösträttsföreningen Feministák Egyesülete hade filialer i slovakiska städer.
Hana Gregorová (1885–1958), som beskrivs som Slovakiens första feminist, publicerade 1912 sin feministiska novell Zeny, och sedan International Alliance for Suffrage hållit sin kongress i Budapest 1913 antogs frågan om kvinnors rösträtt av den slovakiska självständighetsrörelsen, bland annat då denna reform förväntades öka slovakisk-nationalistiska röster i valen, vilket ledde till att könens likställdhet kom att genomföras efter landets självständighet.
När Slovakien (Tjeckoslovakien) blev ett självständigt land 1918 infördes rösträtt och lika medborgerliga rättigheter för både män och kvinnor. Tjeckiens kvinnoföreningar ingick i Ženská národní rada under Tjeckoslovakiens tid. Alla kvinnoföreningar upphörde under den tyska ockupationen, och uppgick efter det kommunistiska maktövertagandet i den statliga Československý svaz žen.

### Slovenien
Slovenien låg under 1800-talet under Österrike och influerades av den västeuropeiska feminismens idéer via Österrike från slutet av detta sekel. Frågan togs upp i parlamentet och debatterades det katolska, liberala och socialdemokratiska partiet. Kvinnorörelsen organiserades i slutet av 1800-talet i först religiösa och filantropiska och så småningom politiska föreningar, så som Cyril-Methodius Society 1887, Catholic Society of Female Workers, 1894, Vienna Catholic Women's Union (Christliche Wiener Frauenbund) 1897, Association of Slovenian Women Teachers 1898, och 
Christian/Slovene Women's Union 1901, och feminismens idéer fann en röst i den första feministiska tidskriften Slovenka 1897.
En av de dominerande och mest långvariga kvinnoföreningarna i den tidigaste kvinnorörelsen i Slovenien var Splošno Žensko Društvo), som grundades 1901 och som samarbetade med den österrikiska kvinnorörelsen, då Slovenien ännu var en del av Österrike. 
När Jugoslavien bildades förenade sig kvinnoföreningarna från samtliga riksdelar, som Serbien, Kroatien och Slovenien, under paraplyorganisationen Jugoslavenski Zhenski Savez, som bildades 1919. Denna samordnade frågor om kvinnors rättighet på riksnivå, men lyckades inte uppnå införandet av rösträtt för kvinnor. Den mer radikala feministiska Feminist Alliance of the Kingdom of Serbs, Croats and Slovenes splittrades ur den 1923, och konservativa kvinnor 1926. Kvinnorörelsen fick svårt att göra sig gällande efter införandet av kunglig diktatur 1929. 
När kommunisterna tog makten efter andra världskriget 1945 infördes fullständig jämlikhet mellan könen i 1946 års konstitution och samtliga kvinnoföreningar avskaffades till förmån för den statliga kvinnoföreningen Women's Antifascist Front of Yugoslavia, i sin tur indelade i lokalavdelningar för var sin riksdel, som införde regimens jämlikhetspolicy i del olika riksdelarna.

### Spanien
Under den spanska republiken 1868–1875 förekom en intensiv samhällsreformatorisk debatt i Spanien, som inkluderade en debatt om könens jämlikhet. Den fråga som just då ansågs vara den viktigaste frågan var den om tillgången till högre utbildning (och därmed fler yrken) för kvinnor, och Asociación para la Enseñanza de la Mujer (AEM), grundades 1870 för att driva frågan. AEM räknas som Spaniens första nationella kvinnoorganisation och startpunkten för kvinnorörelsen i Spanien. 
Den spanska kvinnorörelsen började driva mer radikala frågor, som den om rösträtten och lika politiska medborgerliga rättigheter under den radikala Asociación Nacional de Mujeres Españolas (ANME), som grundades 1918.
Kvinnor fick rösträtt och lika medborgerliga rättigheter av den radikala vänsterregeringen år 1931. 

### Storbritannien
I England organiserade sig kvinnor politiskt i offentligheten för första gången i slutet av 1700-talet, när de engagerade sig i kampanjen mot slaveriet i kolonierna. 
Den tidiga kvinnorörelsen var inte organiserad utan bestod av enskilda kampanjer. En framstående sådan var den kampanj Caroline Norton drev, då hon enligt lagen inte fick ta ut skilsmässa och nekades att få se sina barn efter att ha separerat från sin make, lyckades genomdriva en lagändring som gav mödrar laglig rätt till umgänge med sina barn: den så kallade Custody of Infants Act 1839.
Kvinnorörelsen i England organiserades för första gången i en förening 1858, när Langham Place Circle bildades av bland andra Barbara Bodichon och Bessie Rayner Parkes. Denna kampanjade för bland annat rätt till utbildning och arbete och gifta kvinnors rätt att hantera sina egna pengar, och utgav den första brittiska kvinnotidningen, English Woman's Journal.
1859 grundades en av landets äldsta kvinnoföreningar, Society for Promoting the Employment of Women för att verka för kvinnors möjligheter att finna yrkesarbete och självförsörjning. Genom lagen Sex Disqualification (Removal) Act 1919 gavs kvinnor formellt sett tillgång till nästan alla yrken och positioner i samhället.
Kampen för kvinnlig rösträtt inleddes med grundandet av Manchester Society for Women's Suffrage 1867.

#### Skottland
Liksom i England engagerade sig kvinnor offentligt i politik för första gången i abolitioniströrelsen, och Edinburgh Female Anti-Slavery Society och Edinburgh Ladies' Emancipation Society grundades 1833, som blev centrum för kvinnor samhällsengagemang. 
Kvinnorörelsen i Skottland började med en önskan om högre utbildning för kvinnor. Medan de flesta skotska flickor under 1700-talet undervisades i enkla mamsellskolor, om de fick skolning alls, uppkom mer seriösa flickskolor under 1800-talet. Eftersom kvinnor var utestängda från universiteten, bildades 1868 kvinnoföreningen Glasgow Association for the Higher Education of Women, som grundade det privata Queen Margaret College (Glasgow) 1868. Edinburgh Association for the University Education of Women kampanjade för kvinnors tillgång till högre utbildning från 1867 fram till att Skottlands universitet öppnades för kvinnor 1892. 
År 1867 grundades Edinburgh National Society for Women's Suffrage som Skottlands representant under den brittiska National Society for Women's Suffrage, vilket blev startpunkten för rösträttskampen i Skottland, och var en av de tre första rösträttsföreningarna i Storbritannien. Den skoyska rörelsen organiserade också lokalavdelningar under den brittiska National Union of Women’s Suffrage Societies (NUWSS), vars skotska avdelning blev Scottish Federation of Women's Suffrage Societies (1909), och Women's Social and Political Union (WSPU), som 1914 hade elva lokalavdelningar i Skottland. Den kanske mest välkända suffragetten i Skottland var Ethel Moorhead, som 1914 blev den första att utsättas för tvångsmatning i fängelset. 
Efter att kvinnor fått rösträtt i Storbritannien 1918 omvandlades Edinburgh National Society for Women's Suffrage till National Union of Women for Equal Citizenship för att verka för andra reformer.

### Sverige
Se även: Kvinnofrågan i Sverige

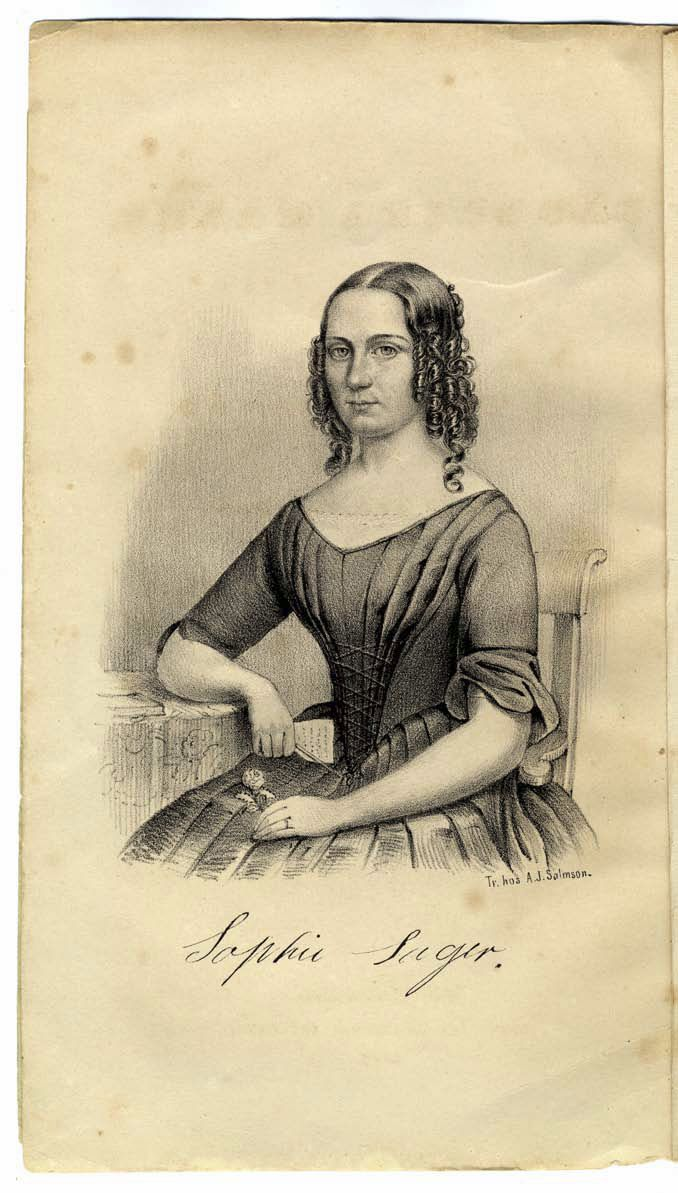
Sophie Sager

Redan under frihetstiden hade enskilda feminister deltagit i offentlig debatt, bland dem Margareta Momma, Catharina Ahlgren, Anna Maria Rückerschöld och Hedvig Charlotta Nordenflycht, men det förekom ingen förening för att verka för frågorna.  
1800-talet såg början på kvinnors organiserade offentliga engagemang. Kvinnor organiserade sig först i välgörenhetsföreningar, där Välgörande fruntimmerssällskapet år 1819 blev bland de första, och följdes av flera Fruntimmers-skyddsföreningar. Dessa skapade en för samhället acceptabel form för kvinnor att engagera sig offentligt, och driva offentliga frågor. 
År 1855 bildades Svenska lärarinnors pensionsförening av Josefina Deland, vilket var första gången kvinnor organiserade sig i Sverige för att verka för en konkret fråga för kvinnor. 
År 1848 väcktes frågan om kvinnors rättigheter på allvar i Sverige genom Sophie Sager, som var den första feminist i Sverige som höll offentliga tal om kvinnors rättigheter. Hon grundade dock ingen förening, och startade därmed ingen kvinnorörelse. 
Kvinnorörelsen i Sverige började 1856 genom utgivningen av Fredrika Bremers Hertha, en roman som kritiserade ogifta kvinnors omyndighet och brist på tillgång till högre utbildning, vilket stod i kontrast till förhållandena i USA som Bremer nyligen hade besök och där ogifta kvinnor var myndiga och det vid denna tid fanns åtskilliga så kallade women's colleges. Romanen ledde till den så kallade Herthadebatten, en offentlig debatt om kvinnors rättigheter i Sverige som resulterade i att båda krav romanen väckte bemöttes: ogifta kvinnor fick genom ett reformpaket 1858-1863 först en förenklad procedur att ansöka om att bli myndigförklarade och blev sedan automatiskt myndiga; och en högskola för kvinnor startades i Stockholm med namnet Lärokurs för fruntimmer, som 1861 kom att bli Högre lärarinneseminariet. Samtidigt började Sophie Adlersparre och Rosalie Olivecrona utge den svenska kvinnorörelsens första organ Tidskrift för hemmet. 
"Kvinnofrågan" var från och med detta en del av den offentliga debatten i Sverige, och ett bärande argument för många reformvänner var det faktum att 1800-talets förändrade ekonomiska landskap nödvändiggjorde att främst ogifta kvinnor borde få tillgång till högre utbildning och fler yrken för att kunna försörja sig själva. Det var ett för manliga medleklasspolitiker legitimt argument, som ledde till att 
Fabriks och Handtwerksordning och Handelsordningen år 1846 gjorde det lättare för kvinnor att få tillgång till en mängd yrken inom industri och handel och genom Förordningen för utvidgad näringsfrihet 1864 gav män och kvinnor lika rättigheter inom näringslivet; och genom Flickskolekommittén 1866 rekommenderades ett kvinnor skulle få studera på universiteten, en reform som genomfördes 1873.  
Den första kvinnoföreningen i Sverige var Föreningen för gift kvinnas äganderätt, som grundades av Anna Hierta-Retzius och Ellen Anckarsvärd, vars huvudfråga nu var gifta kvinnors omyndighet (eftersom ogifta kvinnor sedan 1863 var automatiskt myndiga). Föreningen uppgick sedan i Fredrika Bremer-förbundet, som grundades 1884. Detta ses som början på den organiserade kvinnorörelsen i Sverige, då kvinnor organiserade sig för att verka för kvinnors intressen. 
Under andra hälften av 1800-talet bildades en mängd kvinnoföreningar, som drev frågor om förbättringar av kvinnors liv och villkor på olika områden. Bland dem fanns Svenska drägtreformföreningen 1886, som verkade för kvinnors större hälsa och rörelsefrihet. Sedlighetsdebatten på 1880-talet ledde till en kampanj mot den sexuella dubbelmoralen illustrerad av den reglementerad prostitutionen, en kamp som organiserades i Svenska federationen. Kvinnor fick också framträdande platser i nykterhetsrörelsen Vita bandet, vars svenska avdelning bildades 1897. 
Kvinnors partipolitiska engagemang för kvinnors intressen i Sverige kan sägas ha startat med kvinnors engagemang inom svensk arbetarrörelse och fackföreningsrörelse, där kvinnor blev partianslutna i socialdemokratin tidigare än i kanske något annat svenskt politiskt parti. Kvinnor bildade Kvinnliga arbetarklubben 1888, vid samma tid som arbetarrörelsen i stort startade i Sverige, och den följdes av en rad lokala kvinnliga arbetarklubbar, som under ledning av Stockholms Allmänna Kvinnoklubb så småningom kom att bilda Sveriges socialdemokratiska kvinnoförbund; parallellt inkluderades kvinnorna i fackföreningsrörelsen under Kvinnornas fackförbund, och 
genom Alina Jägerstedt försäkrades kvinnor fullt medlemskap i Sveriges socialdemokratiska arbetareparti redan från dess grundande. Kvinnor organiserades inom Socialdemokraterna tidigare än i något annat svenskt parti, och kom genom dem att spela en viktig roll då kvinnor inkluderades i det partipolitiska systemet. 
Från 1902 bildades slutligen Landsföreningen för kvinnans politiska rösträtt och dess lokalavdelningar, som sedan verkade i samarbete med de socialdemokratiska kvinnoklubbarna för att begära politisk rösträtt för kvinnor. 
Parallellt fördes också en kampanj för att avlägsna frasen "svensk man" från ansökningsblanketterna till olika statliga ämbeten, vilket i praktiken förbjöd ett flertal yrken för kvinnor även då de hade utbildning för dem, ett mål som slutligen uppnåddes år 1909.
Rösträtt för kvinnor infördes slutligen 1919-1921. Det nödvändiggjorde också en reform om gifta kvinnors myndighet, och gifta kvinnor förklarades därefter myndiga enligt en my äktenskapslag år 1920. Reformerna kompletterades slutligen 1923 av Behörighetslagen, som formellt gav kvinnor rätt till alla yrken och samhällspositioner (utom prästtjänster och militärtjänst vilka infördes 1958 respektive 1989).
Genom reformerna 1919-1923 hade alltså kvinnor formellt sett uppnått lika medborgerliga och lagliga rättigheter med män i Sverige, vilket kan definieras som slutet på den första vågens feminism. Feminismen under mellankrigstiden handlade främst om att bekräfta och genomföra de nya rättigheterna: Kvinnliga medborgarskolan vid Fogelstad verkade för att informera kvinnor om deras nya rättigheter och uppmana dem att använda sig av dem, och Svenska Kvinnors Medborgarförbund för att slå vakt om att dessa nya rättigheter också genomfördes i praktiken. 
Kvinnor engagerade sig i de olika politiska partierna och deras kvinnoförbund, så som Sveriges socialdemokratiska kvinnoförbund, Moderatkvinnorna, Liberala kvinnor och Centerkvinnorna, för att föra fram sina intressen, och Föreningen Kvinnolistan och  Kommittén för ökad kvinnorepresentation lobbade de politiska partierna för att dessa skulle föra fram kvinnor på politiska poster.
Ur kvinnorörelsens historia kan följande, för den svenska kvinnan viktiga årtal nämnas:
- 1845 införs lika arvsrätt för män och kvinnor
- 1846 och 1864 års näringsfrihetsreformer blir av stor betydelse för kvinnor
- 1856 Fredrika Bremers feministiska idéroman Hertha ges ut
- 1858 medges myndighet för ogifta kvinnor över 25 år efter ansökan hos domstol
- 1862 införs kommunal rösträtt för kvinnor över 21 år med inkomst över 400 riksdaler per år (få kvinnor hade egen inkomst vid denna tid)
- 1863 införs generell myndighet för ogifta kvinnor över 25 år
- 1868 Tidskrift för hemmet, Sveriges och Nordens första kvinnotidskrift startas
- 1870 erhåller kvinnor rätt att avlägga studentexamen
- 1873 ges kvinnor rätt att avlägga vissa akademiska examina
- 1873 Föreningen för gift kvinnas äganderätt bildas
- 1884 sänks myndighetsåldern för ogifta kvinnor från 25 till 21 år
- 1884 Fredrika Bremer-förbundet, Sveriges första organiserade kvinnoförbund bildas
- 1886 Sveriges första yrkesförening för kvinnor bildas: Svenska barnmorskeförbundet
- 1886 Första kvinnliga fackföreningen bildas: Hemsömmerskor i Lund
- 1892 Stockholms allmänna kvinnoklubb bildas och uppgår samma år i Socialdemokratiska arbetarpartiet
- 1909 blir kvinnor valbara till kommunala organ
- 1919 och 1921 får kvinnor politisk rösträtt och valbarhet till Sveriges riksdag
- 1921 medges myndighet för gift kvinna över 21 år
- 1923 Behörighetslagen ger kvinnor rätt till alla offentliga och statliga tjänster
- 1925 Kvinnliga medborgarskolan vid Fogelstad invigs
- 1925 ges kvinnan samma rätt som mannen till statliga ämbeten (med vissa undantag)
- 1938 blir preventivmedel tillåtna och moderskapspenning för alla införs
- 1939 införs förbud mot att avskeda kvinnor på grund av trolovning, giftermål, havandeskap eller förlossning
- 1950 blir båda föräldrarna förmyndare för minderåriga barn inom äktenskapet
- 1958 erhåller kvinnor rätt att prästvigas

### Tjeckien
Enskilda representanter inom olika politiska partier, arbetarrörelser och kvinnoföreningar lyfte rösträttsfrågan under 1800-talet, men ingen förening verkade aktivt för frågan förrän Ženský Klub Český grundades 1903. 
Föreningen samlade kvinnor med intresse för feminism, företrädesvis utbildade yrkeskvinnor. Det var den första kvinnoorganisationen i Tjeckien som arbetade för kvinnors rättigheter både med avseende på utbildning, yrkesliv och politisk rösträtt. 
Därefter grundades även Výboru pro volební právo žen (1905), som uteslutande arbetade för kvinnlig rösträtt. Ústřední spolek českých žen grundades 1897 för att samordna den tjeckiska kvinnorörelsen. 
När Tjeckien (Tjeckoslovakien) blev ett självständigt land 1918 infördes rösträtt och lika medborgerliga rättigheter för både män och kvinnor. Tjeckiens kvinnoföreningar ingick i Ženská národní rada under Tjeckoslovakiens tid. Alla kvinnoföreningar upphörde under den tyska ockupationen, och uppgick efter det kommunistiska maktövertagandet i den statliga Československý svaz žen.

### Tyskland
Den första vågens kvinnorörelse i Tyskland uppkom under inflytande av revolutionerna 1848. Den organiserade sig för första gången under Allgemeiner Deutscher Frauenverein (ADF), Tysklands första kvinnoförening, som grundades av Louise Otto-Peters och Auguste Schmidt i Leipzig 1865.

### Ukraina
Kvinnorörelsen i Ukraina var historiskt sett splittrad eftersom Ukraina var splittrat under historisk tid. Politiska föreningar var inte tillåtna i Ryssland före 1905 och det gällde även feministiska sådana. Under 1800-talet började dock ukrainska kvinnor i Ryska Ukraina och sluta sig samman för pedagogiska, litterära och välgörande aktiviteter, särskilt sedan Röda korset kom till Ukraina 1867. Den första kvinnoorganisationen i Ukraina, Society for the Assistance of Higher Women's Education, uppstod 1840 i Charkiv som en gren av allryska kvinnors offentliga organisationer som kämpade för kvinnors rätt till högre utbildning. Målet uppnåddes med inrättandet av Högre kvinnokurser i Kiev 1878, Odessa 1879 och Charkiv 1880. 1901 bildades en Hromada (underjordisk förening) för kvinnor i Kiev (1919 vann denna organisation för ukrainska kvinnors medlemskap i International Council of Women; medlemskapet avbröts 1929, och återställdes 1996) och samma år ett hemligt socialistiskt kvinnoförbund, Society for the Protection of Working Women i Kiev och Charkiv. 
Efter revolutionen 1905 blev politiska organisationer tillåtna i Ryssland, vilket gav upphov till en organiserad kvinnorörelse i Ryssland, som snart spred sig till Ukraina. På initiativ av en liten grupp ukrainska kvinnor som deltog i All-ryska kvinnokongressen, beslutade Society for the Protection of Working Women i Kiev och Charkiv att skapa nationell-regionala underavdelningar av den ryska kvinnoföreningen Liga ravnopravija zjensjtjin. 
Under ryska revolutionen och ryska inbördeskriget organiserades en självständig inhemsk ukrainsk kvinnoförening. I april 1917 skapades den Ukrainska kvinnounionen i Kiev, och den första kvinnokongressen hölls i september.
Efter första världskriget delades Ukraina då västra Ukraina (Galicien) tillföll Polen och östra Ukraina tillföll Sovjetunionen som Ukrainska SSR, som därför fick en separat historik. I Galicien var den första kvinnoorganisationen Society of Russian Women, som grundades 1884 i staden Stanislav (Ivano-Frankivsk) på initiativ av Natalya Kobrynska. Kobrynska lyckades etablera samarbete med ukrainska kvinnor på det ryska imperiets territorium: 1887 publicerade hon och Olena Pchilka en almanacka över ukrainska kvinnor på båda sidor om floden Zbruch (en biflod till Dniester, längs vilken den dåvarande gränsen mellan Ryska imperiet och Österrike-Ungern passerade). Boken gick in i ukrainsk historia. Ett levande exempel på kampen för kvinnors rättigheter var Milena Rudnytska. 1893 grundades Rusynok Club i Lviv, som idkade välgörenhet bland invånarna i byarna. En liknande klubb bildades i Chernivtsi.
1906, på initiativ av Kostyantina Malytska, skapades Women's Community i Lviv, och 1908 Circle of Ukrainian Girls i Lviv och Chernivtsi, som 1909 enades i Women's Community, och 1917 förenade sig de ukrainska kvinnoföreningarna i Galicien i Ukrainian Women's Union. 
I Ukrainska SSR upphävdes alla politiska organisationer och ersattes av statliga sådana inkorporerade i kommunistpartiet CP(b)U-KPU, inklusive samtliga kvinnoföreningar. Det kommunistiska partiet stödde jämlikhet av ideologiska skäl, och 1919, genom beslut av RCP(b)s centralkommitté, började kvinnodivisioner att skapas i Sovjetunionen motsvarande det ryska kommunistpartiets Zjenotdel som verkade för att genomföra jämlikhet mellan könen i varje sovjetrepublik. Ukrainas motsvarighet publicerade tidskrifterna Selyanka Ukrainy och Trudivnytsia. Eftersom den kommunistiska ledningen använde principen om kvotering i sin maktbyggande verksamhet hade kvinnor i Sovjetunionen och Sovjetunionen alltid ett visst antal platser i lokala och centrala representativa myndigheter, kvinnor fick fullständig laglig jämlikhet med män och kvinnliga produktionsteam och ett system av kvinnoråd i den ukrainska SSR agerade under direkt ledning av partiorganisationer och representerade Ukraina vid internationella kvinnokongresser.

### Ungern
Den första renodlade feministiska kvinnoorganisationen i Ungern brukar sägas vara Feministák Egyesülete (FE), som grundades 1904 av Vilma Glücklich och Rosika Schwimmer och verkade för att kvinnor skulle få tillgång till samma utbildning, yrke, rösträtt och rättigheter inom äktenskapet som mannen.
När kommunisterna tog makten efter andra världskriget infördes formell jämlikhet mellan könen i lag, och samtliga kvinnoorganisationer avskaffades och ersattes av partiets statliga kvinnoförening Democratic Association of Hungarian Women 1945. Därmed hade kvinnor uppnått laglig likställighet med män och den första vågens feministiska kvinnorörelse var avslutad.

### Österrike
Kvinnoorganisationer uppkom i Österrike sedan revolutionen 1848/1849, och fokuserade främst på att förbättra utbildnings- och sysselsättningsmöjligheter för kvinnor, samt arbetarnas rättigheter. 
Rörelsen för kvinnors rösträtt i Österrike var till en början inte enad på grund av olika synsätt. De två huvudgrupperna var socialdemokraterna och den borgerligt-radikala Allgemeiner Österreichischer Frauenverein (AÖFV), som grundades 1893 av Auguste Fickert. Båda hade nära band till politiska partier. Socialdemokratiska partiet var det första partiet som inkluderade allmän rösträtt för män och kvinnor i sitt partimanifest, och ansåg att införandet av manlig rösträtt var viktigare och kvinnors rösträtt ofta äventyras i förhandlingar. Adelheid Popp var en ledande kraft i den socialdemokratiska kvinnorörelsen, som inte bildade en egen kvinnoförening utan verkade genom det socialdemokratiska partiet. Den 1 oktober 1893 organiserade hon en demonstration för kvinnlig rösträtt i Wien. Kvinnorörelsen enades 1902 under paraplyorganisationen Bund Österreichischer Frauenvereine (BÖFV). 
Kvinnlig rösträtt infördes i Österrike den 12 november 1918, samtidigt som republiken grundades efter slutet av den habsburgska monarkin och första världskriget.

## Mellanöstern
Första vågens feminism, som fokuserar på att uppnå lagliga reformer för att uppnå samma grundläggande medborgerliga rättigheter som män, kom sent till Mellanöstern. En kvinnorörelse uppkom i vissa delar av Osmanska riket, främst Libanon och Syrien, vid 1800-talets slut, men på de flesta håll skedde det inte förrän under 1900-talet. Även när rösträtten infördes, uppnådde kvinnor i många fall trots detta inte grundläggande rättigheter, så som frihet från förmynderskap, på grund av att familjelagar som grundade sig på sharia, dröjde sig kvar parallellt med sekulära lagsystem. 

### Afghanistan
Under 1920-talet förbättrades kvinnors rättigheter genom ett radikalt reformerings- och moderniseringsprogram som infördes av kung Amanullah Khan och drottning Soraya Tarzi: den första kvinnoorganisationen, Anjuman-i Himayat-i-Niswan, grundades, kvinnor uppmanades att ta av sig slöjan, lämna könssegregeringen, utbilda sig och arbeta. Dessa reformer var dock tillfälliga eftersom alla återkallades när kungaparet avsattes 1929.
Kvinnorörelsen återupptogs efter andra världskriget, då den afghanska regeringen såg ett behov av en modernisering av samhället, och kvinnorörelsen återuppväcktes genom grundandet av Women's Welfare Association 1946, varpå kvinnor fick tillgång till utbildning, tillstånd att studera på Kabuls universitet (1950) och upphävandet av slöjtvånget och könssegregeringen år 1959. Kvinnlig rösträtt och formella rättigheter för kvinnor infördes i 1964 års konstitution och kvinnor valdes in i parlamentet, utnämndes till ministrar och började yrkesarbeta. Under 1960- och 1970-talen var ett växande antal kvinnor verksamma på alla nivåer i samhället: inom politiken, militären, rättsväsendet och inom de flesta yrken, och klädde sig i moderna kläder. Detta gällde dock i praktiken enbart välutbildade kvinnor från städernas medel- och överklass.
Kommunistregimen 1978–1992 försökte aktivt införa jämställdhet mellan könen i alla samhällsklasser med hjälp av kommunistpartiets kvinnoorgan Democratic Women's Organisation of Afghanistan. Detta var betydligt mer radikalt än vad som hade varit fallet tidigare, när kvinnors frigörelse hade hållit sig bland städernas över- och medelklass. När kommunistregeringen försökte sprida grundläggande jämlikhet mellan könen även till den konservativa landsbygdsbefolkningen utanför städerna, resulterade detta i en kraftig motreaktion, som bidrog till uppkomsten av en islamistisk motståndsrörelse mot Sovjetunionen. 
När kommunistregimen slutligen föll 1992, resulterade detta i ett intensivt tillbakarullande av mot kvinnors rättigheter i Afghanistan, som kulminerade i talibanernas diktatur 1996–2001. Talibanernas fall 2001 gjorde att arbetet för grundläggande rättigheter för kvinnor återupptogs, och nådde viss framgång perioden 2001–2021. Talibanernas återkomst 2021 innebar dock ännu en tillbakagång i detta arbete.

### Algeriet
Algeriet erövrades mellan 1830 och 1847 av Frankrike och blev en fransk koloni, Franska Algeriet. Algeriska kvinnor levde vid denna tid könssegregerade i harem. Kvinnorörelsen utvecklades långsamt. 
Fransmännen gjorde mycket lite för att bidra till kvinnors rättigheter i Algeriet. Anledningen var Convention franco-algérienne de 1830 eller 1830 års fransk-algeriska konventionen, det kapitulationsfördrag som undertecknades 5 juli 1830 av Hussein Dey, den sista bejen av Alger, och marskalk de Bourmont, där fransmännen förband sig att respektera de infödda algeriernas religiösa och sociala seder. Detta innebar för kvinnors del att de franska lagarna endast gällde franska kvinnor i Algeriet, medan muslimska algeriska kvinnor fortsatte att leva under islamisk lag, vilket gjorde att första vågens feminism kom sent till Algeriet och kvinnors situation länge blev oförändrad. Muslimska algerier tilläts leva enligt en separat familjelag från de franska kolonisterna. 
De franska Jules Ferry-lagarna om obligatorisk sekulär grundskola som formellt infördes på 1880-talet användes inte av algeriska flickor, och på 1950-talet gick fortfarande bara 4 procent av muslimska flickor i skolan (jämfört med 10 procent för algeriska barn generellt och 97 procent för barn till européer i Algeriet). År 1930 öppnades utbildningscenter för unga algeriska kvinnor, men deras antal var få och studenterna begränsade sig vanligen till hushållssysslor. År 1962 var 90 procent av vuxna algeriska kvinnor analfabeter. Kvinnlig rösträtt infördes för kvinnor i Frankrike 1944, men infördes inte i kolonin Algeriet förrän 1958; 1953 hade Frankrike kritiserats av FN:s ekonomiska och sociala rådför att inte säkerställa dess genomförande i sina förtroendeområden. De franska kolonialmyndigheternas åtgärder för kvinnors rättigheter i Algeriet begränsade sig i själva verket till att utöka kvinnors rätt till skilsmässa samt införandet av rösträtten och begränsandet av minimiåldern för äktenskap år 1958. 
Under slutet av 1800-talet förekom en riktning i Mellanöstern om en reform av kvinnors rättigheter för att modernisera samhället, kallad Nahda, och en kvinnorörelse uppkom i Osmanska riket, Egypten, Libanon och Syrien, men denna hade ingen motsvarighet i Algeriet, där ingen kvinnorörelse uppkom. Den muslimska algeriska befolkningen betraktade istället den traditionella familjen som den sista basen för motstånd mot kolonialmakten. Den franska feministen Hubertine Auclert stannade i Algeriet från 1888 till 1892 och observerade situationen för inhemska kvinnor, och noterade den dubbla diskrimineringen som de var offer för från både familj och kolonial, och att den senare förvärrade den första, då algerierna uppfattade sin traditionella kultur som viktigare att hålla fast vid då det var det enda den tilläts ha kvar makten över. En bildad intellektuell minoritet i städerna levde mer progressivt, men deras idéer fick inte genomslag, och förslag om reformer i den muslimska familjelagen mötte hårt motstånd från algerierna ännu på 1930-talet. 
Bland den inhemska algeriska befolkningen uppkom första vågens feminism på 1940-talet, när algerierna organiserade sig politiskt i sin långvariga aktiva kamp mot kolonialmakten, och integrerade kvinnorna i det politiska partisystemet och kampen mot kolonialismen. Det var i samband med detta de första kvinnoorganisationerna uppkom. Algerian Women's Union (UFA) grundades 1943 som en del av Algerian Communist Party (PCA), och Association of Algerian Muslim Women (AFMA)[:fr:Association des femmes musulmanes algériennes] grundades 1947 som en stödförening för de fångar som tagits under den nationalistiska demonstrationen 8 maj 1945 och dessa familjer. De första algeriska feministerna uppkom, så som Mamia Chentouf och Nefissa Hamoud. Den tredje inhemska algeriska politiska rörelsen, det religiösa Oulema, hade ingen formell kvinnoförening men drev många aktiviteter, bland dem religiösa flickskolor. UFA stödde jämlikhet mellan könen och hade kvinnor på alla nivåer i sitt parti, medan de övriga ville lösa arbetslösheten bland män genom att hålla kvar kvinnorna i hemmen i sitt idealsamhälle.
Under självständighetskampen bröts könsegregationen och slöjan blev en fråga både för fransmännen och algerierna själva. Fransmännen såg slöjan som en symbol för den svåra ställning algeriska kvinnor levde i, och såg en reform i kvinnors rättigheter som en central punkt i att hålla kvar Algeriet under fransk kontroll. 13 maj 1958 organiserades en flera dagar lång demonstration mot slöjan i staden Alger organiserad av den franska militären och ledd av Madame Massus. Under denna lät sig ett antal algeriska kvinnor ta av sig slöjan offentligt och bränna denna på bål på torget inför propagandapressen och en jublande folkmassa: vissa kvinnor lät hustrurna till franska militärer ta av dem slöjan, medan andra gjorde det själva. Kvinnorna sjöng “kif kif la française” (som en fransyska) och sedan den franska nationalsången, medan militären sjöng Chant des Africains, hand i hand med fransmännen. 19 maj publicerade den pro-franska tidningen Écho d’Alger en artikel med titeln "tusentals muslimska kvinnor har gjort klart sin önskan att utvecklas i den franska nationen". Fransmännen tog efter detta åt sig äran för avbeslöjningen av algeriska kvinnor. Enligt uppgift ska dock de kvinnor som deltog i beslöjningen ha varit kvinnor som redan innan hade tagit av sig slöjan. 
I själva verket hade en avbeslöjning redan ägt rum i Algeriet på inhemskt initiativ. Algeriska kvinnor spelade en viktig och aktiv roll i motståndsrörelsen mot den franska kolonialmakten. Deras aktiva deltagande i denna kamp uppmuntrades och sågs som legitim av den algeriska befolkningen, som såg det som en legitim anledning för kvinnor att bryta könssegregationen och röra sig obeslöjade sida vid sida med män för att arbeta för självständigheten. Efter den franska ceremonin mot slöjan började däremot många kvinnor att bära slöjan igen, som en protest mot de franska myndigheterna. 
Trots den roll kvinnor hade spelat i Algeriets självständighetskamp mot Frankrike, negligerades deras rättigheter i konstitutionen och familjelagen i det självständiga Algeriet efter 1962, då den islamiska familjelagen behölls.

### Armenien
Östra delen av det territorium som beboddes av armenier bestod av den tsarryska provinsen Ryska Armenien 1828–1917. 
När Armenien blev ryskt 1828 levde kvinnor i Armenien i könssegregering, isolerade i sina hem i kretsen av familjen tillägnad hushållsarbete. Den ryska perioden innebar att en långsam och gradvis förändring. Den armeniska överklassen började i viss mån, likt sina motsvarigheter i Georgien, att umgås med den ryska eliten, delta i ett västerländskt societetsliv och klä sig västerländskt. Privata skolor började öppnas för flickor under 1800-talet, men mestadels bestod de enbart av att en kvinna som själv fått en viss bildning undervisade en grupp flickor i sitt eget hem. 
Under beskydd av den ryska furstinnan E.K. Vorontsova, hustrun till Kejsardömet Rysslands guvernör i Kaukasus furst M.S. Vorontsov, öppnades 1846 en förening för grundandet av skolor för armeniska flickor i Tiflis, St. Nina-skolan: föreningen bildades lokalföreningar, och den första flickskolan i Jerevan, St. Hripsime-skolan, öppnade 2 januari 1850. Denna skola skulle så småningom bli ett förberedande gymnasium för flickor 1884 och ett gymnasium 1898 (Yerevan Women's Gymnasium), vilket gav kvinnor i Armenien tillgång till högre utbildning utan att behöva resa utomlands. 
Endast en minoritet överklasskvinnor kunde i praktiken få utbildning vid denna och liknande skolor, men en minoritet bildade yrkeskvinnor uppkom under andra hälften av 1800-talet. 
År 1880 bildades den första armeniska kvinnoföreningen, "Armenian Women’s Charitable Society of Tiflis" (Tiflisi hayouhyats baregortsakan enkeroutioun) Föreningen var den första, största och mest långlivade kvinnoföreningen och startpunkten för den inhemska armeniska kvinnorörelsen (exilarmeniska kvinnor hade dock startat föreningar innan dess), och dess syfte var att verka för kvinnors möjlighet till utbildning.
Under ryska revolutionen fick kvinnor automatiskt rösträtt i Armenien när Ryssland införde reformen i 20 juli 1917. När Armenien utropade sig till en självständig nation 1918 behölls denna rättighet. Den 21 och 23 juni 1919 ägde det första direkta parlamentsvalet rum under allmän rösträtt i Armenien. Det lagstiftande organet med 80 platser, som var tänkt att upprätta grunderna för den armeniska staten, innehöll tre kvinnliga deputerade: Katarine Zaljan-Manukjan, Pertjuhi Partizpanjan-Barseghjan och Varvare Sahakjan. 
Armenien förlorade sin självständighet och anslöts till Sovjetryssland som Armeniska SSR 1920. Sovjetunionen införde automatisk total laglig jämlikhet för män och kvinnor i enlighet med kommunistisk ideologi, kvinnor fick ett antal platser reserverade åt sig i den politiska partiapparaten, och genom statliga kvinnotidningar som Hajastani Asjchatavoruhi (armeniska: Հայաստանի աշխատավորուհի 1924) propagerades för genomförandet av dess rättigheter i praktiken. Den kommunistiska ideologiska jämlikheten genomfördes praktiskt av kommunistpartiets lokala kvinnoförbund Kinbazhin, som informerade kvinnor om deras rättigheter jämsides med den politiska ideologin och sedan hjälpte dem att utöva dem, så som ifråga om utbildning, anställning, dagis, befordran och abort, innan den reducerades 1929 när jämställdheten ansågs genomförd.

### Azerbajdzjan
Fram till att Azerbajdzjan blev en sovjetrepublik levde majoriteten av azeriska (muslimska) kvinnor under könssegregering isolerade i harem och beslöjade när de rörde sig utomhus, och deltog bara i offentligheten när de besökte moskén. De var normalt illitterata, arbetade inte och fick inte umgås med män utanför familjen. Dessa regler gällde oavsett samhällsklass, även om vissa västerländskt influerade azeriska överklassmän tillät sina kvinnliga familjemedlemmar att konversera med icke muslimska män i deras närvaro, och klä sig västerländskt då de reste utomlands eller i närvaro av enbart icke muslimer. Ryssar och icke-muslimer i städerna levde under denna tid under sina egna lagar och egna kvarter. Den första skolan för flickor, Kejsarinnan Alexandras Ryska Muslimska Internatskola för flickor, öppnade inte förrän 1901, och möttes då med stort motstånd. 
Hela denna livsstil stod i motsats till de sovjetiska idealen som snabbt hade genomfört jämlikhet mellan könen och förespråkade att alla medborgare skulle bli nyttiga i samhället genom att utbilda sig och delta i arbetslivet, och den sovjetiska kvinnoföreningen Ali Bayramov-klubben användes för att genomföra den jämlikhet mellan könen som blev verklighet så fort Sovjet tog över Azerbajdzjan år 1920.

### Egypten
Egypten var ett föregångsland i Mellanöstern, och en aktiv kvinnorörelse uppkom där tidigt. Egypten hade en stor närvaro av västerländska missionärer, som under 1800-talet öppnade skolor för flickor. En egyptisk yrkesskola för kvinnor öppnade i form av hakımāt 1832, en skola för kristna flickor 1853, och en skola för muslimska flickor, Suyufiyya flickskola, år 1873. 
En livlig inhemsk kvinnopress uppkom efter Hind Nawfals kvinnotidning Unga Kvinnor, som utgavs i Alexandria från 1892, och en aktiv debatt om reformer i kvinnans ställning uppkom i intellektuella kretsar. Det var den kanske första kvinnotidningen i Arabvärlden.
År 1924 visade sig feministen Huda Shaarawi offentligt utan slöja, vilket var en radikal handling som väckte stort uppseende och gjorde slöjan omodern bland Egyptens överklass. Kvinnorörelsen organiserade sig 1925 i Egyptian Feminist Union (EFU), en pionjärförening som spelade en viktig roll i hela Mellanöstern och som verkade för sekulära reformer i kvinnors rättigheter. 
Vid ungefär samma tidpunkt tilläts kvinnor börja studera vid universiteten, vilket var mycket tidigt för Mellanöstern. Från 1929 accepterades kvinnor vid American University of Cairo.
Många kvinnoföreningar uppkom under mellankrigstiden: EFU:s motpol var Muslim Women's Society, som grundades 1936 av Zaynab al Ghazali och ville reformera lagen med argumentet att kvinnors rättigheter inte var emot islam. Västerländska normer blev vid denna tid norm bland landets överklass, och kungafamiljens kvinnliga medlemmar började från 1930-talet visa sig obeslöjade offentligt och delta i kunglig representation. 
Från 1948 inleddes den aktiva kampen för rösträtt Doria Shafiq. Första vågens feminism uppnådde slutligen grundläggande lika basrättigheter när kvinnor slutligen år 1957 fick rösträtt och lika politiska rättigheter.

### Irak
Irak tillhörde Osmanska riket 1517–1917 och blev 1921 en monarki under brittisk kontroll. Den första skolan för flickor i Irak grundades 1899, och därefter växte antalet fram till 1950. Poeten Jamil Sidqi al-Zahawi (1863–1936) blev 1904 den första i Irak som föreslog att kvinnor borde få utbilda sig och ta av sig slöjan, och han hjälpte 1923 sin syster Asma al-Zahawi att utge tidningen Layla (1923–1925) Iraks första kvinnotidning.
Den irakiska kvinnorörelsen började med grundandet av Women's Awakening Club 1923. Det var dock mycket svårt för kvinnorörelsen att uppnå någon framgång under en tid då även kvinnorna ur kungafamiljen levde könssegregerade i harem, och klubben utsattes för hätska attacker av konservativa som anklagade dem för att vilja avskaffa slöjan. Klubben stod värd för Third Eastern Women's Congress i Bagdad 1932, men hade inte möjlighet att fungera som annat än som en välgörenhetsklubb för överklasskvinnor. 
Det finns olika versioner om vem som var föregångaren som först visade sig utan slöja offentligt i Irak; en version anger att det var Raouf al-Chadirchis hustru Majda al-Haidari i början av 1930-talet, andra att det var Husain al-Rahals syster, kommunisten Amina al-Rahal, som var medlem i Iraks Communist Party's Central Comittee 1941-43.  Det var i alla händelser under 1930- och 40-talen som kvinnliga studenter ur Iraks överklass allt oftare började bära moderna kläder under sin abaya, och sedan gradvis ta av sig även abaya och hijab då de började på College.
Efter andra världskriget genomgick Irak en stor modernisering som gjorde samhällsklimatet mer mottagligt för reformer i kvinnors rättigheter, och betydelsefulla och framgångsrika kampanjer ägde rum under ledning av Iraqi Women's Union, som grundades 1945. Under denna tid började kvinnor på allvar utbilda sig och delta i yrkeslivet på alla nivåer och visa sig offentligt obeslöjade, och rösträtten infördes 1948. Iraqi Women's League verkade från 1952, och genom den sekulära personcivillagen från 1958 utökades kvinnors rättigheter betydligt. 
Att kvinnor lämnade könssegregeringen och tog av sig slöjan kom att betraktas som legitimt genom deras deltagande i den politiska rörelse som ledde upp till revolutionen 1958, och efter detta sågs det som normalt åtminstone för kvinnor i kvalificerade yrken att delta i samhällslivet; och Personal Status Code 1959 gav kvinnor utökade rättigheter inom skilsmässa och äktenskap. Enligt en rapport från 1963 hade de flesta kvinnor ur medel- och överklassen i de irakiska storstäderna börjat utbilda sig, arbeta och röra sig offentligt utan slöja.
Baathpartiets konstitution, som infördes 1970, garanterade formellt könen lika rättigheter. Under det sekulära socialistiska Baathpartiets regim (1968–2003) stödde regimen officiellt kvinnors rättigheter, och under Saddam Husseins regeringstid bar få kvinnor slöja.  Baathpartiets policy kring kvinnor var jämlikhet mellan könen och lika rättigheter ifråga om utbildning, arbete och sociala rättigheter; i de större städerna uppges de flesta kvinnor ha varit obeslöjade, Irak var ett av Mellanösterns mest progressiva länder, och kvinnor gick obeslöjade och blandade sig med män.
Saddam Husseins diktatur ändrade sin officiella policy i frågan om kvinnor efter Kuwaitkriget 1991, då han började driva en mer islamistisk politik för att vinna internt stöd, och under 1990-talet började kvinnor utsättas för ett högre tryck att bära slöja. Efter Saddam Husseins fall 2003 ökade användningen av hijab, då islamistiska grupper började trakassera och hota kvinnor som inte bar slöja. Kvinnors rättigheter underminerades kraftigt 2004 när sharia återinfördes som parallell alternativ gällande lag vid sidan av den civila lagen från 1958.

### Iran

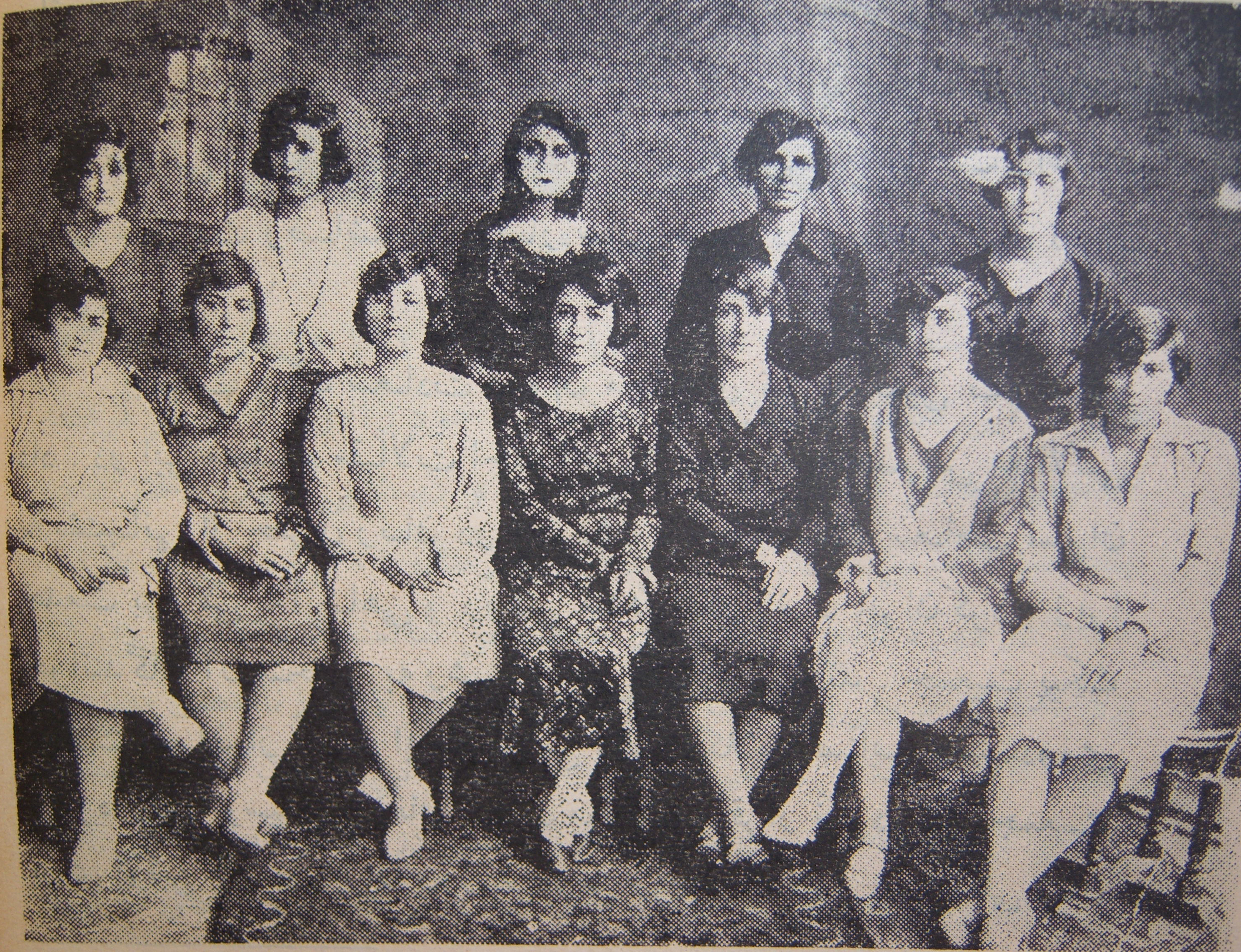
Föreningens styrelse, Teheran, 1922–1932.

I Iran engagerade sig även kvinnor i den rörelse som utmynnade i den Konstitutionella revolutionen 1906. När kvinnors rättigheter inte blev tillgodosedda i den nya konstitutionen organiserade sig kvinnor i den första kvinnorörelsen i Iran, Anjoman Horriyyat Nsevan. Ett antal skolor för flickor byggdes ut under dessa år, något som var mycket kontroversiellt. Även de första kvinnotidningarna och kvinnorörelserna grundades, däribland Jam'iyat-e Nesvan-e Vatankhah, som var verksamt 1922–1932.
Från 1925 förde shahen en moderniseringspolitik som stöddes av intellektuella kretsar och av kvinnorörelsen. 1935 tilläts kvinnor studera vid universitet och år 1936 lanserades slutligen Kashf-e hijab, då shahen som en del i moderniseringsprogrammet förbjöd slöjan och därmed könssegregeringen, och uppmanade kvinnor att delta i samhället, utbilda sig och arbeta. Reformen var enormt kontroversiell för religiösa personer, och förbudet upphävdes 1941. Därefter blev kvinnors rättigheter en klassfråga: medan det blev vanligt för kvinnor ur den urbana över- och medelklassen att utbilda sig, arbeta och visa sig utan slöja, var ett traditionellt levnadssätt fortsatt det vanliga inom religiösa kretsar samt inom arbetarklassen, där det fortsatte vara vanligt för kvinnor att bära slöja. 
Shahen upplöste den oberoende kvinnorörelsen, då han ville ha alla politiska föreningar under statlig kontroll, men bedrev i gengäld en radikal statsfeminism. När han hade upplöst Jam'iyat-e Nesvan-e Vatankhah inbjöds feministerna att bilda Kanoun-e-Banovan under statligt beskydd, som deltog i Kashf-e hijab-reformen. År 1959 sammansmälte samtliga Irans kvinnoföreningar under paraplyorganisationen High Council of Women's Organizations of Iran, som 1966 omvandlades till en enda kvinnoförening, Women's Organization of Iran, en statlig kvinnoförening som genomförde regimens statsfeminism.
Stora framgångar uppnåddes under shahens moderniseringsprogram, den Vita revolutionen, då kvinnor 1965 fick rösträtt, valdes till parlamentet och utnämndes till ministrar och blev yrkesverksamma på alla nivåer av samhället inom politiken, militären och rättsväsendet, och 1967 års familjelag införde mer rättvisa villkor mellan könen. Denna utveckling stöddes av den samtida kvinnorörelsen i Iran, som beskyddades av kvinnorna i kungafamiljen.
Den iranska revolutionen 1979 avslutade den första vågens kvinnorörelse i Iran. När samhället omvandlades enligt religiösa lagar ansågs inte längre lika rättigheter mellan könen som något positivt. De flesta reformer i kvinnors rättigheter som hade införts under shahens tid återkallades, och alla kvinnor blev enligt lag tvingade att bära slöja.

### Jordanien
Området tillhörde Osmanska riket 1517–1921. Transjordanien blev 1921 en monarki under brittisk överhöghet, och 1946 ett självständigt land. Landets konstitution från 1952 förklarade formellt att alla medborgare hade lika rättigheter, men i praktiken gällde detta inte kvinnor. Kvinnor hade inte rösträtt, och familjelagen, som grundades på sharia, var kraftigt diskriminerande. 
Före 1940-talet spelade kvinnor ingen roll i det offentliga samhällslivet annat än som lärare i undervisning för flickor. Den första skolan för flickor i Jordanien öppnades av engelska missionärer i Amman 1926. Efter detta började utbildning för flickor, och följdmässigt även yrkesarbete accepterat för kvinnor, gradvis accepteras bland Jordaniens bildade medel- och överklass, och när University of Jordan slutligen öppnade 1962 accepterades kvinnor där från början.
Jordanien hade från 1940-talet ett livligt föreningsliv för kvinnor. Jordaniens första kvinnoförening, United Women's Social Organization, grundades 1944 under ordförandeskap av Musbah bint Nasser, följd av Organization of United Jordanian Women 1945, som 1949 förenades i den statsstödda Jordan Women's Hashemite Union. Dessa föreningar tillät överklasskvinnor att engagera sig offentligt i samhället, men de handlade främst om socialt arbete, ofta för de många palestinska flyktingarna efter kriget 1948. Andra framträdande kvinnoorganisationer var Arab Women Organisation och Jordanian Women's Union (JWU). Kungliga kvinnor utgjorde en förebild för kvinnor ur över- och medelklassen då de rörde sig obeslöjade offentligt och engagerade sig i socialt arbete, ett område som drottning Zein al Sharaf gjorde sig känd för att uppmuntra hos kvinnor. 1951 grundades socialministeriet, som samordnade landets välgörenhetsföreningar, som i många fall sköttes av kvinnor, och av vilka 32 av 340 tiden 1951–1979 riktades sig till kvinnor.
De flesta kvinnoföreningar grundades eller kontrollerades av regimen. Det gjorde att de kunde föra en progressiv linje samtidigt som de skyddades av staten mot oppositionen, men också att de var ineffektiva. Den kanske första utpräglade feministiska kvinnoföreningen var Arab Women's Federation, som grundades av Jordaniens första kvinnliga advokat Emily Bisharat 1954. Denna krävde rösträtt för kvinnor, utökade möjlighet för utbildning och yrkesarbete, och en reformering av familjelagen, bland annat genom avskaffande av polygamin och möjlighet även för kvinnor att begära skilsmässa: tack vare denna förening infördes en begränsad rösträtt för utbildade kvinnor 1955, men föreningen fortsatte begära allmän rösträtt för kvinnor. Den radikala kommunistiska kvinnoföreningen Women's Awakening League, som hade grundats i Jerusalem 1952, flyttade sedan till Jordanien under namnet Defense of Women's Rights under Emily Naffa, där den spelade en banbrytande roll: den utgav kvinnotidningen Voice of the Jordanian Woman och presenterade analysen där den jämförde förtrycket av kvinnor med kolonialismen och menade att deras frigörelse kan jämföras med landets frigörelse från kolonialmakten. Kvinnor fick slutligen allmän rösträtt 1974, men rösträtten kunde inte tillämpas på femton år, eftersom nästa val hölls först 1989.

### Kuwait
Kvinnorörelsen kom sent till Kuwait. Traditionellt skulle kvinnor inte vara verksamma i samhället utan leva sina liv i harem tillägnat familj och hushåll i enlighet med islamska seder, och de varken utbildade eller arbetade utan omhändertogs av familj och släkt. Landets första skola för flickor grundades först 1937, och stängdes snart igen. Efter landets självständighet 1961 inkluderades även flickor i den obligatoriska grundskolan och kvinnor fick formellt tillgång till utbildning, men kvinnor fick inte rösträtt i landets första konstitution. 
Den första kvinnoföreningen var Women's Culturral Social Society (WCSS) 1963, som gav överklasskvinnor möjlighet att engagera sig offentligt genom välgörenhet. Under 1960- och 70-talen uppkom både välgörenhetsorganisationer för kvinnor och professionella föreningar för yrkesverksamma kvinnor, och en viss debatt uppkom då kvinnor började delta i pressen uppmuntrade av vissa intellektuella män som såg jämlikhet som en typ av modernisering. Vissa kvinnor ur överklassen fick tillstånd av sina familjer att göra karriär och visa sig obeslöjade. Under den arabnationalistiska liberala eran på 1950- och 60-talen sågs kvinnors frigörelse och avbeslöjning som en del av en ny modern och självständig nation; feminister som Fatima Hussain brände sina slöjor offentligt, och under 1960- och 70-talen bar få kvinnor i Kuwait slöja, och könssegregationen efterlevdes inte lika strikt. Kuwaiti Women´s Union (KWU) bildades 1974 för att stödja införandet av jämlikhet.
Under 1980- och 90-talet inträffade dock en växande islamisk väckelse i Kuwait, och även om inget lagligt slöjtvång infördes, vände utvecklingen, och slöjor blev återigen det vanligaste.
Efter Kuwaitkriget 1990–1991 uppkom för första gången en kvinnorörelse som drev en kampanj för införandet av rösträtt för kvinnor, som fick stöd även av vissa religiösa kretsar som menade att kvinnlig rösträtt inte stod mot islam. Kampanjen fick visst stöd på grund av kvinnors engagemang i självständighetsrörelsen under kriget, och emiren utfärdade 1999 ett dekret om kvinnors rösträtt och valbarhet. Dekretet godkändes dock inte i parlamentet:   det var först 2005 kvinnor fick rösträtt i Kuwait, och först 2009 kvinnor (fyra stycken) valdes till parlamentet.

### Libanon
Libanon tillhör de länder i Mellanöstern som allra tidigast utvecklade en aktiv kvinnorörelse. Dess utveckling ägde rum på liknande sätt som i Syrien, och kvinnorörelsen i Syrien och Libanon samverkade också tätt. Libanon var kosmopolitiskt, splittrat i flera olika religioner och styrdes direkt av Osmanska riket, som under tanzimateran på 1800-talet påbörjade en debatt om kvinnors rättigheter. 
Skolor för flickor grundades av västerländska missionärer under 1800-talet, och västerländska vetenskapsböcker översattes till arabiska. Den första skolan för flickor uppges ha grundats av missionärer 1824. Välgörenhetsföreningar uppkom genom vilka överklasskvinnor kunde engagera sig i samhällslivet, samtidigt som en kvinnopress började debattera kvinnors rättigheter; litteratursällskapet Bakurat Suriya grundades 1880, som var den kanske första kvinnoorganisationen i den muslimska världen. Mellan 1892 och 1920 utgavs 22 kvinnotidningar av libanesiska kvinnor ut i Kairo, Alexandria och Beirut. 1924 grundade amerikanska missionärer Mellanösterns första institution för högre utbildning för kvinnor, American Junior College for Women. Efter 1926 accepterades kvinnor vid American University of Beirut.
Den libanesiska feministen Labibah Hashim utgav 1906-1929 Fatat al-Sharq, en av de första feministiska tidskrifterna i arabvärlden. Awakening of the Young Arab Women Association verkade 1914-1915 under Anbarah Salam Khalidi för att finansiera utbildning för flickor. 
Kvinnorörelsen organiserades under pionjärer som Labibah Thabit, Adele Nakhou, Ibtihaj Kaddoura, Rose Shihaa, Evelyn Boustros, Laure Tabet, Najla Saab, Emily Fares Ibrahim och Salma Sayegh, som hade influerats av västerländska missionärer men som förde fram idén att en ny självständig modern nation inte skulle bli framgångsrik om den inte inkluderade kvinnor bland sina aktiva medborgare. Syrian-Lebanese Women's Union var den samlade kraften från 1924 till 1946, då den splittrades i två. 1947 var de två största föreningarna Lebanese Women's Union och paraplyorganisationen Christian Women's Solidarity Association. Dessa skapade 1950 en kommitté (omvandlad till Lebanese Council of Women 1952) som framgångsrikt höll en kampanj i form av The Week of the Women-turné, där de fick allmänhetens stöd och sedan presenterade denna för valkandidaterna. Som resultat fick Libanon kvinnlig rösträtt 1953, varav Emily Fares Ibrahim ställde upp i valet och tre kvinnor valdes in i Beiruts kommunfullmäktige.
Rörelsen genomdrev också lika arvsrätt för kristna kvinnor 1959, rätten för en kvinna att behålla sitt medborgarskap om hon gifter sig med en utlänning 1960, och rätten för en kvinna att åka utomlands utan makens tillstånd 1974.

### Libyen
I det osmanska Libyen var landet ett djupt traditionellt nomadiskt beduinsamhälle. Beduinkvinnor arbetade hårt i beduinernas jordbruk, och kvinnor i städerna levde i största möjliga mån isolerade i könssegregering, och var helt beslöjade då de visade sig utanför hemmet. 
Under den italienska kolonialtiden (1912-1951) påverkades inte kvinnors liv i någon högre grad. 
Förutom en minoritet stadsbor och den judiska befolkningen i Libyen, fortsatte merparten av de inhemska libyerna att fortsätta leva sitt traditionella liv vid sidan av de italienska kolonisternas separata samhälle, utan att kvinnors ställning påverkades av de italienska kolonisternas exempel. Efter självständigheten gav sig både de italienska kolonisterna och de judiska libyerna av, och en ännu större del av libyerna levde ett traditionellt liv. 
I kungariket Libyen (1951-1969) efter självständigheten gavs kvinnor i 1951 års konstitution formellt vissa grundläggande rättigheter, då de inte uteslöts från de medborgerliga rättigheter som gavs till alla medborgare i konstitutionen. Kvinnors rättigheter var dock i stort något rent formellt under monarkins tid. 
Under 1950-talet uppgavs nästan alla muslimska kvinnor i Libyen bära slöja, och även drottning Fatima al-Shifa al-Sanussi visade sig endast obeslöjad då hon vistades utomlands.  
En kvinnorörelse uppkom startad av en grupp bildade urbana kvinnor som ville göra kvinnor delaktiga i den nya nationen efter självständigheten, och den första kvinnoorganisationen bildades i Benghazi 1955, följd av en i Tripoli 1957. 
Kvinnorörelsen förblev dock liten och splittrad, och förutom en liten europeiserad urban elit, levde nästan alla kvinnor i Libyen fortfarande ett djupt traditionellt liv under hela kungarikets tid. 
År 1963 inkluderades kvinnlig rösträtt i Libyens nya konstitution. Inga kvinnor innehade dock något ämbete under monarkins tid. 
Efter statskuppen 1969 ingick jämlikhet mellan könen i regimens officiella policy.  De små kvinnoföreningarna förenades 1970 i Women's General Union (WGU), 1977 kallad Jamahiriya Women's Federation och slutligen Revolutionary Women's Formation (RWF). Denna höll sin första kongress 1970, och lade fram sina önskningar till regimen, som ska ha blivit genomförda. Föreningens uppgift var att mobilisera kvinnorna i enlighet med det styrande partiet och genomföra regimens policy ifråga om kvinnor. Regimen hade en progressiv policy, och förklarade i Clausus 5 ur Constitutional Proclamation av den 11 december 1969 könen som jämlika. Obligatorisk grundskola för flickor infördes, kvinnor uppmanades att utbilda sig och arbeta, och en militärakademi för kvinnor grundades 1979.  
Under 1970-talet uppgavs de flesta kvinnor i städerna under trettiofem års ålder vara obeslöjade, medan kvinnor mellan 35 och 45 uppgavs vara villiga att ta samma steg, och endast kvinnor över 45 var helt ovilliga att någonsin göra det.  Under 1980-talet var det ovanligt för kvinnor i städerna att bära slöja. 
Den officiella policyn om jämlikhet genomfördes dock inte helt i praktiken. Bara en minoritet kvinnor gick vidare från grundskolan till universiteten, och utanför kvinnoförbundet var kvinnor knappt politiskt representerade: bara sex kvinnor blev medlemmar i folkkongressens sekretariat 1977-2006, och endast ett fåtal kvinnor blev medlemmar i regeringen under Khadaffis regim (1969-2011). Under 2000-talet nåddes Libyen av den islamiska väckelsen och kvinnor utsattes för ett tryck att bära slöja igen.

### Marocko
Den franska kolonialmakten i Marocko lade sig inte i kvinnors rättigheter, som därför länge förblev oförändrade. Den inhemska kvinnorörelsen började på 1940-talet, när kvinnor organiserade sig i självständighetskampen med att gömma och transportera manliga släktingars vapen. Kvinnors rättigheter fick stöd av kungahuset. Kung Mohammad V lät 1947 sin dotter prinsessan Lalla Aicha av Marocko lämna haremet och visa sig offentligt utan slöja för att sända en signal om att kungen godkände kvinnors frigörelse, och det blev efter detta normalt för kvinnor ur över- och medelklassen att röra sig obeslöjade offentligt. De första kvinnoföreningarna uppkom under denna tid, men de inriktade sin verksamhet främst på självständighetskampen och välgörenhet. 
När Marocko blev självständigt 1956 upphörde kvinnorörelsen i Marocko, då den varit så tätt sammanlänkad med självständighetskampen. Kvinnor fick formellt sett lika politiska medborgerliga rättigheter 1956 och rösträtt 1963, men familjelagen placerade samtidigt kvinnor under sina äkta mäns förmynderskap, vilket innebar att de behövde sina mäns signaturer vid varenda juridisk handling utanför hemmet.
Kvinnorörelsen återupptog sin verksamhet med grundandet av Union Progressite des femmes Marocaines (UPFM) 1961, som uppkom ur fackföreningsrörelsen med målet att gynna kvinnors yrkesmässiga rättigheter, men den upphörde snart igen. Kungen stödde sedan grundandet av Union Nationale des Femmes Marocaines (UNFM) 1969, som skulle verka för utökade rättigheter för kvinnor utan att stöta sig med islam, men denna var en kunglig förening mest frekventerad av en liten minoritet överklasskvinnor. Under 1970-talet grundades flera kvinnoföreningar av de politiska partierna, och slutligen en politisk oberoende förening i form av Democratic Association of Moroccan Women 1985. Första vågens feminism nådde slutlig framgång i Marocko först i början av 2000-talet då kungen införde en jämställd familjelag, som då var den mest radikala och progressiva i hela Mellanöstern.

### Palestina
I det Brittiska Palestinamandatet (1920-1947) utövade britterna en policy av så kallat "conscious colonial policy", vilket innebar att inte störa status quo alltför mycket ifråga om kultur för att inte skapa oro, samtidigt som man genom sociala program önskade modernisera kvinnor och barns rättigheter.
Olika västerländska missionärsskolor hade sedan 1800-talets andra hälft försett arabiska överklassdöttrar med modern utbildning, och under 1920-talet bröts den traditionella könssegregationen alltmer då kvinnor ur den arabiska medel- och överklassen av sina familjer tilläts utbilda sig, visa sig utan slöja och i vissa fall även arbeta som till exempel lärare.
Under 1920-talet uppkom en offentlig debatt i pressen om kvinnors ställning som ofta var intensiv, och oppositionen mot jämlikhet stödde sig på argumentet att religionens bud om kvinnor var den sista återstående bastionen mot utländsk makt.
Muslimska kvinnor organiserade sig för första gången i Arab Women's Association of Palestine (AWA) år 1929.  Pionjärfeministen Tarab Abdul Hadi, medgrundare av Palestinas första kvinnoförening, kampanjade bland annat för att få palestinska kvinnor att ta av sig slöjan, och kampanjen var framgångsrik åtminstone bland medelklassen. En minoritet palestinska kvinnor ur över- och medelklassen uppnådde en viss frigörelse under mellankrigstiden, då de utbildade sig, blev yrkesverksamma, engagerade sig politiskt och slutade bära slöja, och dessa kvinnor engagerade sig i den sekulära kvinnorörelse som utvecklades under denna tid: men denna feminism begränsade sig till en minoritet och majoriteten palestinska kvinnor, som tillhörde bondeklassen, lämnades utanför.
Nationalisternas åsikt var ofta att kvinnors rättigheter fick vänta tills den nationella självständigheten var uppnådd, något som för Palestinas del inte uppnåddes. Detta kom längre fram att bana väg för en växande konservatism efter första intifadan (1987-1993), då islamistiska grupper började få ett större inflytande.

### Oman
Kvinnors tillvaro i Oman var oförändrat från medeltiden fram till 1900-talet. Under sultan Said bin Taimurs regering 1938-1970 rådde sharia: modern undervisning var förbjuden, personer som studerade utomlands förbjöds att återvända till landet, kvinnor levde i könssegregering och sultanen hade 150 kvinnor i sitt harem.
Efter Qaboos bin Saids statskupp 1970 inleddes ett radikalt moderniseringsprogram. Slaveriet avskaffades, allmän utbildning infördes, personer som hade studerat utomlands ombads återvända till Oman för att bygga upp landet, och utlandsutbildade kvinnor anställdes inom militären, polisen, utbildningen och civilförvaltningen; kvinnliga reportrar anställdes inom den nygrundade omanska televisionen och tilläts uppträdde offentligt obeslöjade.
Under denna tid startade också kvinnorörelsen i Oman i form av Omani Women’s Association (OWA), som grundades 1970 med den nya reformvänliga sultanens tillstånd. OWA:s verksamhet kom att rätta sig efter statens policy för kvinnors rättigheter. Denna var radikalt progressiv under 1970-talet, då staten ville dra nytta av alla personer med kunskap för att bygga upp ett modernt samhälle; men blev mer konservativ mot slutet av 1980-talet, då arbetslöshet gjorde att regeringen började avråda kvinnor från yrken som inte ansågs passande.
Kvinnor fick lokal rösträtt till Muscat 1994, lokal rösträtt i hela Oman 1996, och nationell rösträtt 2002, samma år som även alla män över 21 års ålder fick rösträtt, och två kvinnor valdes in i den lokala shuran i Muscat 1994. År 2008 infördes en reform i egendomsrätten som gav kvinnor rätten att äga jord på samma villkor som män.
Kvinnor i Oman har (2025) laglig rätt att utbilda sig och arbeta, rösta och väljas till politiska ämbeten, och behöver inte bära slöja; i praktiken är dock de flesta omanska kvinnor inte yrkesverksamma, och nästan alla kvinnor bär slöja.

### Syrien

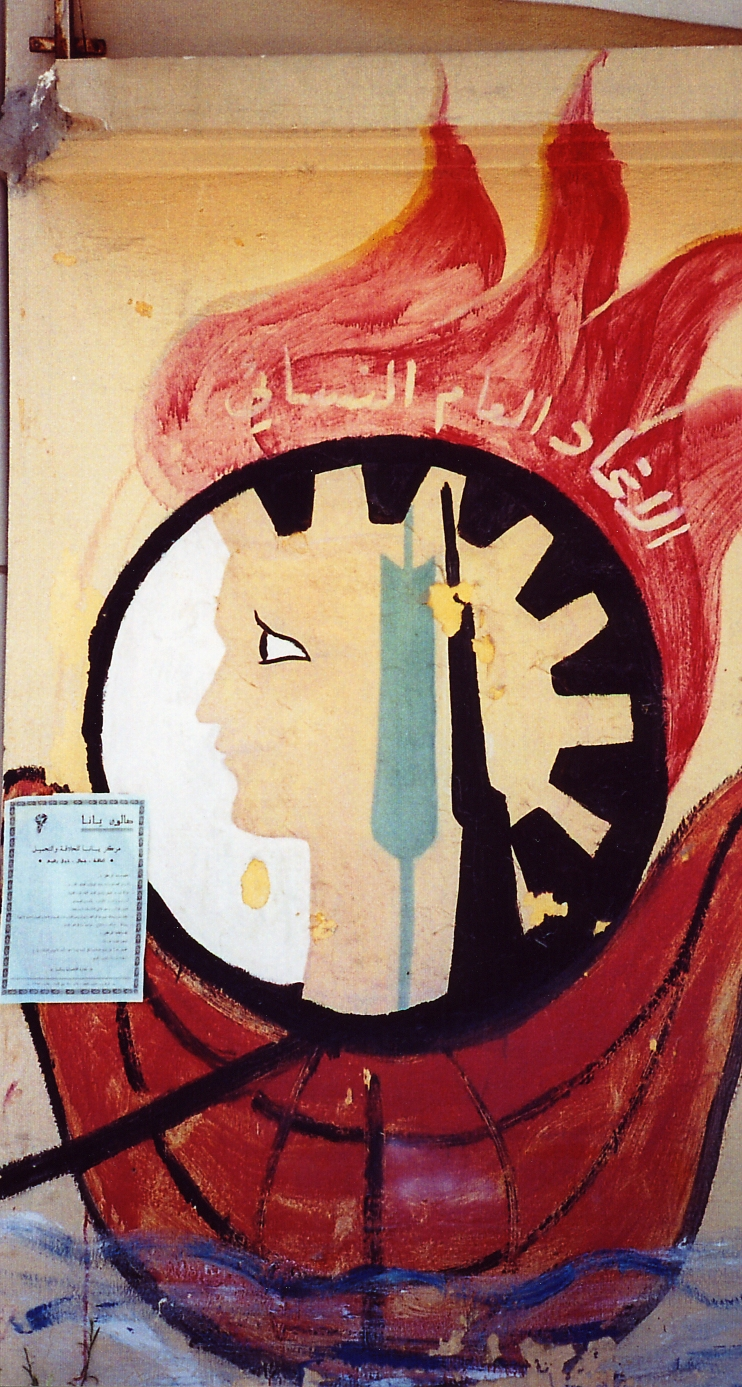
General Union of Syrian Women

Syrien tillhör de länder i Mellanöstern som allra tidigast utvecklade en aktiv kvinnorörelse. Dess utveckling ägde rum på liknande sätt som i Libanon, och kvinnorörelsen i Syrien och Libanon samverkade också tätt. Syrien var splittrat i flera olika religioner, var kosmopolitiskt och styrdes direkt av Osmanska riket, som under tanzimateran på 1800-talet påbörjade en debatt om kvinnors rättigheter. 
Skolor för flickor grundades av västerländska missionärer under 1800-talet, och västerländska vetenskapsböcker översattes till arabiska. Välgörenhetsföreningar uppkom genom vilka överklasskvinnor kunde engagera sig i samhällslivet, samtidigt som en kvinnopress började debattera kvinnors rättigheter. En viktig pionjär i denna utveckling var författaren Maryana Marrash, som på 1880-talet grundade välgörenhetsföreningen Bakurat Suriya för kvinnor, och som bröt könssegregeringen genom att öppna en litterär salong, där kvinnor och män tilläts umgås med varandra; hon hade redan 1870 som första kvinna börjat skriva artiklar i al-Jana, och var den första kvinna som utgav en diktsamling, Bint fikr. 
1888 bildade Julia Dimashqiya den litterära föreningen Jamiyyat al-Sayyidat. 
År 1893 grundade Nadimah al-Sabuni den första kvinnotidningen, al-Mar'a (Woman) i Aleppo, och från 1910 drev Mary Ajami en kampanj för kvinnlig rösträtt och frigörelse genom sin tidning al-'Arus, som var den första klart feministiska tidningen. Kvinnor accepterades från 1926 på Damascus University.
En pionjärroll spelades av Nur al-Fayha-föreningen, som bildades 1919, och utgav en tidning med samma namn. När Syrien höll sin kongress om kvinnlig rösträtt 1920, hävdade Shaykh Abd al-Qadir al-Kaylani att rösträtt för kvinnor var samma sak som att avsluta könssegregation och avskaffa slöjan.
Mary Ajami lämnade in en petition om kvinnlig rösträtt till Syrian Congress of 1920 under Faisal-regeringen, men denna petition sköts upp och glömdes sedan bort. Rösträttsfrågan stöddes av Naziks tidning Nur al-Faya och Mary Ajamis tidming al-Arus, men det fanns ingen organiserad rösträttsförening. De flesta ansåg att kvinnor bevarade sin dygd genom att stanna borta från politiken.
Kvinnorörelsen organiserades varaktigt i samverkan med den libanesiska kvinnorörelsen i form av Syrian-Lebanese Women´s Union under Labibah Thabit 1924. Den spelade en pionjärroll för kvinnorörelsen i hela Mellanöstern, då den 1930 organiserade First Eastern Women's Congress i Syrien, och var medarrangör av Second Eastern Women's Congress i Teheran 1932. Föreningen medverkade också i den första pan-Arab Women's Conference i Kairo 1944, och var medgrundare till Arab Women's Union 1945.
Syrien liksom Libanon var under 1920-talet skådeplats för en strid om slöjtvånget i den muslimska världen. Frågan om slöjan kom att bli särskilt intensiv i just Syrien. Kvinnorättsaktivister betraktade under denna tid slöjan som ett hinder för kvinnors deltagande i samhällslivet som produktiva medborgare som skulle gynna en modern framgångsrik nation fri från västerländskt inflytande, och kombinerade sin kritik mot slöjan med sin kritik mot kolonialväldet. 
Under kvinnodemonstrationen mot det franska styrets fängslande av Shahbandar 1922 avlägsnade kvinnorna offentligt sina slöjor. 

Ataturks reformprogram i Turkiet avskaffade könssegregation och harem och uppmuntrade kvinnor att ta av sig slöjan som en del av en social revolution för att få Turkiet att motsvara en modern civilisations standard. 
Den sociala revolutionen i Turkiet skapade debatt i Syrien, där turkiska vykort i Damaskus 1922 visade moderna turkiska kvinnor utan slöja; enligt USA:s konsul: "I am informed that they attract considerable attention in local feminine circles", och kvinnotidningen Dimashqiya/The New Woman hyllande 1924 Kemal för hans reformer, och publicerade själv obeslöjade turkiska kvinnor på bild. 
På en nationalistisk demonstration i Damaskus under ett besök av Lord Balfour krävde kvinnorna ett slöjförbud, något som skapade spänning med manliga nationalister.
Ett betydelsefullt verk för slöjreformen var Nazira Zeineddines al-Sufur wa-l-hijab 1928, som väckte ett enormt uppseende i Mellanöstern. 
I egenskap av dotter till en skriftlärd hävdade hon att Islam inte krävde att kvinnor skulle beslöja sig. Detta verk blev en kontroversiell vattendelare. Fram till publiceringen av al-Sufur wa-l-hijab 1928 hade frågan om slöjan inte associerats så starkt med religion, utan snarare som en fråga om personlig frihet: men verket gjorde anspråk på att veta svaret på en religiös fråga, och slöjan blev därefter en mycket mer kontroversiell fråga om religion, traditioner och västlig kulturimperialism. 
Avbeslöjning kom efter 1928 att stödjas av den frankofila överklassen och de modernistiska arabnationalisterna, medan populistiska islamistgrupper motsatte sig det, och kontroversen gjorde att kvinnorörelsen under 1930-talet föredrog att undvika frågan.

I 1930 Syrian constitution inkluderades obligatorisk grundutbildning för flickor, troligen på grund av krav från kvinnorörelsen.
Dawhat al-adab grundades som förening 1928 av Adila Bayyhum al-Jaziri. Arab Women's Union in Damascus ("Ittihad al-arabi al-nisa i fi Dimashq") grundades av Adila Bayyhum 1933. Föreningen ägnade sig åt hjälpverksamhet under bombningarna 1945, sydde kläder åt soldater, gjorde insamlingar palestinska flyktingar 1948.
Föreningen Dawhat al-adab (Tree of Social Graces), grundade en skola i Damaskus 1931, ett dagis, en skola med både grundskola och sekundärskola.
Slöjfrågan politiserades efter 1928, när bildade nationalister och överklassen i allmänhet stödde avbeslöjning; nyhetstidningar gynnade av överklassen stödde avbeslöjning och det syriska parlamentet öppnade 1933 i närvaro av obeslöjade kvinnor som inbjudits till galleriet av nationalister. 
Som reaktion bildades League of Modesty av konservativa kvinnor för att stödja slöjan 1934: dess medlemmar patrullerade gatorna i vita skynken och attackerade obeslöjade kvinnor med sax och flaskor med syra.  
I februari 1935 hölls en kvinnokonferens i Damaskus med europeiska deltagare, där Mary Ajami förklarade att österns feminister skulle befria sig med hjälp av islam, som egentligen godkände kvinnors rättigheter, snarare än att imitera Väst, eftersom Muhammed endast tvingade sina hustrur att bära slöja och ingen annan; när en holländsk delegat uppmanade kvinnorna att ta avstånd från slöjan som en symbol för manligt förtryck, blev dock stämningen - trots att 500 av de muslimska delegaterna var obeslöjade - så upprörd att hon råddes ta tillbaka sina ord av sin tolk.
Att kvinnor ur över- och medelklassen började visa sig offentligt som obeslöjade nya kvinnor i Syrien under 1920-talet väckte stor opposition bland vissa religiösa konservativa, och det förekom våldsamma attacker av religiösa fanatiker mot obeslöjade överklasskvinnor, som i vissa fall till och med utsattes för syraattacker.
När den konservativa Shaykh Taj 1928 blev premiärminister i Damaskus igångsattes en kampanj av predikanterna i moskéerna som uppmanade till attacker mot obeslöjade kvinnor, och män attackerade obeslöjade överklasskvinnor på gatorna med syra, som i sin tur attackerade män i kostym, medan en demonstration mot slöjan hölls av kvinnor i Hamidiya, som attackerades av en mob.
Det faktum att kvinnor under mellankrigstiden började röra sig utomhus och delta i samhällslivet i högre grad väckte opposition och provocerade islamister debatterade om var kvinnor borde tillåtas röra sig i det offentliga rummet, och trakasserier drabbade kvinnor som rörde sig offentligt för att maskulinisera det offentliga rummet. 
Islamistgruppen al-gharra krävde huvud-till-tå-täckande kläder för alla kvinnor, medan den franska pressen fördömde de som gjorde obeslöjade kvinnor rädda att gå utomhus i rädsla för repressalier. 
Under den internationella kvinnokonferensen i Istanbul 1935 var nästan alla delegater obeslöjade utom de från Syrien och Libanon, där slöjfrågan då var starkt känslig.
Islamistgrupperna drev en kampanj om att förbjuda kvinnor att besöka biografer, och 1944 gav regeringen efter för islamisternas krav och införde könssegregation på spårvagnen i Damaskus under religiösa högtider.
Under 1940-talet gick Thuraya Al-Hafez i spetsen för en kampanj mot kvinnans rätt att själva välja om hon ville bära slöja.
Under 1944 krävde islamistgrupper i Syrien könssegregering i skolor och offentlig transport, att kvinnor förbjöds besöka biografer och att kvinnor skulle tvingas bära slöja med hjälp av en moralpolis. 
I maj 1944 gick ryktet om att en bal med obeslöjade muslimska kvinnor skulle äga rum hos Nuqtar al-halib. Den islamistiska al-ghurra-gruppen iscensatte då en kampanj i moskéerna som orsakade upplopp i Damaskus, Aleppo, Homs och Hamah, som krävde att regeringen skulle förbjuda balen. Adila Bayyhum, medlem av Nuqtat al-halib, upphörde då med sin distribution av mjölk tills regeringen hotade med att upphöra med sin utdelning av gratis säd.
Women's Union lämnade in en petition om rösträtt för kvinnor till president Hasmih 1936, och till president Quwatli 1943, liksom till parlamentet.
Efter Syriens självständighet fick kvinnor rösträtt 1953. Mellan 1958 och 1961 drev Women's Union en kampanj för reform av den personliga statuslagen och för kvinnors arbete genom jordbruk och handarbete.
När Baathpartiet tog makten 1963, prioriterades kvinnors rättigheter, och Syriens kvinnoföreningar underställdes General Union of Syrian Women, som förde fram regimens progressiva policy. I 1973 års konstitution försäkrades kvinnor formellt alla rättigheter att delta politiskt, socialt, kulturellt och ekonomiskt i samhällslivet. Problemet var dock att det självständiga Syrien godkände två parallella lagsystem. Vid sidan av statens sekulära lag, som styrde medborgarens offentliga rättigheter, godkändes även den personliga statuslagen, som reglerade medborgarens privata rättigheter, som arvsrätt och äktenskapslag: denna lag bestämdes utifrån en medborgares religiösa tillhörighet och bestämdes av medborgarens religions föreskrifter.

### Tunisien
De franska kolonialmyndigheterna i Franska protektoratet Tunisien (1881–1956) följde sin normala praxis i sina kolonier och lade sig inte i kvinnors rättigheter, vilket innebar att de länge kvarstod oförändrade, även om de franska kvinnorna i Tunisien levde under fransk lag. De inhemska kvinnornas rättigheter reglerades fortsatte att regleras av sharialagen, vilket innebar polygami för män, harem och könssegregation. I Tunisien fanns en religiös institution kallad Dar Joued, dit muslimska familjer och shariadomstolar kunde få kvinnor fängslade på obestämd tid om de bedömdes ha skadat familjehedern eller varit trotsiga mot man eller föräldrar. 
En liten minoritet började leva mer västerländskt under kolonialtiden. År 1900 grundade den franska guvernörsfrun Louise René Millet en skola för muslimska skolor med samma namn; Tawhida Ben Cheikh blev 1928 den första kvinnan som tog studenten, 1936 en av de första som studerade på universitetet, och slutligen landets första kvinnliga läkare. 
Under 1940-talet började de första kvinnoföreningarna uppstå i samband med självständighetsrörelsen mot fransmännen, där även kvinnor tilläts engagera sig. Bachira Ben M'Rad grundade Tunisian Union of Muslim Women (UMFT), som verkade för att öppna läraryrket för kvinnor och etablerandet av föreningar för flickor, och Nahiba ben Milad och Gladys Adda grundade det socialistiska och kommunistiska Union of Tunisian Women (UFT), som verkade för arbetares rättigheter, krigsförnödenheter och kvinnors tillgång till hälsovård.
När Tunisien blev självständigt 1956 i genomfördes ett radikalt reformprogram för att bättra kvinnors ställning i form av president Bourguibas Code of Personal Statue (CSP), som ersatte sharialagstaftningen med en sekulär familjelag. Det muslimska prästerskapet Ulema motsatte sig lagen vid första försöket 13 augusti 1956, men hade svag ställning på grund av sitt stöd till Frankrike och tvingades slutligen acceptera den 1 januari 1957. Denna lag höjde äktenskapsåldern, avskaffade arrangerade äktenskap och polygami och införde lika rätt till skilsmässa, och grundades på individuella rättigheter snarare än på familjekollektivet. Tunisien var det första arablandet i Mellanöstern att ha infört en sekulär familjelag, och blev 1957 därmed det mest jämställda landet i Mellanöstern med undantag för Turkiet. 1958 infördes dessutom ett sekulärt skolsystem. 
Bourguiba lät grunda en statlig kvinnoförening genom att upplösa Tunisian Union of Muslim Women (UMFT) och Union of Tunisian Women (UFT) och ersätta den med National Union of Tunisian Women (UNFT, Union Nationale des Femmes Tunisiennes) under Radhia Haddad, vars uppgift var att samordna och representera kvinnors intressen och informera om den sekulära lagen. Vid samma tid började även könssegregeringen brytas upp och kvinnor att röra sig obeslöjade offentligt. Presidenten tog avstånd från slöjan genom att offentligt avlägsna den från en kvinnlig politisk sympatisör offentligt i en ceremoni 1956, och på 1980-talet uppgavs det enbart vara kvinnliga anhängare av den islamistiska rörelsen som bar slöja. 
Därmed var första vågens feminism slutförd i Tunisien.

### Turkiet
Kvinnofrågor började debatteras i Osmanska riket under andra hälften av 1800-talet. Tanzimatreformerna öppnade flickskolor med kvinnliga lärare; den första statliga flickskolan öppnade 1858, skolplikt infördes för flickor 1869 och den första yrkesskolan för kvinnor, Women's Teacher's Training College, grundades 1870 för att förse dessa första flickskolor med utbildade kvinnliga lärare. En kvinnopress uppkom vid samma tid. Det var dock först efter revolutionen 1908 som det blev möjligt att grunda politiska organisationer, och därefter uppkom de första kvinnoföreningarna, bland dem främst Osmanlı Műdafaa-ı Hukûk-ı Nisvan Cemiyeti.
En del kvinnor i bildade och progressiva kretsar samt inom överklassen började klä sig i västerländsk mode. År 1915 tillät ett kejserligt dekret uttryckligen yrkeskvinnor på kontor att visa sig utan slöja om de önskade.
Med införandet av den turkiska republiken 1923 förändrades förutsättningarna för den turkiska kvinnorörelsen, som omorganiserade sig i kvinnopartiet Kadinlar Halk Firkast ('Kvinnors Folkparti'), grundat av Nezihe Muhiddin. Eftersom partiet var illegalt omvandlades det dock 1924 av Nezihe Muhiddin till rösträttsföreningen Türk Kadinlar Birligi ('Turkiska Kvinnors Union'), som verkade för rösträtt för kvinnor.
Kemal Ataturk tillgodosåg kvinnors basrättigheter genom tre stora reformer i sin samhällsmodernisering: genom att införa den schweiziska familjelagstiftningen 1926; genom att inkludera kvinnor i det statliga skolsystemet; och genom införandet av rösträtten 1934. När dessa reformer var införda, upplöste Türk Kadinlar Birligi 1935 sig självt, då de ansåg att deras krav hade blivit mötta. Den turkiska kvinnorörelsen förklarade sig sedan lojalt med Kemals rörelse och sammansmälte med denna. En självständig kvinnorörelse återuppstod inte i Turkiet förrän på 1980-talet.

## Oceanien

### Australien
Australien var fram till 1901 indelad i separata kolonier. Kvinnorörelsen var därför inte enhetlig, utan skilde sig mellan de olika kolonierna. Liknande grupper uppkom separat från varandra i olika delstater, som dock följde liknande mönster.  
En kvinnorörelse uppkom under andra hälften av 1800-talet. En pionjär för hela Australien var Henrietta Dugdale, som på 1860-talet tog upp frågan om rösträtt till debatt. Kvinnorörelsen organiserade sig dock inte förrän på 1880-talet. Under 1880-talet uppkom både Social Purity Society, nykterhetsrörelsen och slutligen rösträttsrörelsen, som alla tre spelade en stor roll för organiseringen av kvinnorörelsen i Australien. 
1882 grundades Social Purity Society, som motverkade prostitutionen, vilket innebar att den indirekt verkade för kvinnors rättigheter, eftersom den arbetade för att erbjuda kvinnor större möjligheter till utbildning och yrkesarbete för att erbjuda dem alternativ till sexhandeln, och kampanjade för lagreformer som kunde ge kvinnor ett större lagligt skydd, däribland att höja den lagliga åldern för en flicka att gifta sig och samtycka till sexuellt umgänge, något rörelsen också lyckades med. Denna uppkom i flera delstater. 1882 uppkom också nykterhetsrörelsen, Woman's Christian Temperance Union, som var internationellt känd för att organisera kvinnor och parallellt verka för kvinnors rättigheter. Slutligen organiserade sig från 1884 även rösträttsrörelsen i Australien.  
Nykterhetsrörelsen uppkom när Euphemia Bridges Bowes grundade Woman's Christian Temperance Union i Sydney 1882; hon grundade 1886 en kvinnogrupp inom New South Wales Social Purity Society, som arbetade för kvinnors rättigheter, och grundade 1890 en kvinnorösträttsrörelse inom denna, som från 1892 stödde Womanhood Suffrage League of New South Wales. 
I Victoria i Melbourne grundades Australiens första rösträttsförening Victorian Women's Suffrage Society år 1884 av Henrietta Dugdale och Annie Lowe, där 
Brettena Smyth vid samma tid sökte att förbättra kvinnors levnadsförhållande med en kampanj för tillgång till preventivmedel. 
Mary Lee var en av förgrundsfigurerna i den australiska kvinnorörelsen i delstaten South Australia, och en drivande medlem i Social Purity Society, samt en av grundarna av Women's Suffrage League (1888) för att ge kvinnor rösträtt och The Working Women's Trades Union (1896) för att förbättra kvinnors arbetsförhållanden.

### Nya Zeeland
Britter började bosätta sig på Nya Zeeland i början av 1800-talet, och landet blev en brittisk koloni år 1840. 
Kvinnorörelsen började när enskilda aktivisters deltog i den offentliga debatten med krav om kvinnors utbildning, rätt att rösta och gifta kvinnors rätt att slippa stå under sin makes förmyndarskap. År 1869 publicerade Mary Ann Müller sin An appeal to the men of New Zealand, där hon förespråkade rösträtt för kvinnor, och under 1870-talet drev Mary Ann Colclough kampanj för flickors rätt att studera och gifta kvinnors rätt att vara myndiga.  
År 1877 uppnådde kvinnor rätten till utbildning: detta år infördes allmän grundskola för båda könen, och samma år accepterades Kate Edger som student vid University of New Zealand, vilket gjorde att kvinnor i fortsättningen accepterades som universitetsstudenter och fick sitta i skolkommittéer. Enskilda aktivister värvade manliga anhängare i parlamentet och de första omröstningarna om kvinnlig rösträtt hölls 1878 och 1879.
Kvinnorörelsen på Nya Zeeland organiserade sig i Women's Christian Temperance Union New Zealand (WCTU), som grundades 1885. WCTU var en nykterhetsförening, men nykterhetsfrågan drevs mot bakgrunden av kvinnors rättigheter, som kvinnors dilemma när de var gifta med en alkoholist som slöade bort familjens pengar och misshandlade dem, då kvinnor enligt lagen varken hade rätt att bestämma över sina egna pengar, svårt att skilja sig och inte kunde rösta för att påverka lagarna: för WCTU var kvinnors rättigheter därför en självklar sak att verka för parallellt med rösträttsfrågan, och WCTU blev också den bärande kvinnorörelsen på Nya Zeeland. WCTU verkade för höjd samtyckesålder för flickor (som var lägre än pojkar), en ny prostitutionslag, en ny äktenskaps- och skilsmässolag. Deras kampanjer var ofta framgångsrika: 1884 infördes en ny äktenskapslag som gjorde gifta kvinnor myndiga och gav dem rätt att bestämma över sina egna pengar, och några år efter gavs kvinnor rätt att sitta i alla offentliga kommittéer.
Rösträttskampen drevs av WCTU, vars tongivande medlem var Kate Sheppard. 1887 och 1890 föll ytterligare omröstningar i parlamentet, men då de rösterna på Ja-sidan växte för varje gång, innebar det att kampen i stort började stå mellan nykterhetsrörelsen, som förespråkade rösträtt för kvinnor för att dessa skulle kunna rösta för spritförbud, och spritindustrin. 
Rösträtt för kvinnor infördes 1893. Frågan om kvinnors valbarhet drevs sedan av National Council of Women of New Zealand. Kvinnor blev valbara 1919, då Women’s Parliamentary Rights Act antogs.